# Biserica de lemn din Tămașa

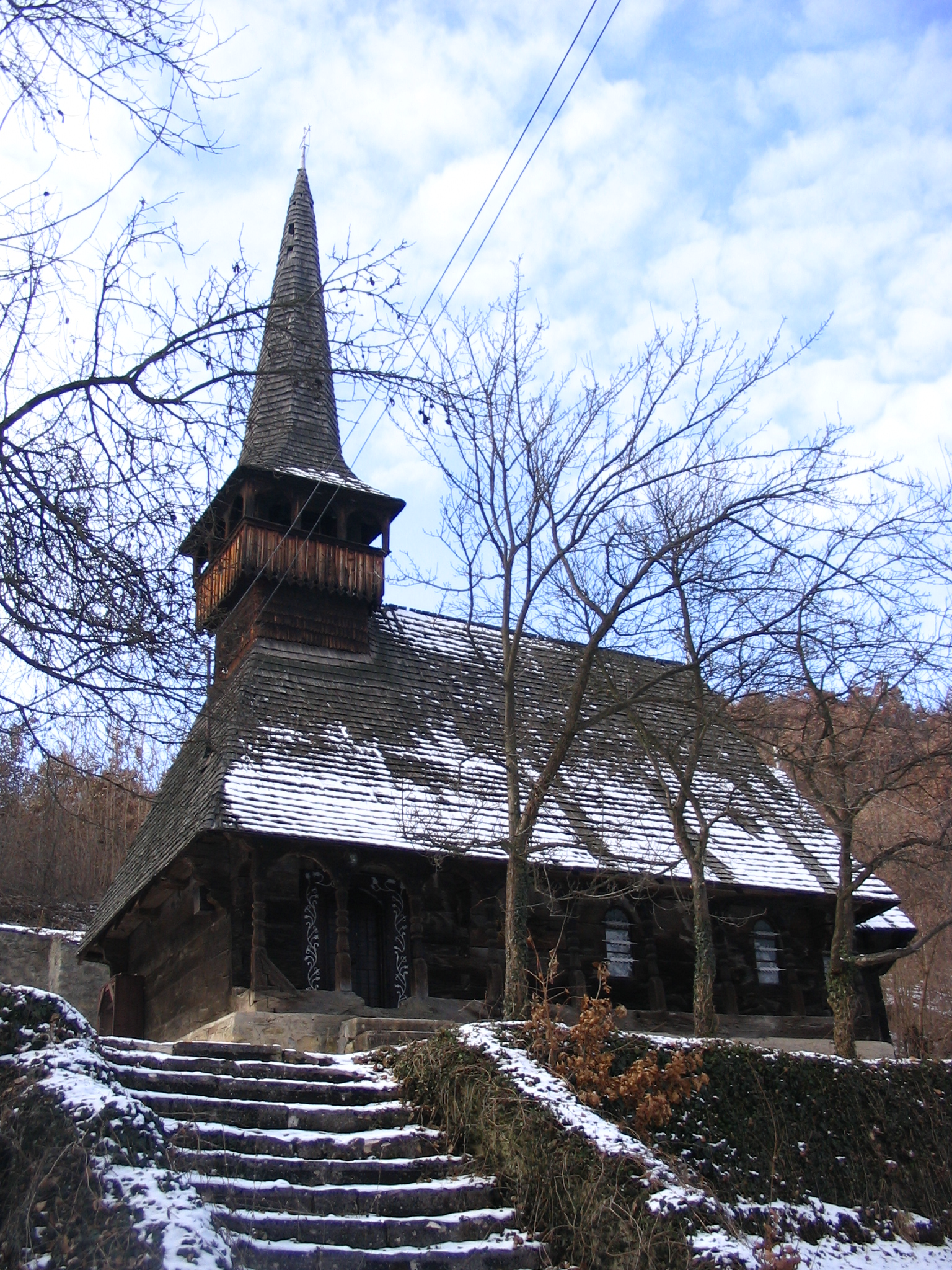
Biserica de lemn din Tămașa, Sălaj, în prezent în Ticu-Colonie, județul Cluj.

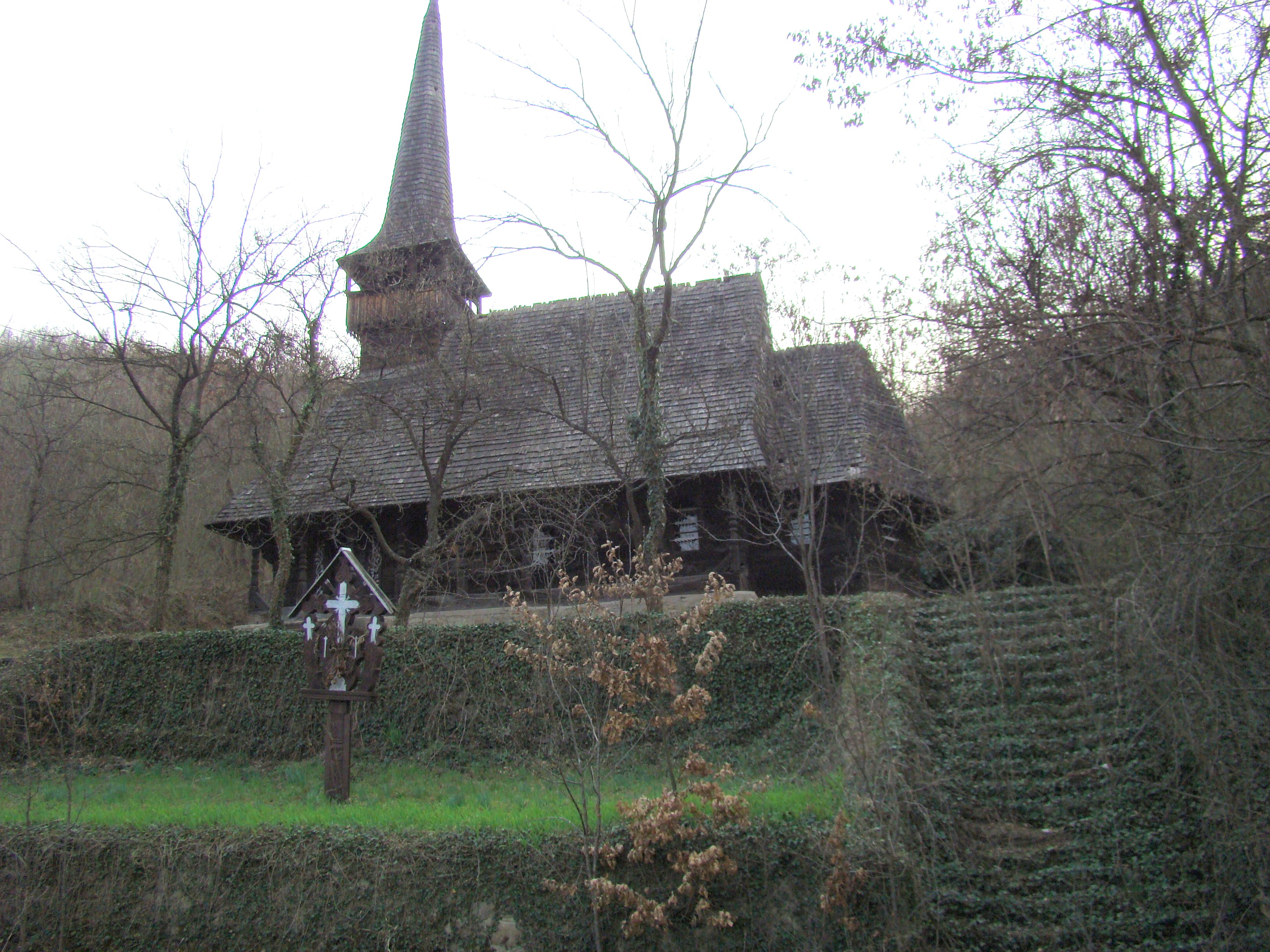
Biserica de lemn din Ticu-Colonie, județul Cluj, foto: aprilie 2009.

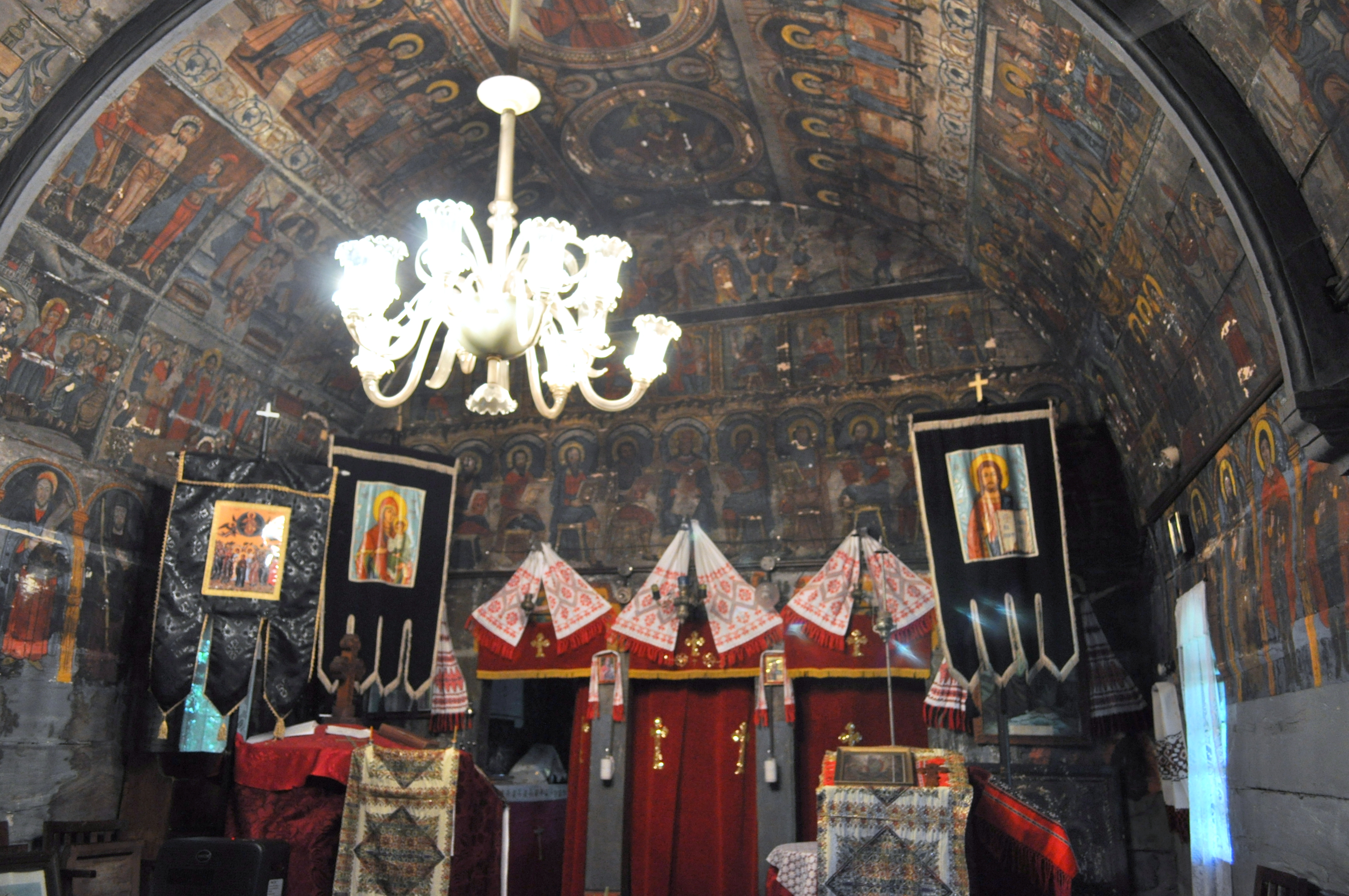
Interiorul navei

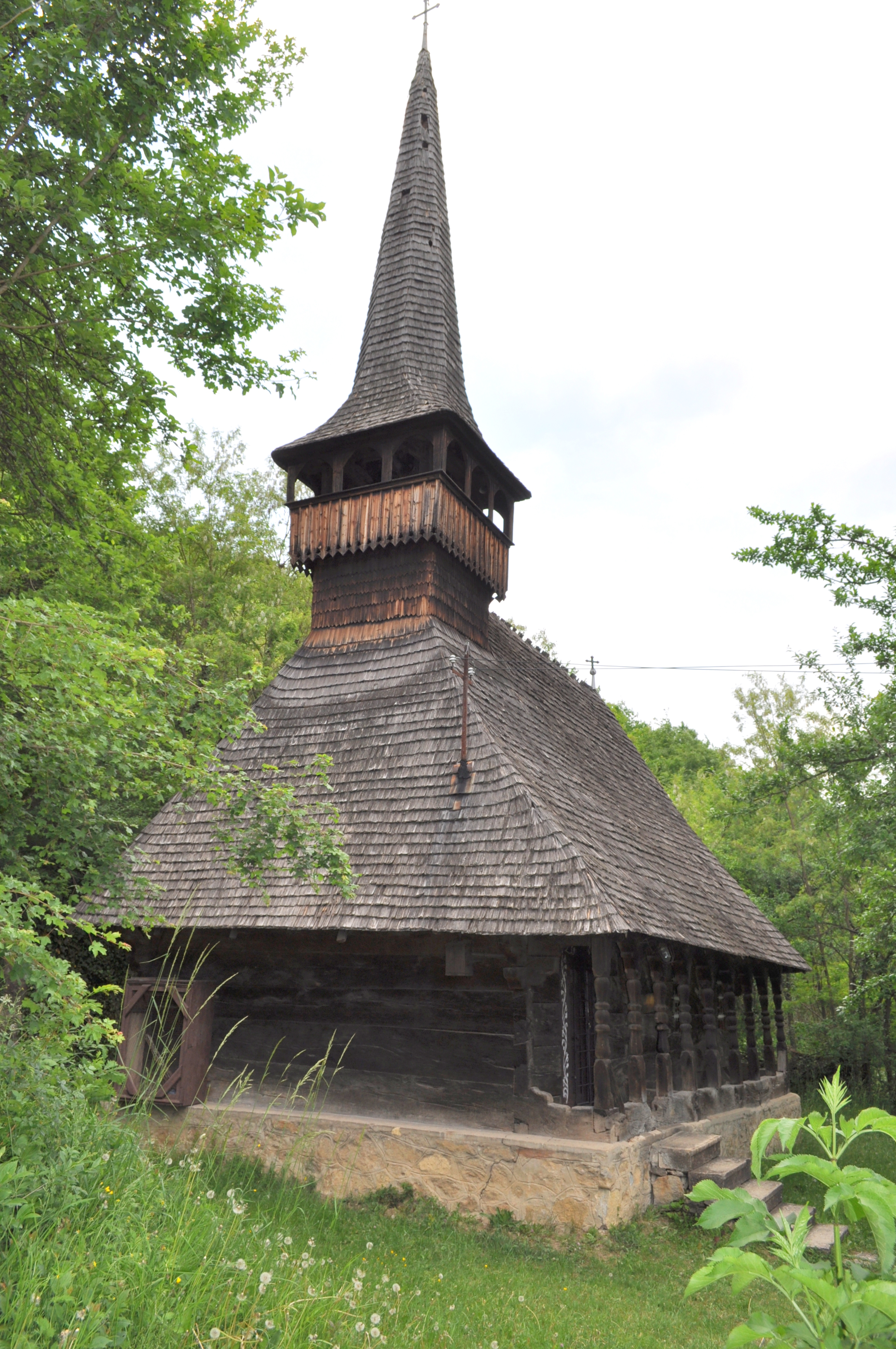
Biserica (vest)

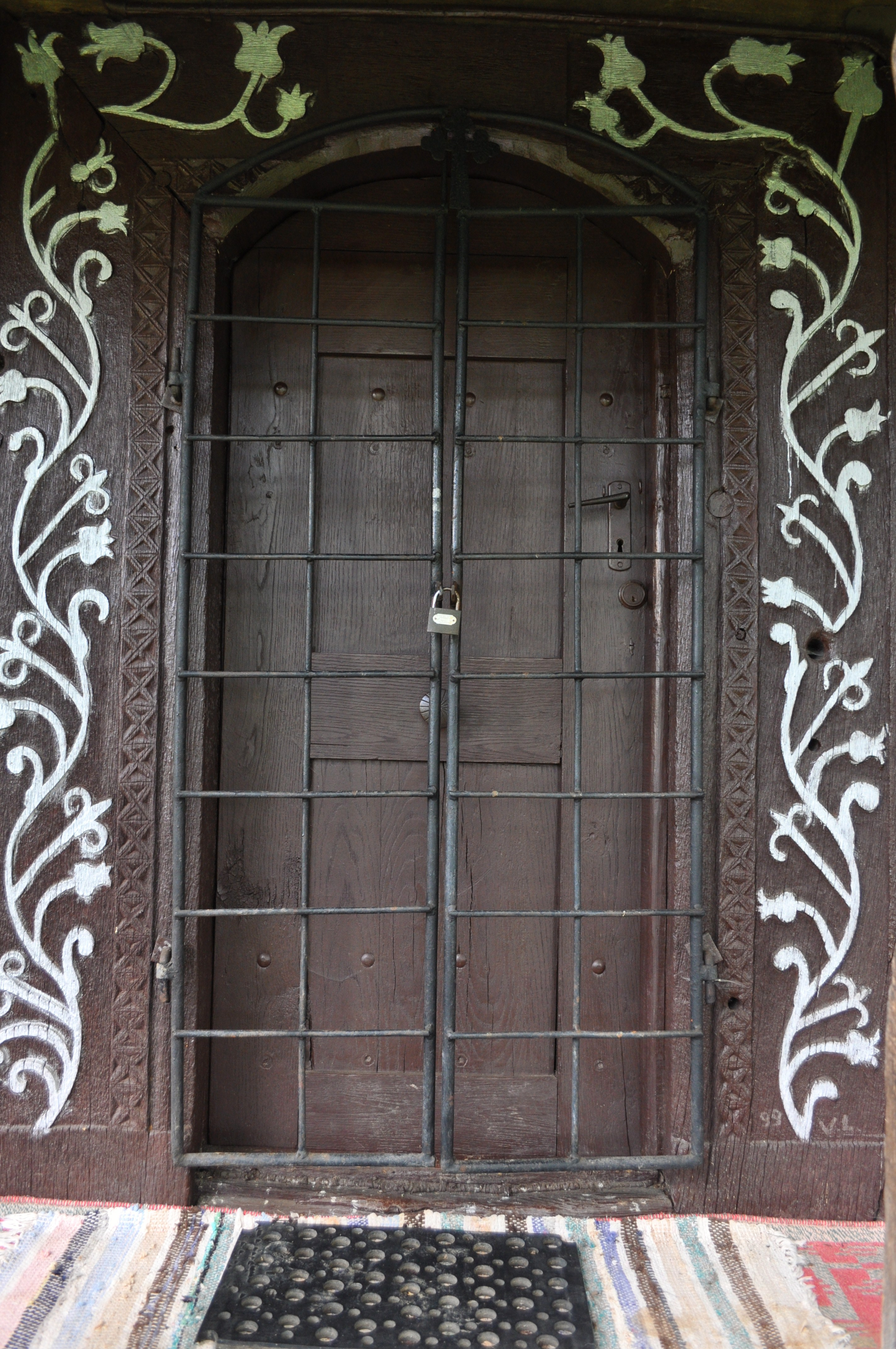
Portalul exterior

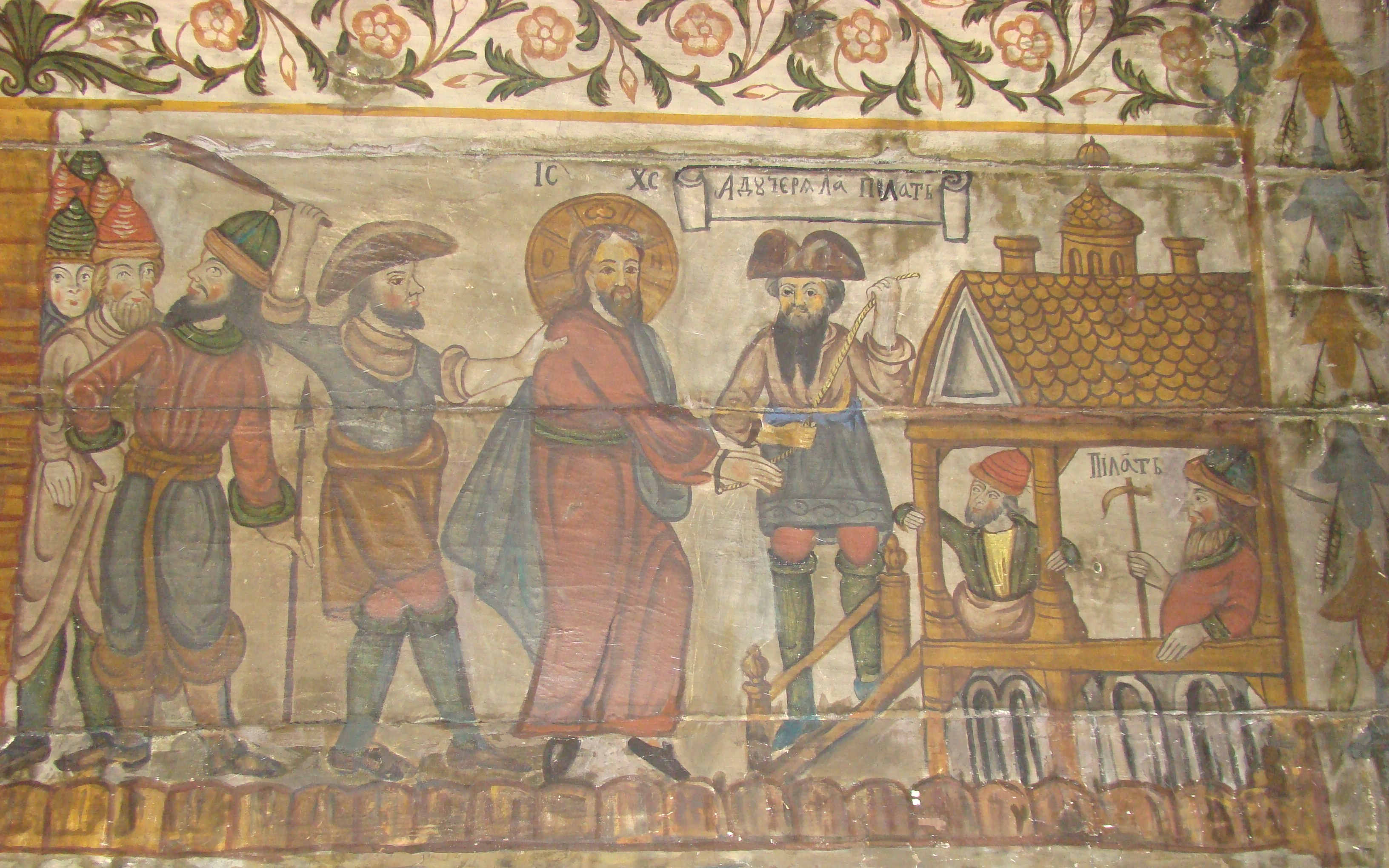
Patimile lui Iisus

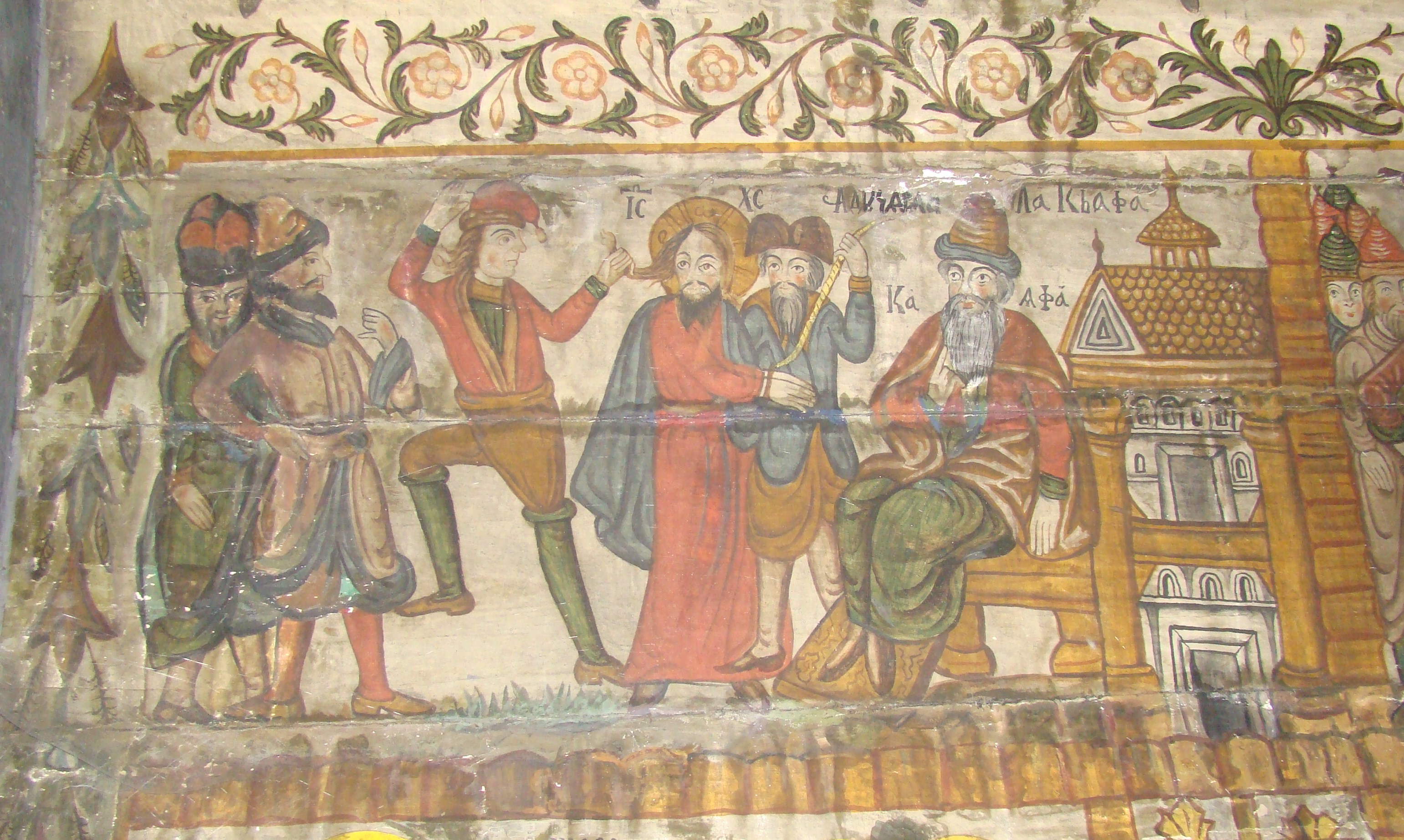
Judecarea lui Iisus

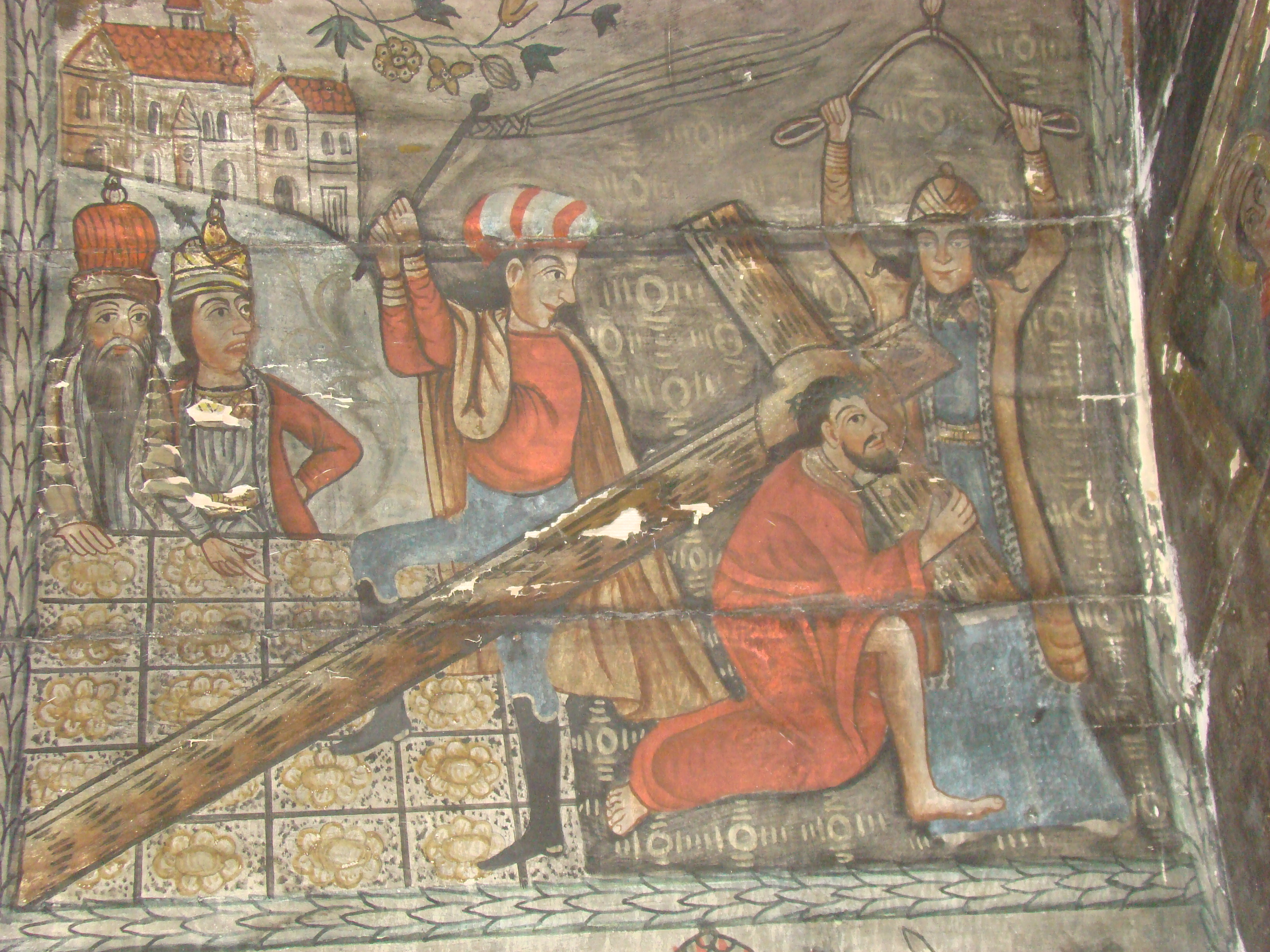
Iisus purtând crucea

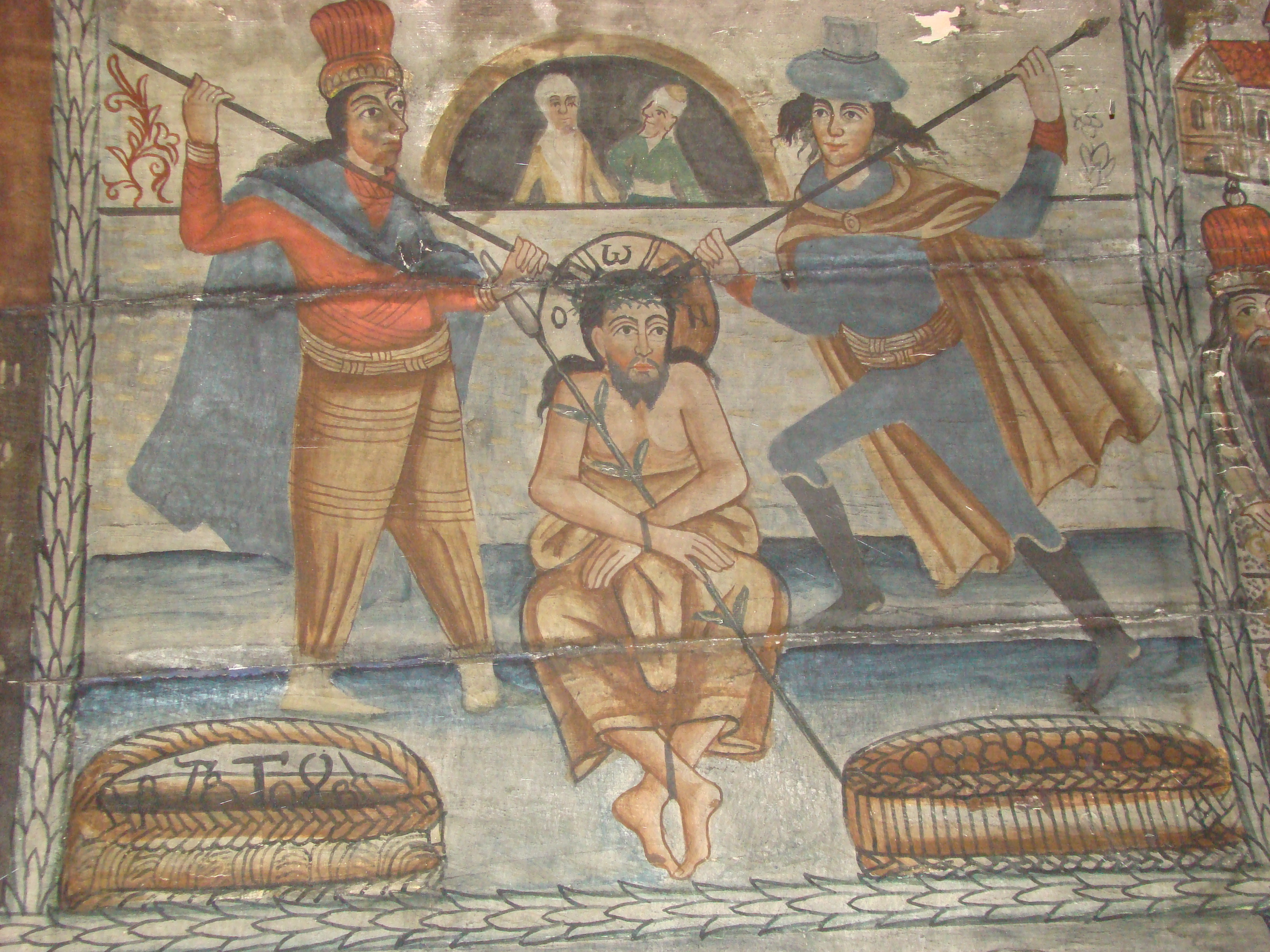
Încununarea cu spini

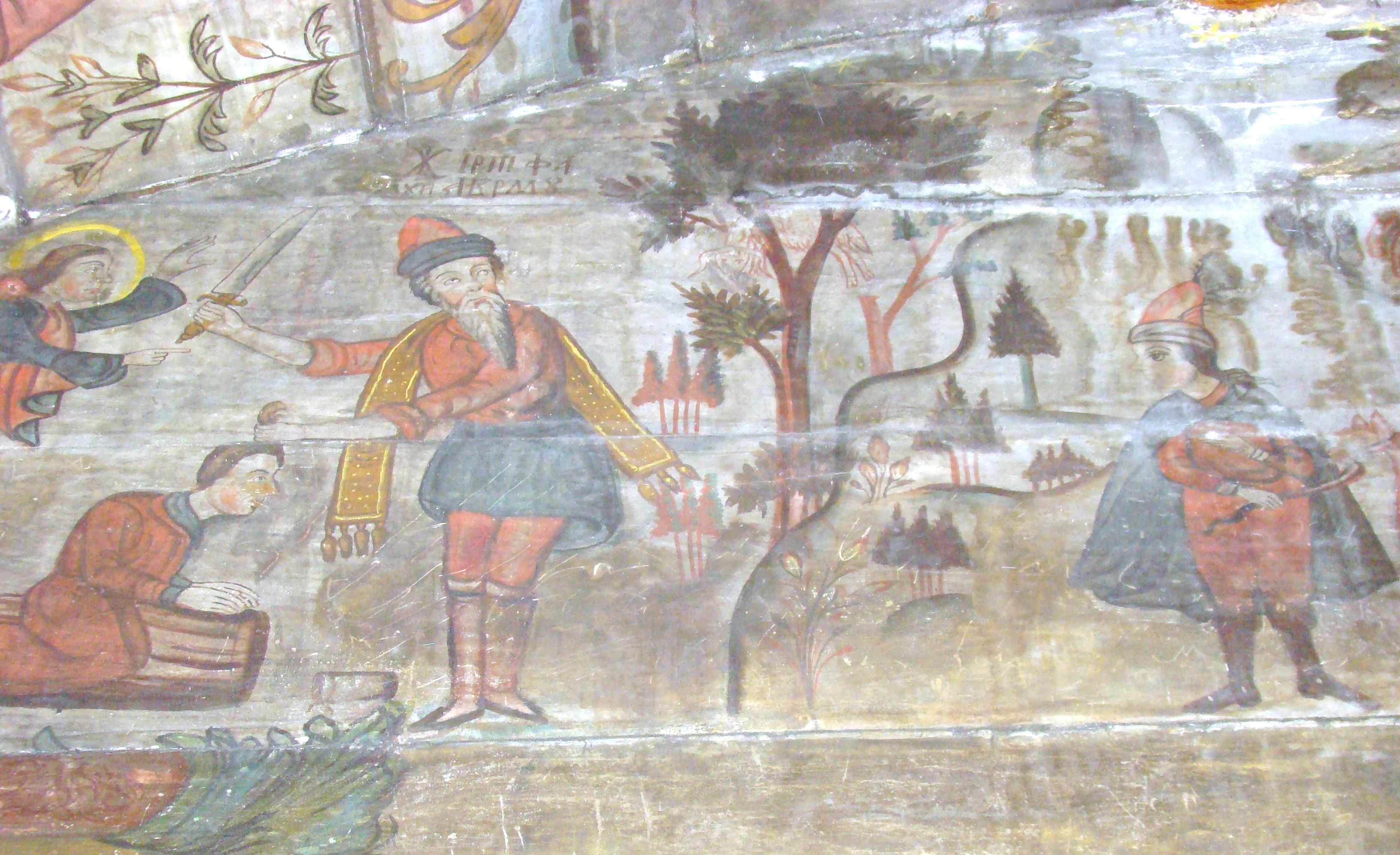
Jertfa lui Avraam

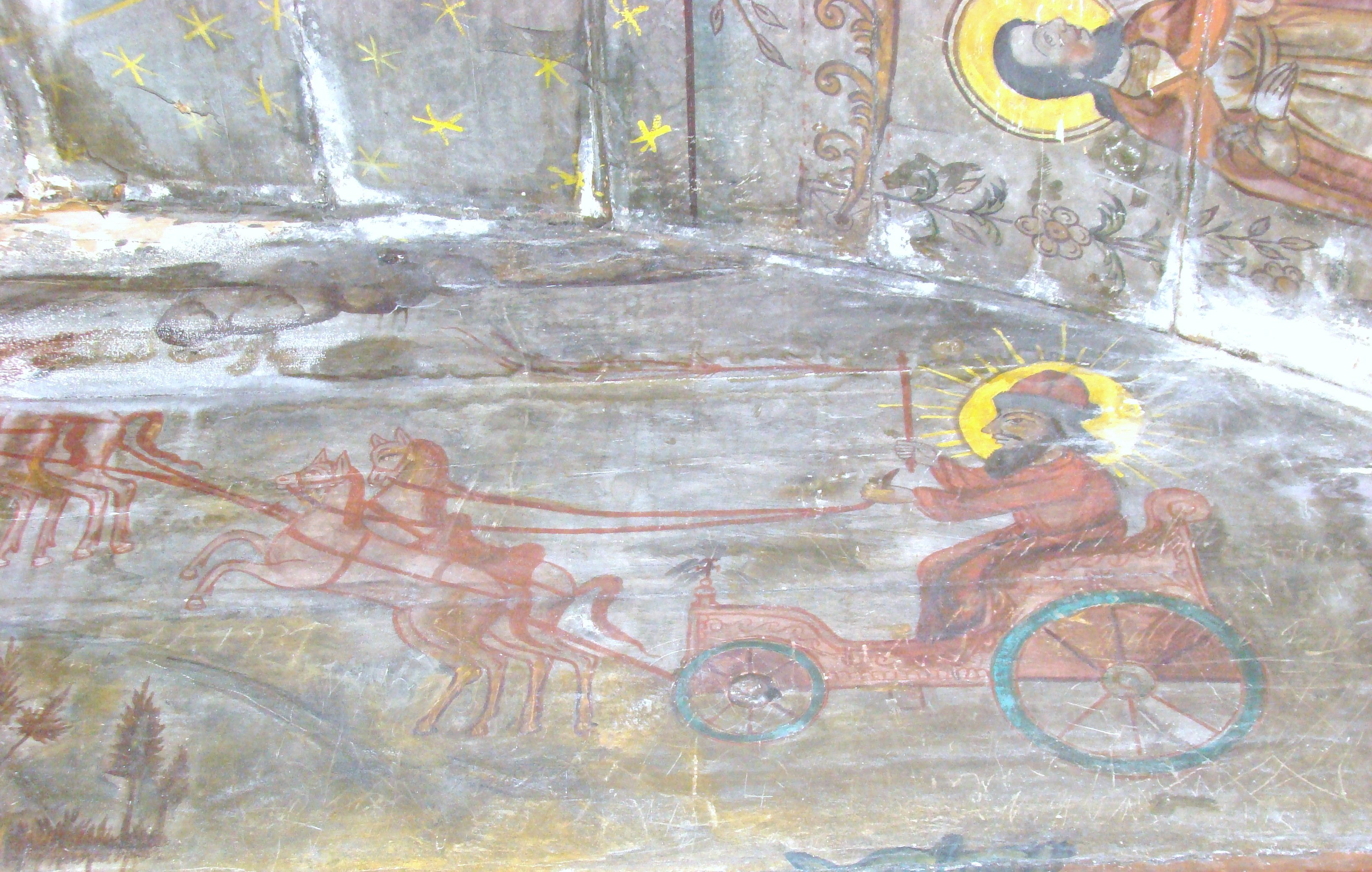
Sfântul Ilie

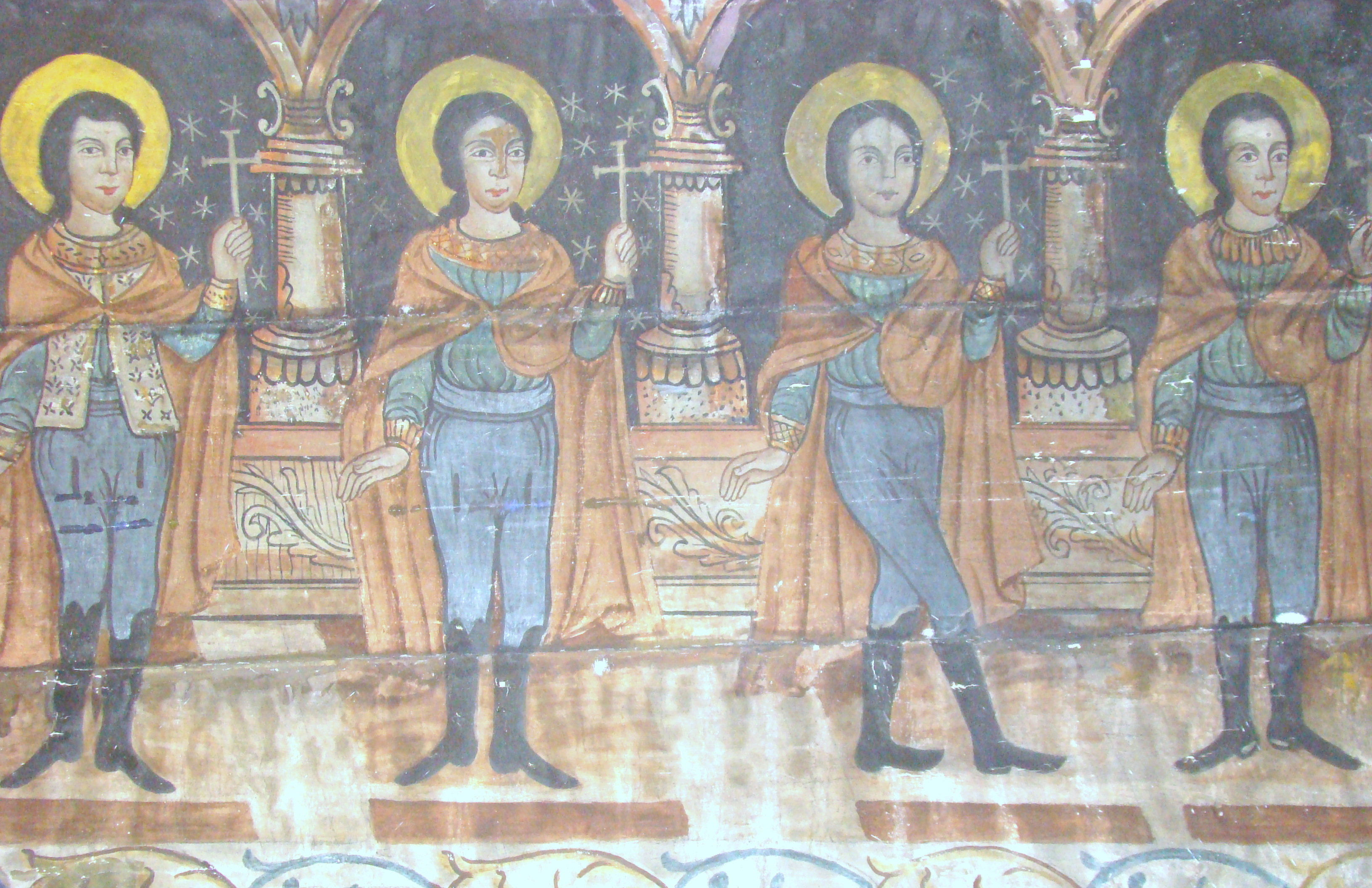
Friza Sfinților Militari

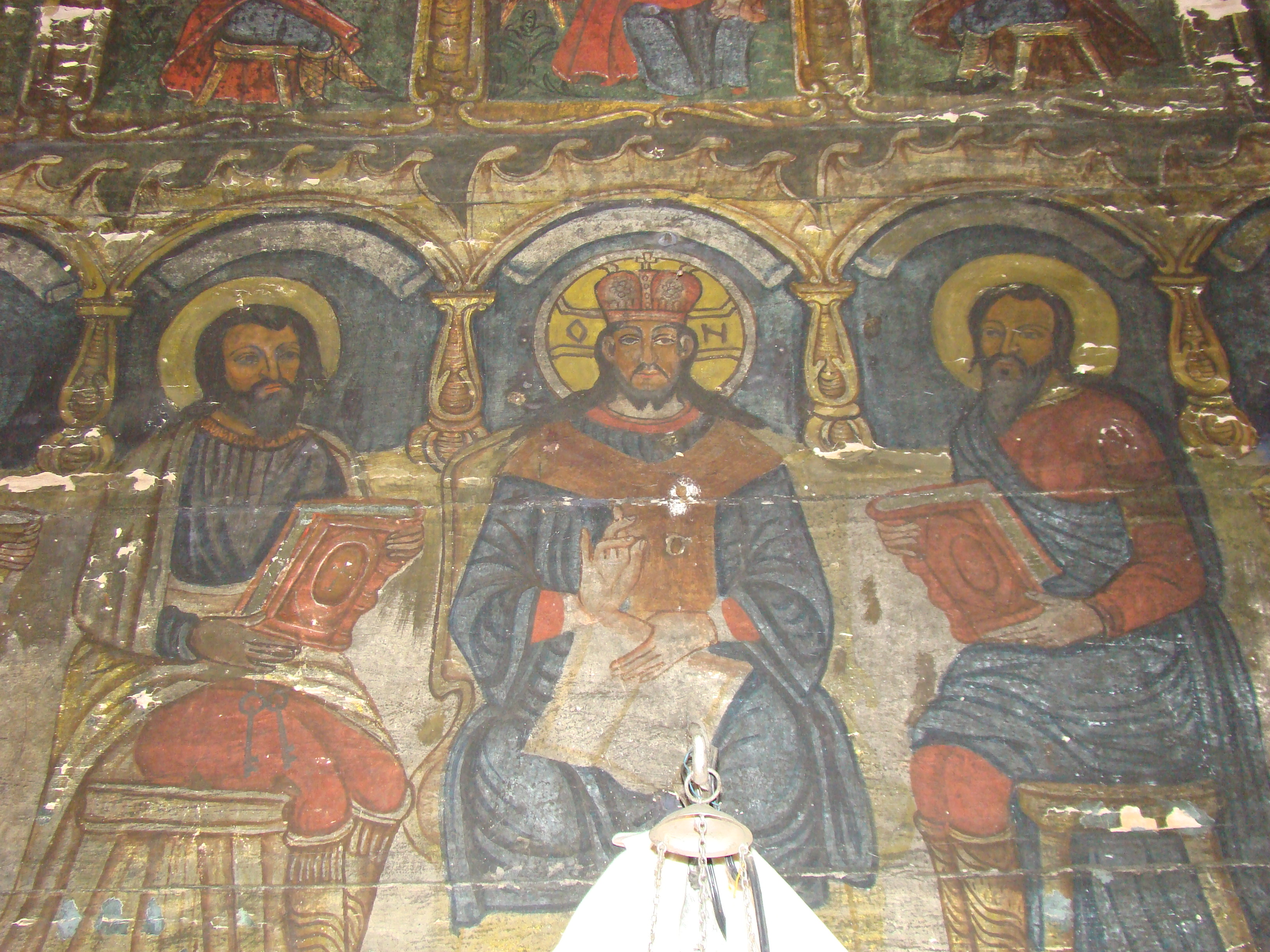
Iisus arhiereu înconjurat de apostoli

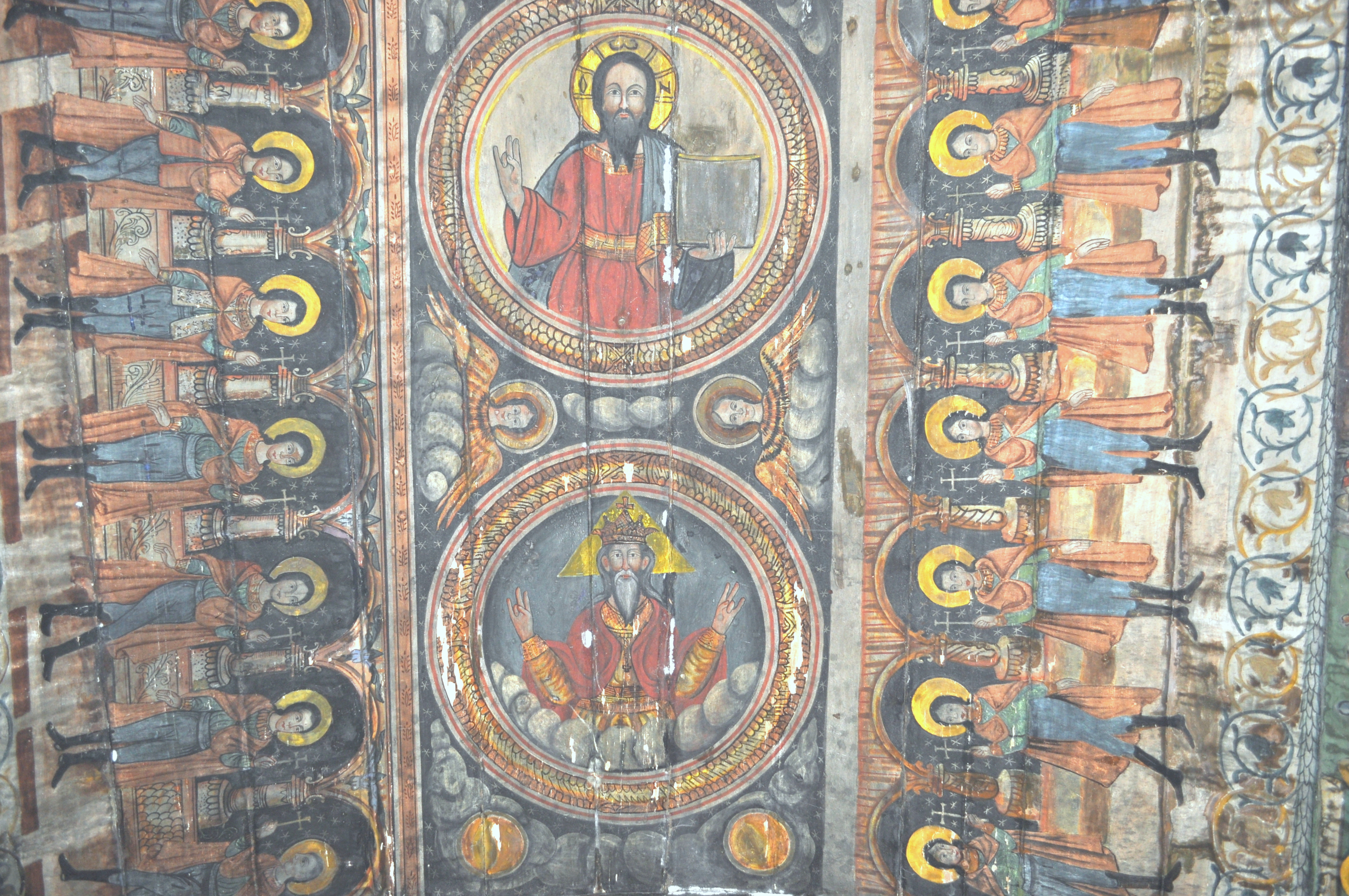
Bolta naosului: Dumnezeu-fiul și Tatăl-savaot

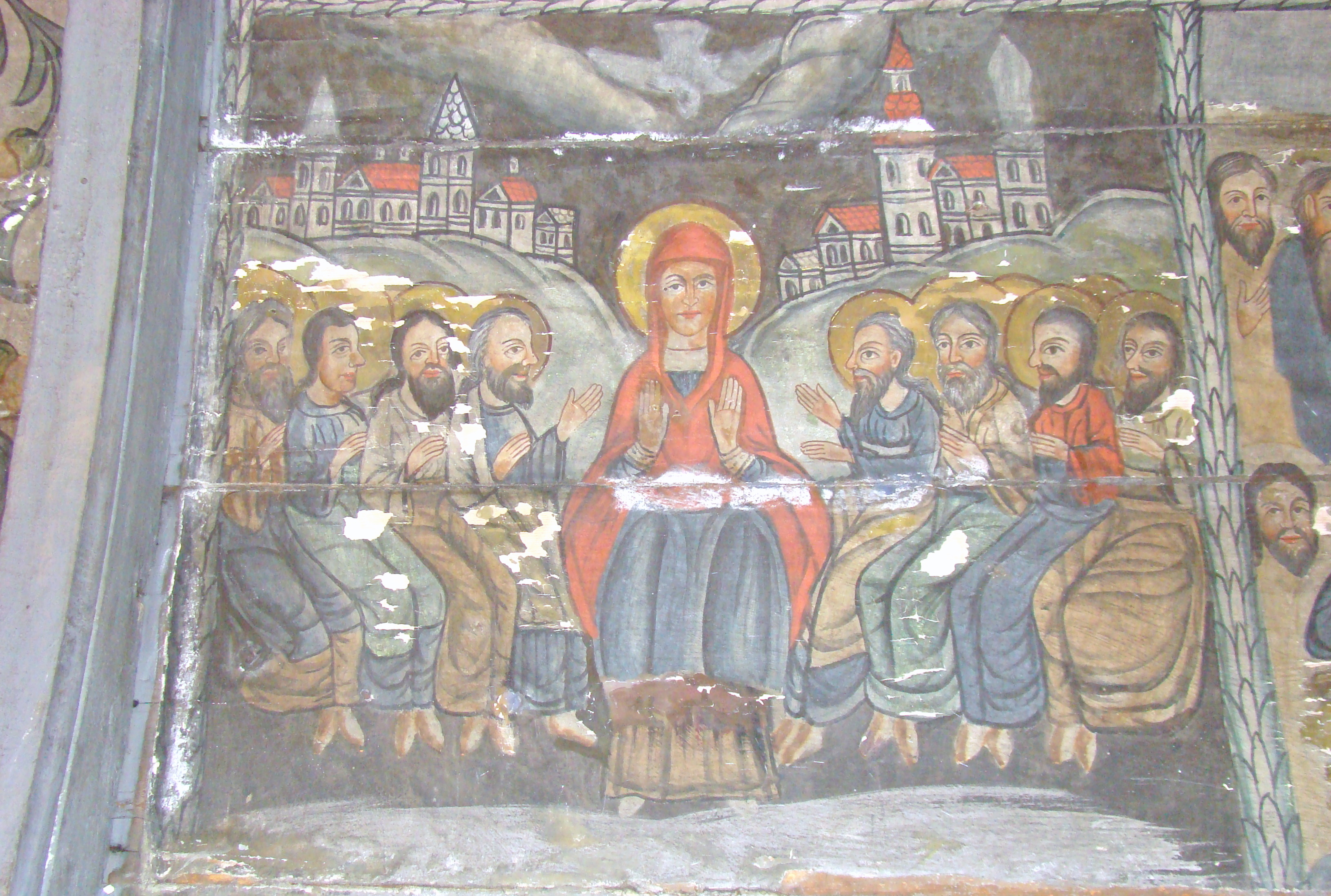
Soborul Maicii Domnului

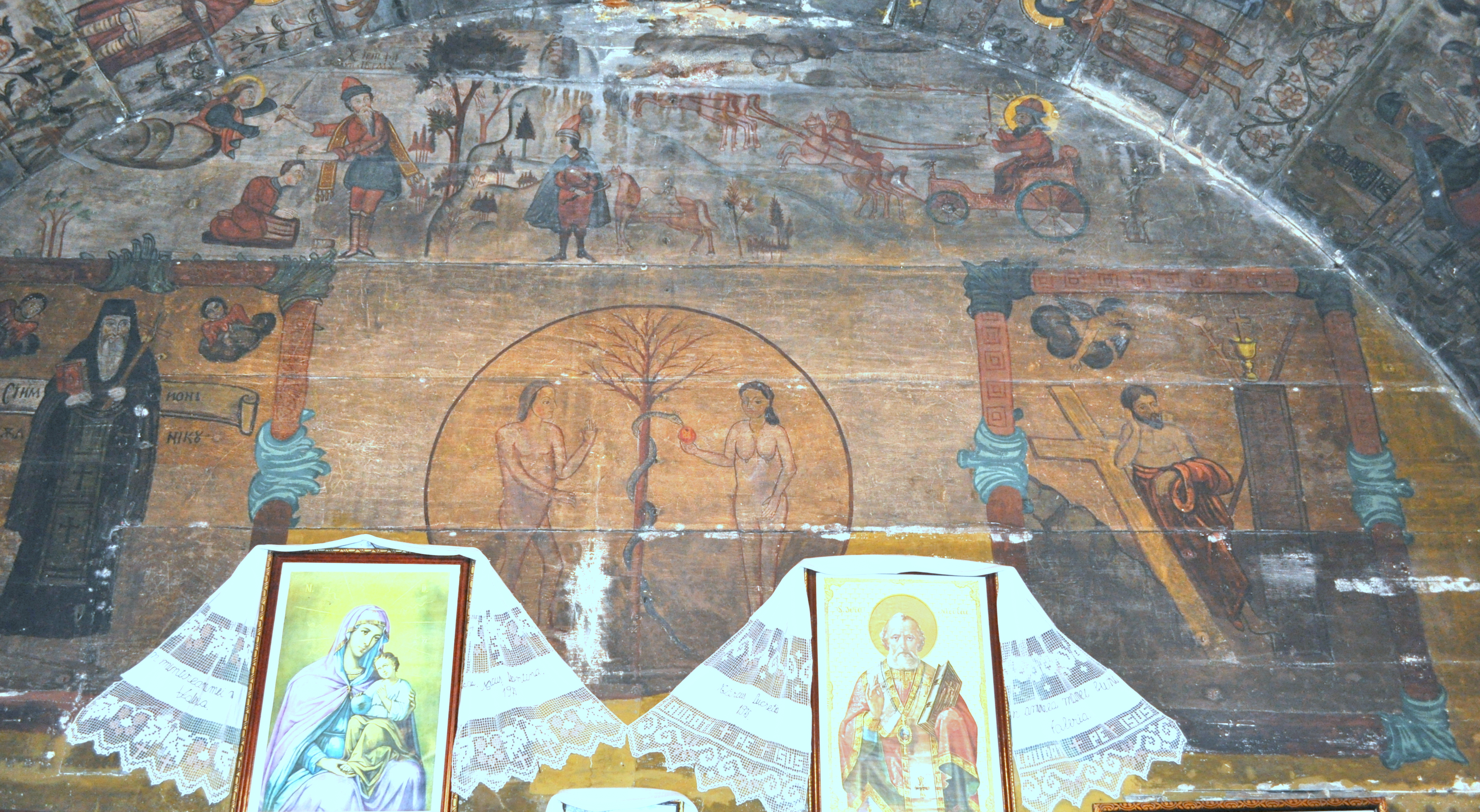
Timpanul de vest al naosului

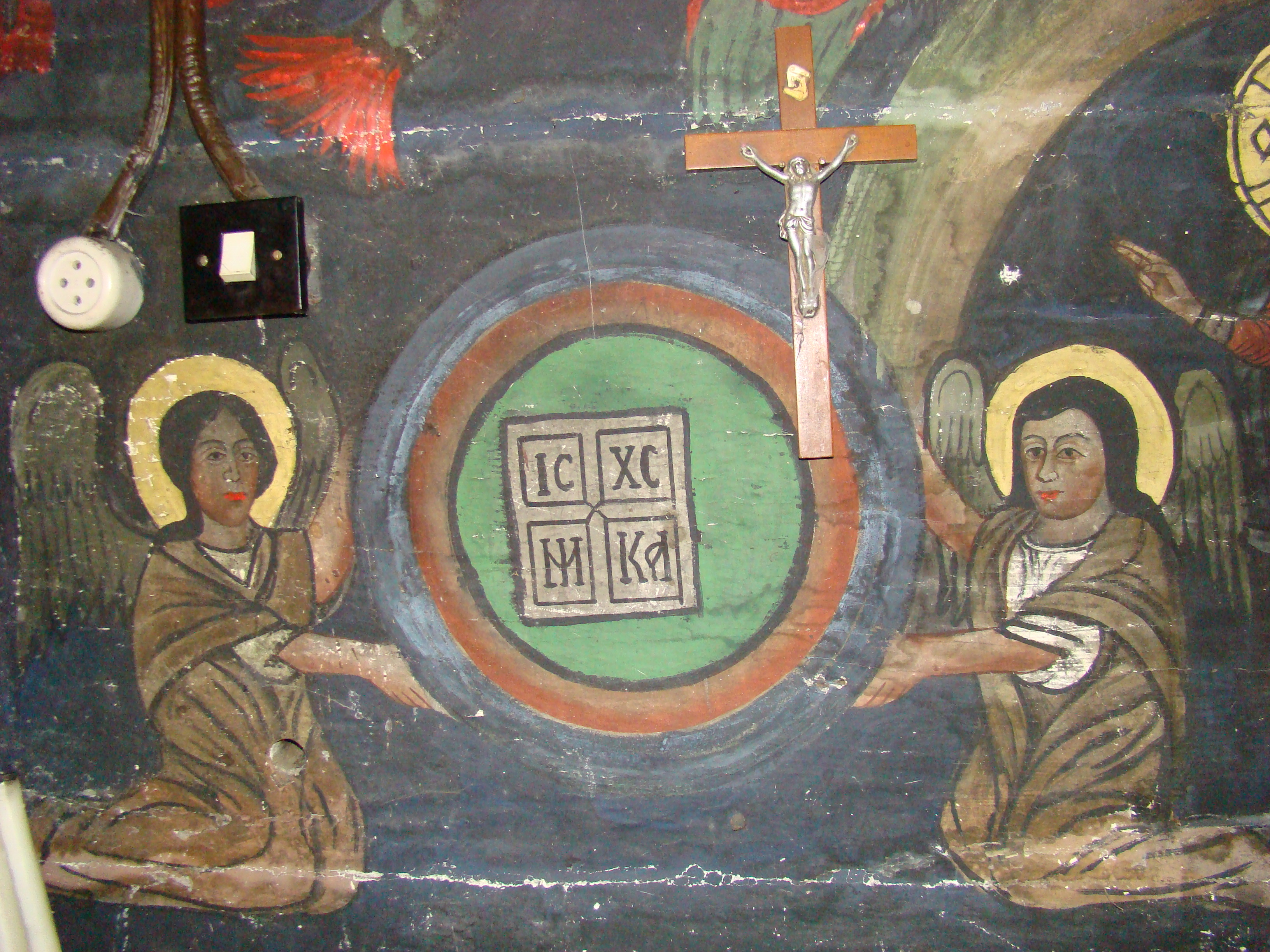
Pictura altarului (proscomidie)

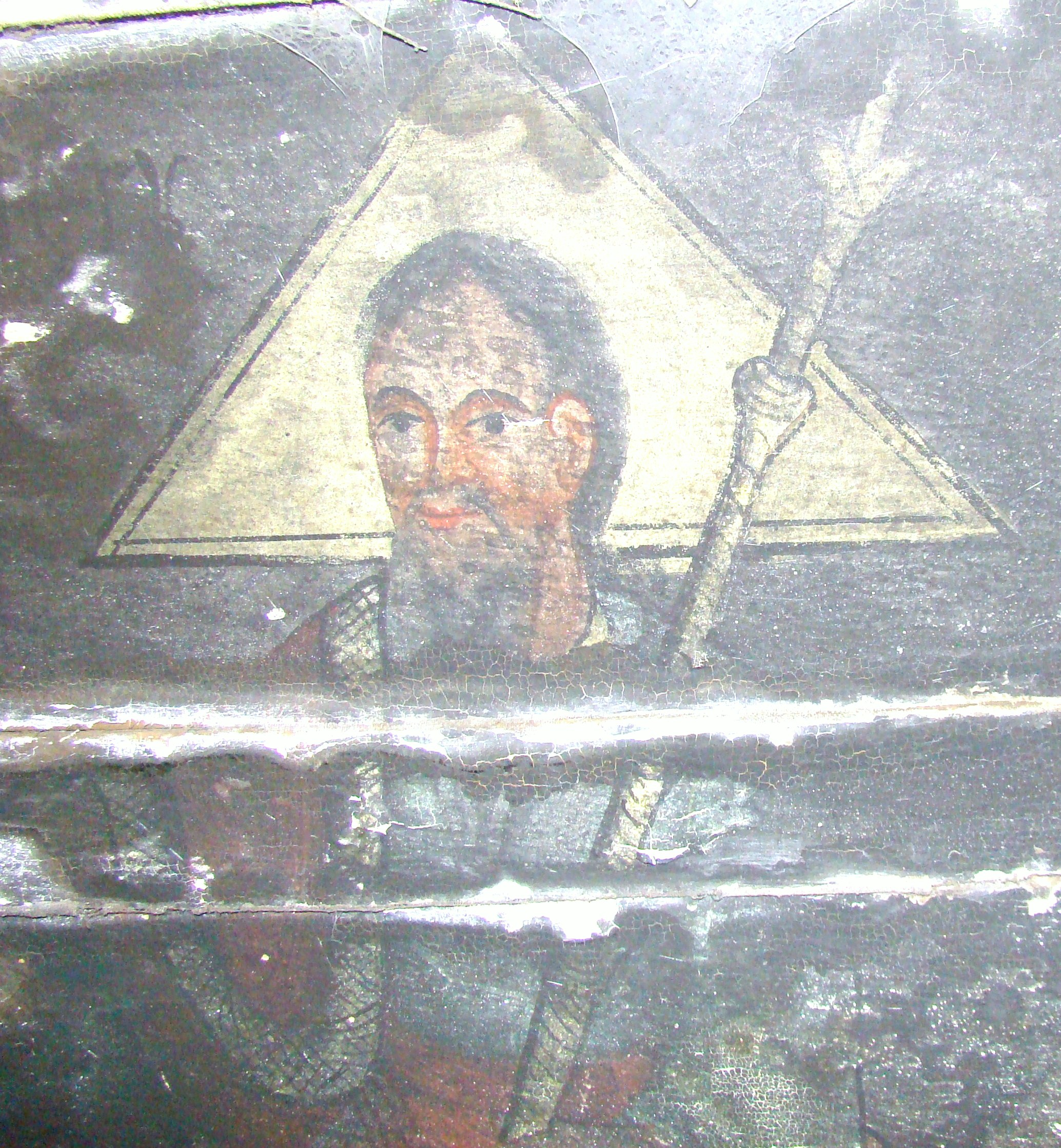
Pictura altarului

Biserica de lemn din Tămașa se află în prezent în localitatea Ticu-Colonie din județul Cluj unde a fost adusă în 1935 din satul Tămașa, Sălaj. Ea a fost ridicată probabil în decursul secolului 18, fiind antedatată de pictura murală din 1775. Biserica se află pe noua listă a monumentelor istorice sub codul LMI:  CJ-II-m-B-07781.

## Istoric și trăsături
Biserica de lemn Sfânta Varvara a fost adusă aici din Tămașa-Sălaj, în anul 1935, de proprietarii minelor de cărbuni, din familia Manoilescu, ocazie cu care pictorița Elena Popeia a încercat și o restaurare „creatoare” a picturii murale care fusese realizată de zugravul de biserici Ursu Braina. Biserica a fost clădită blockbau din bârne de stejar, îmbinate în coadă de rândunică și cheotoare dreaptă, tălpile fiind fixate la noul amplasament, din cimitirul satului, pe o destul de solidă fundație de piatră, ceea ce i-a asigurat o nouă prelungire a vieții.
Biserica are un plan rectangular unitar pentru pronaos 3m/5m și naos 6,10m/5m, iar pentru altar unul poligonal, la latura de bază, fixată pe peretele iconostasului, adăugându-se încă patru, doi pereți echidistant retrași față de cei ai corpului central și alți doi cu unghiul în axul central al construcției, dacă nu ținem seama de târnaț. Pe latura ei sudică, pe toată întinderea naosului și pronaosului, biserica din Ticu-Colonie (Tămașa-Sălaj) are un târnaț cu stâlpi de susținere deși și excepțional ornamentați, din talpă în cununa târnațului, fixați sus cu contrafișe strânse. Acoperișul este unitar peste pronaos și naos și are căpriorii dinspre sud așezați pe cununa prispei, iar cei dinspre nord pe o cosoroabă ce se susține pe consolele formate din capetele ultimelor bârne din pereții transversali, astfel încât se diminuează puțin din simetria pierdută a celor două ape longitudinale ale acoperișului.
Peste pronaosul bine tăvănit se ridică stâlpii turnului, până deasupra galeriei deschise, cu arcadele ei semicirculare, de unde începe să se avânte spre cer coiful octogonal, înscris după tipic constructiv într-o bază pătrată. Acest coif a fost odinioară cu măiestrie șindrilit, ceea ce dădea o notă de distincție acestei proeminențe.
Naosul are pereții laterali în continuitate directă, cu deschiderea într-o boltă semicilindrică susținută, prin exterior, de trei arcuri semisferice de care sunt prinse bârnele. 

## Imagini din exterior

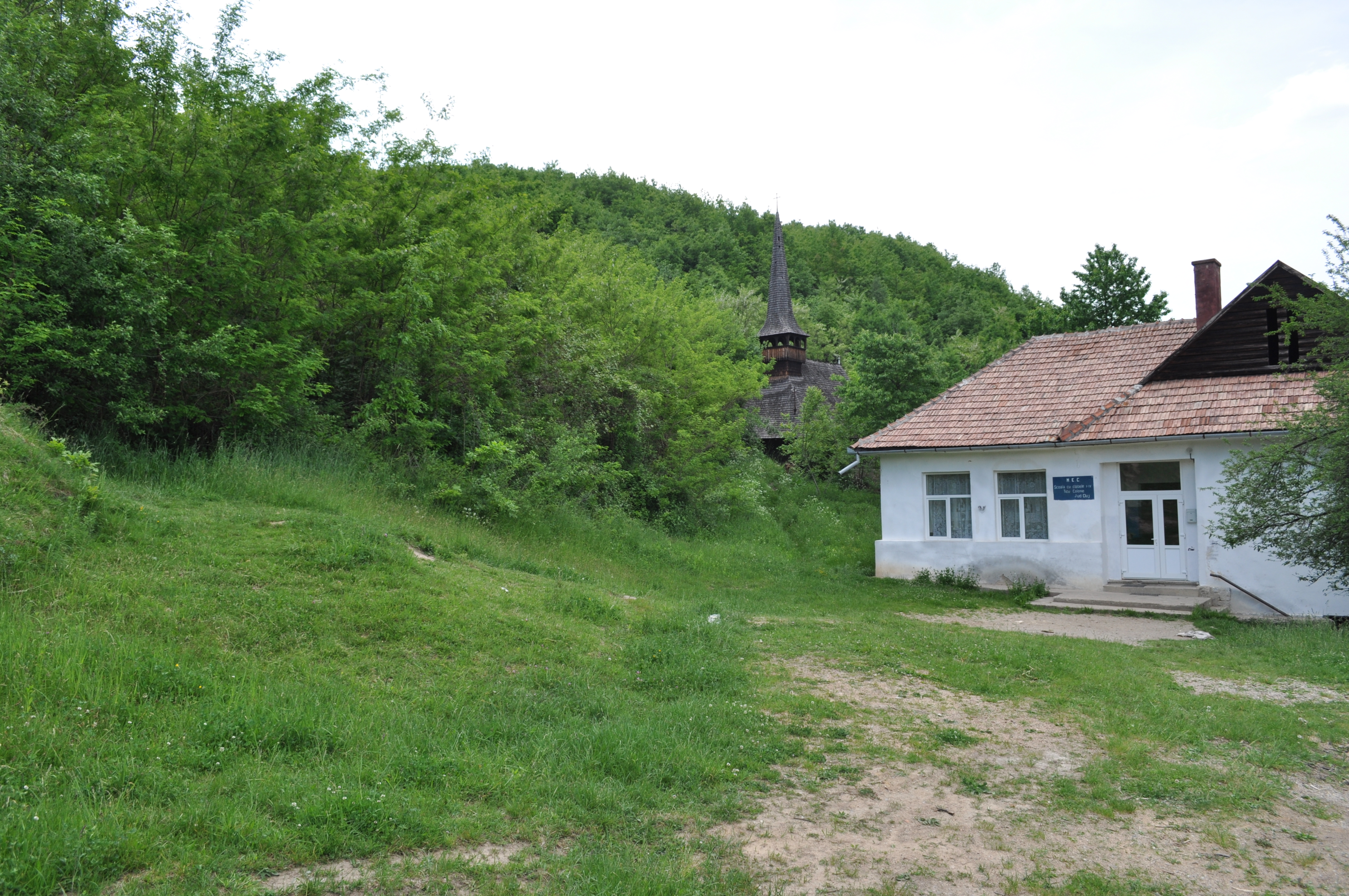
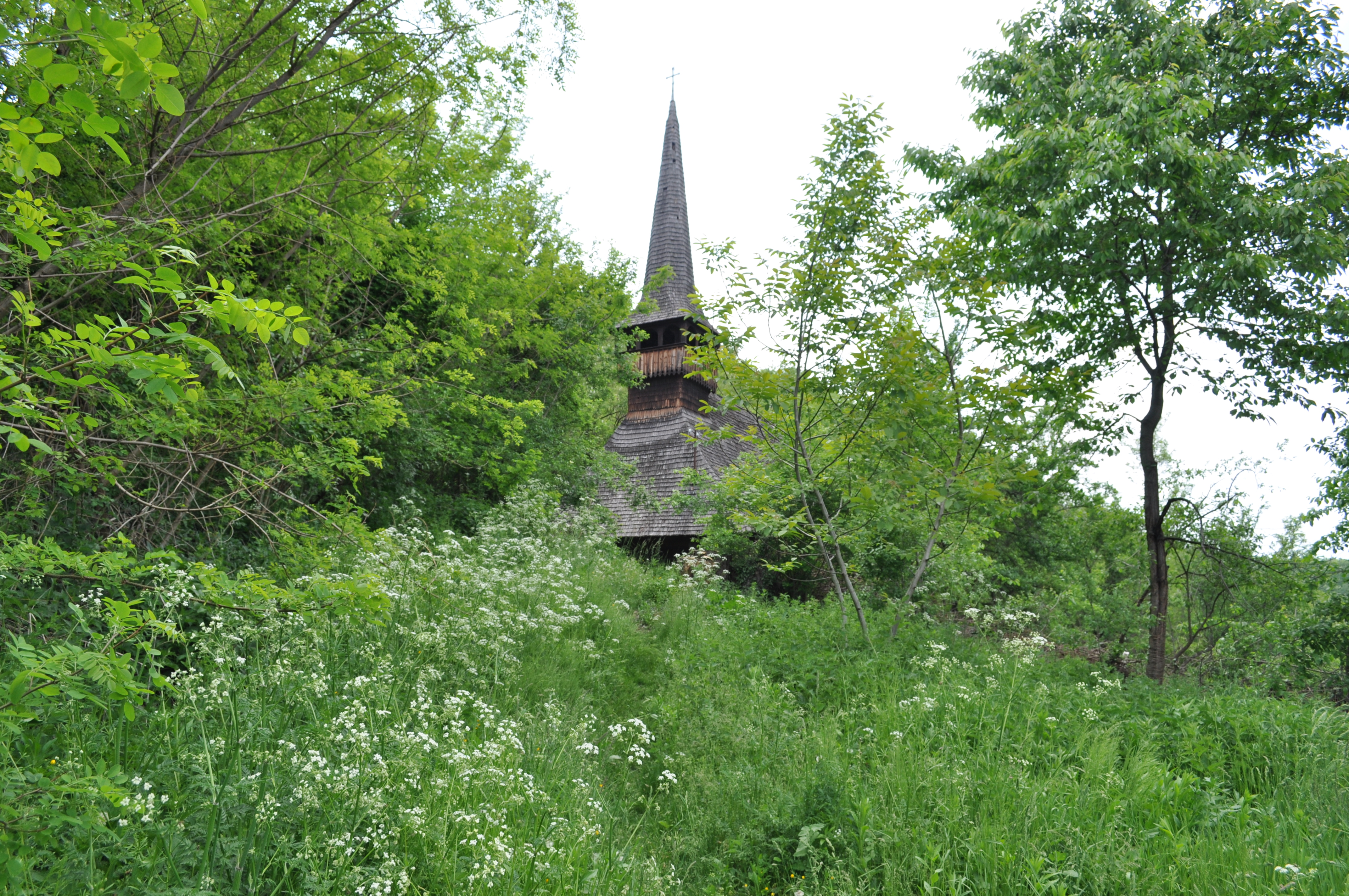
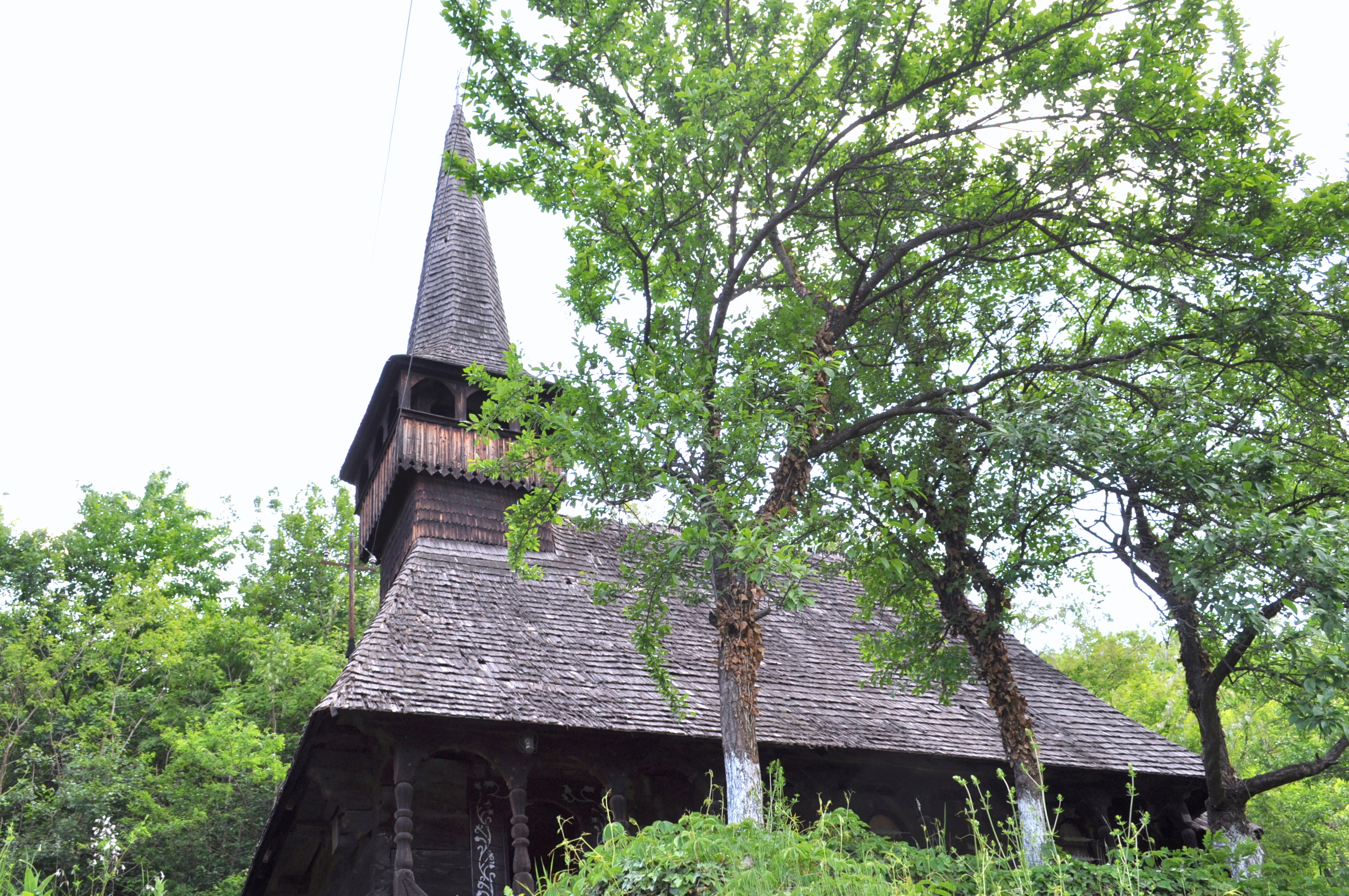
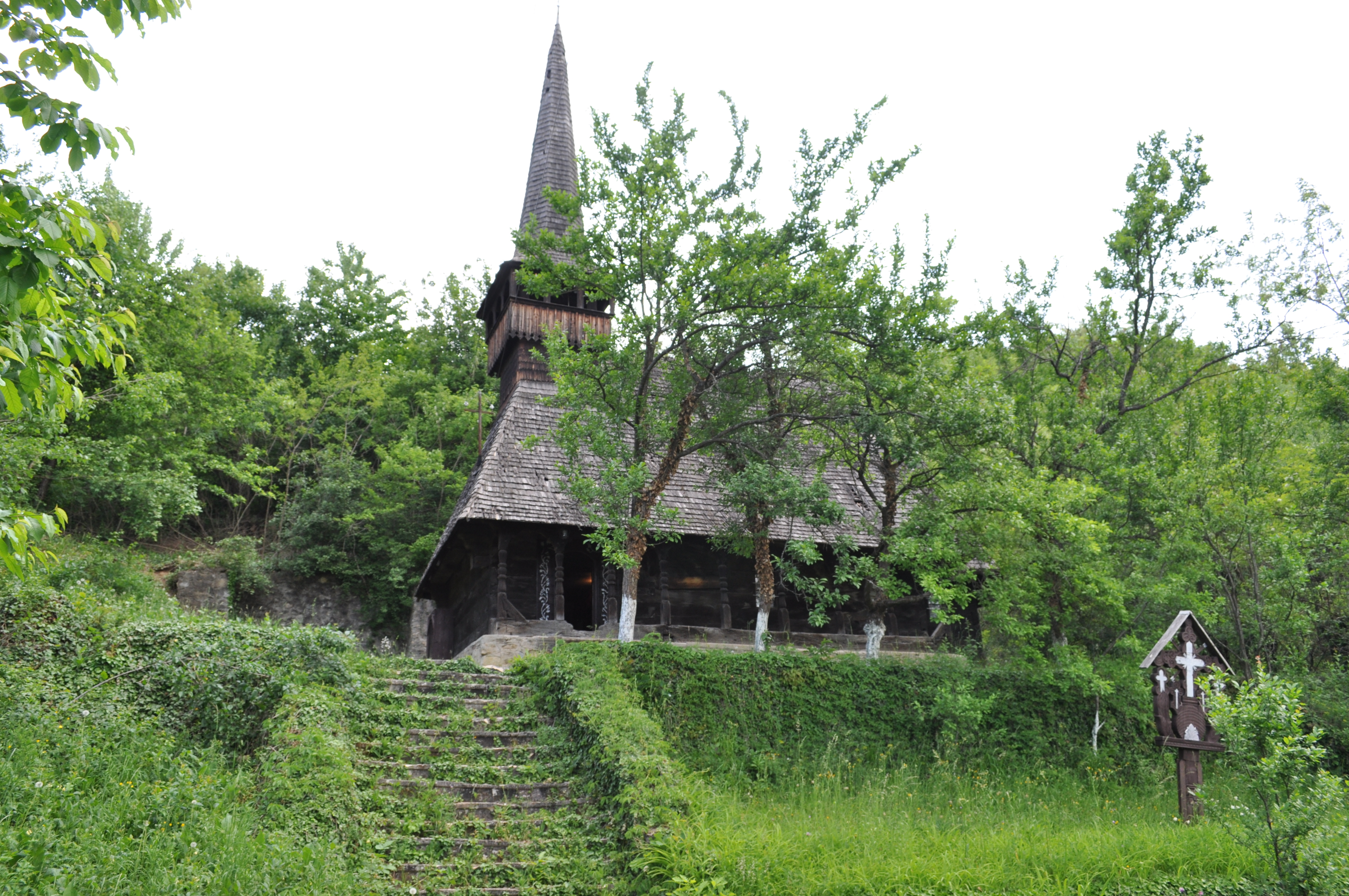
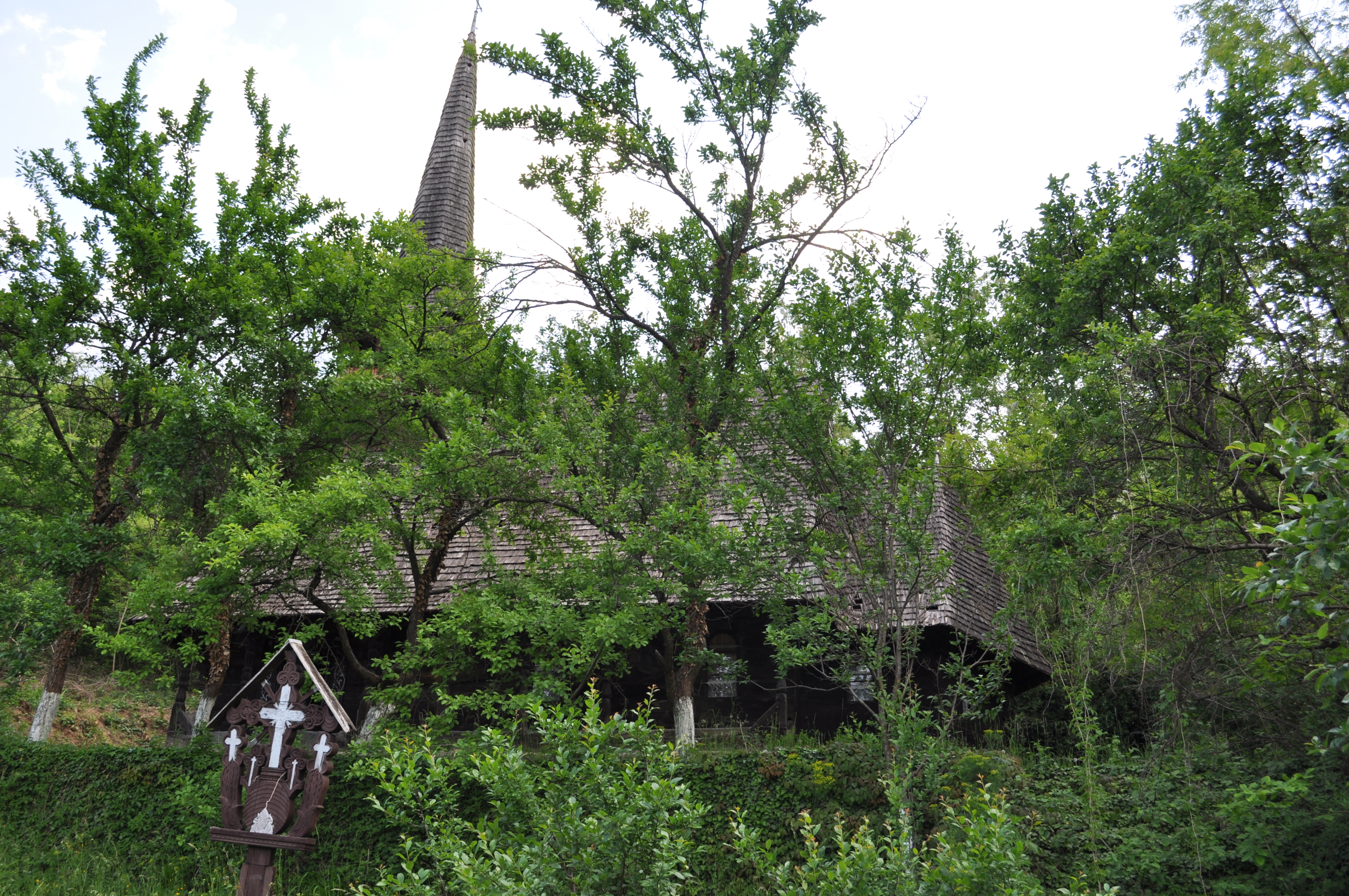
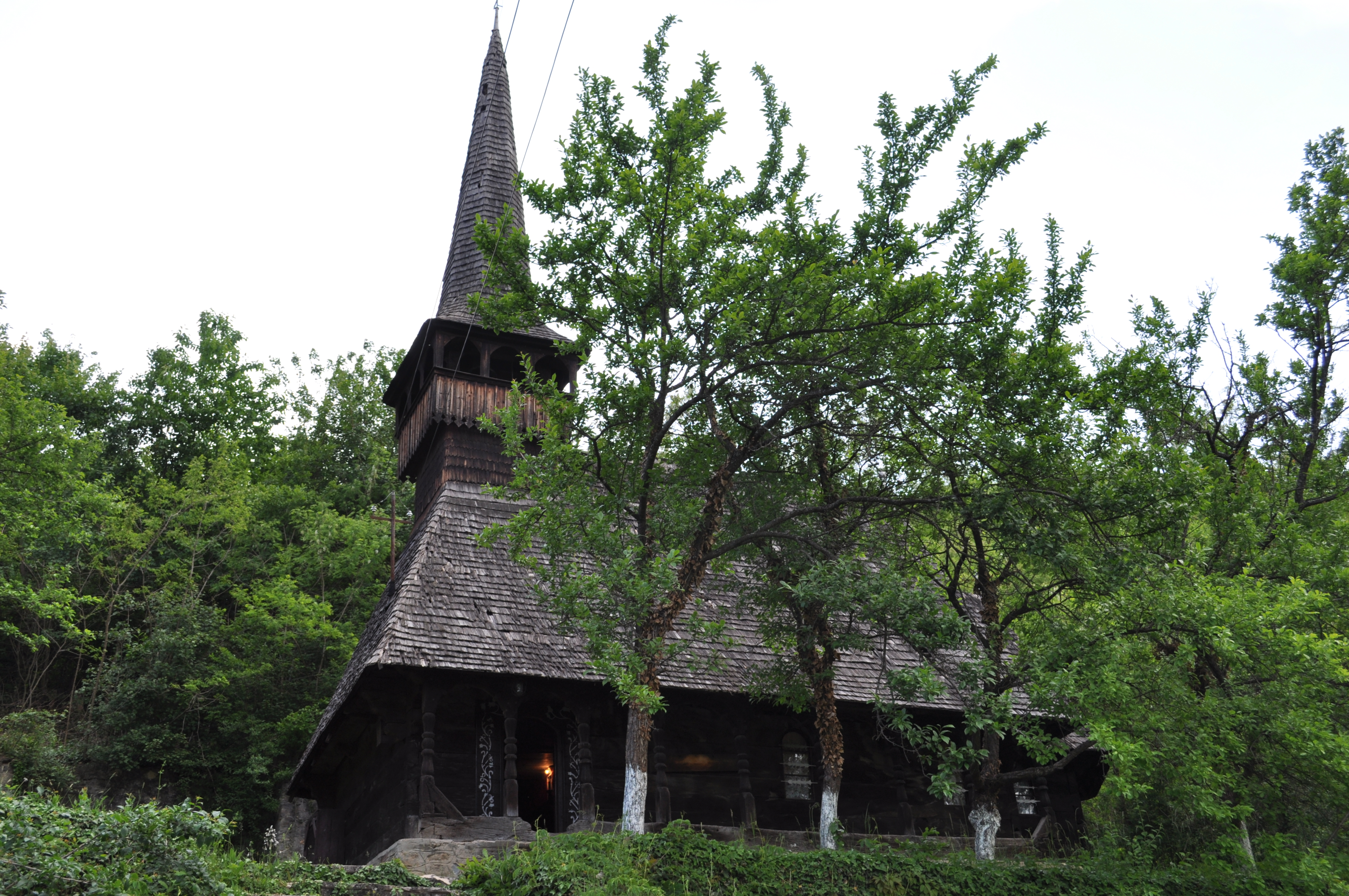
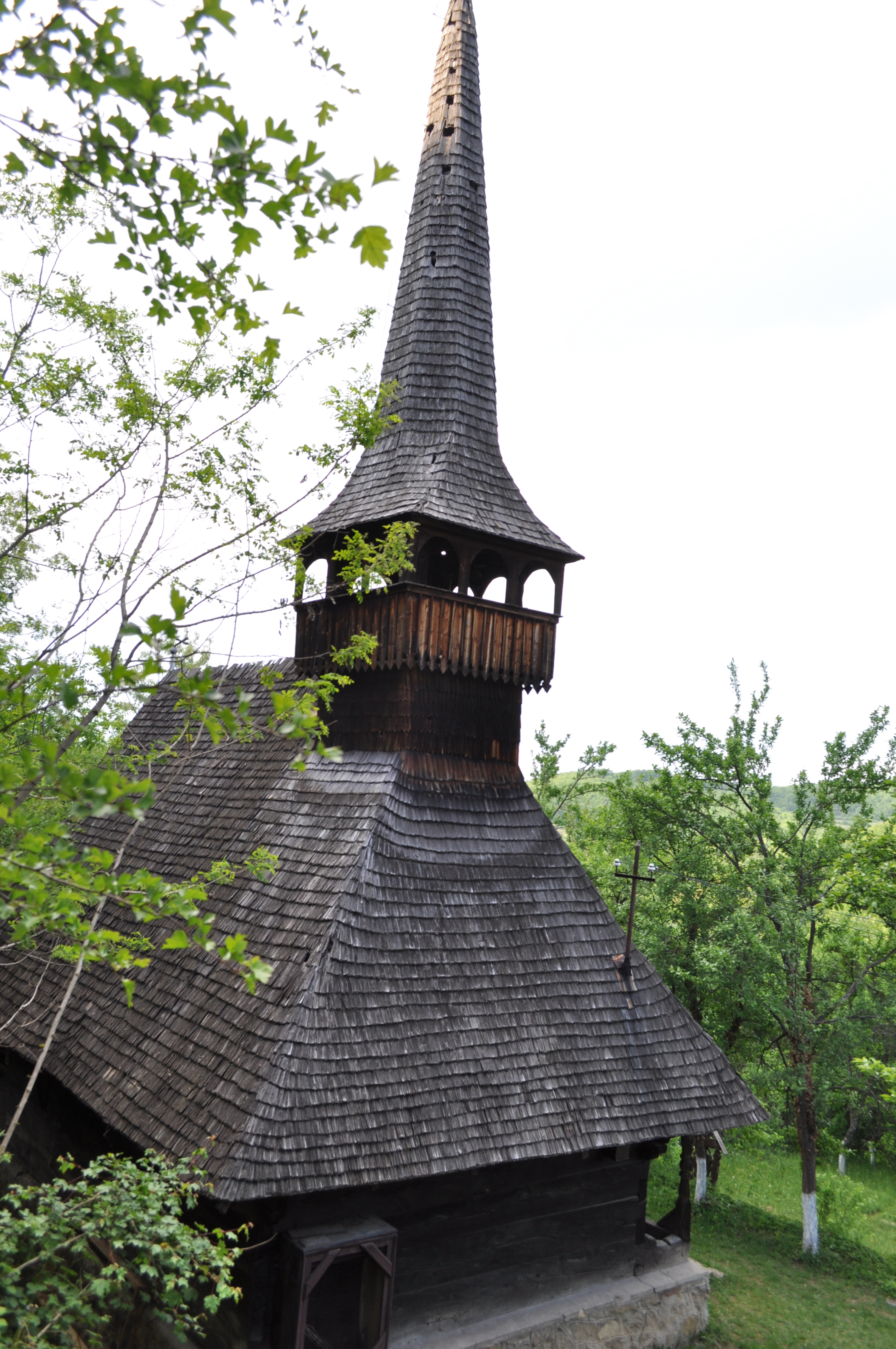
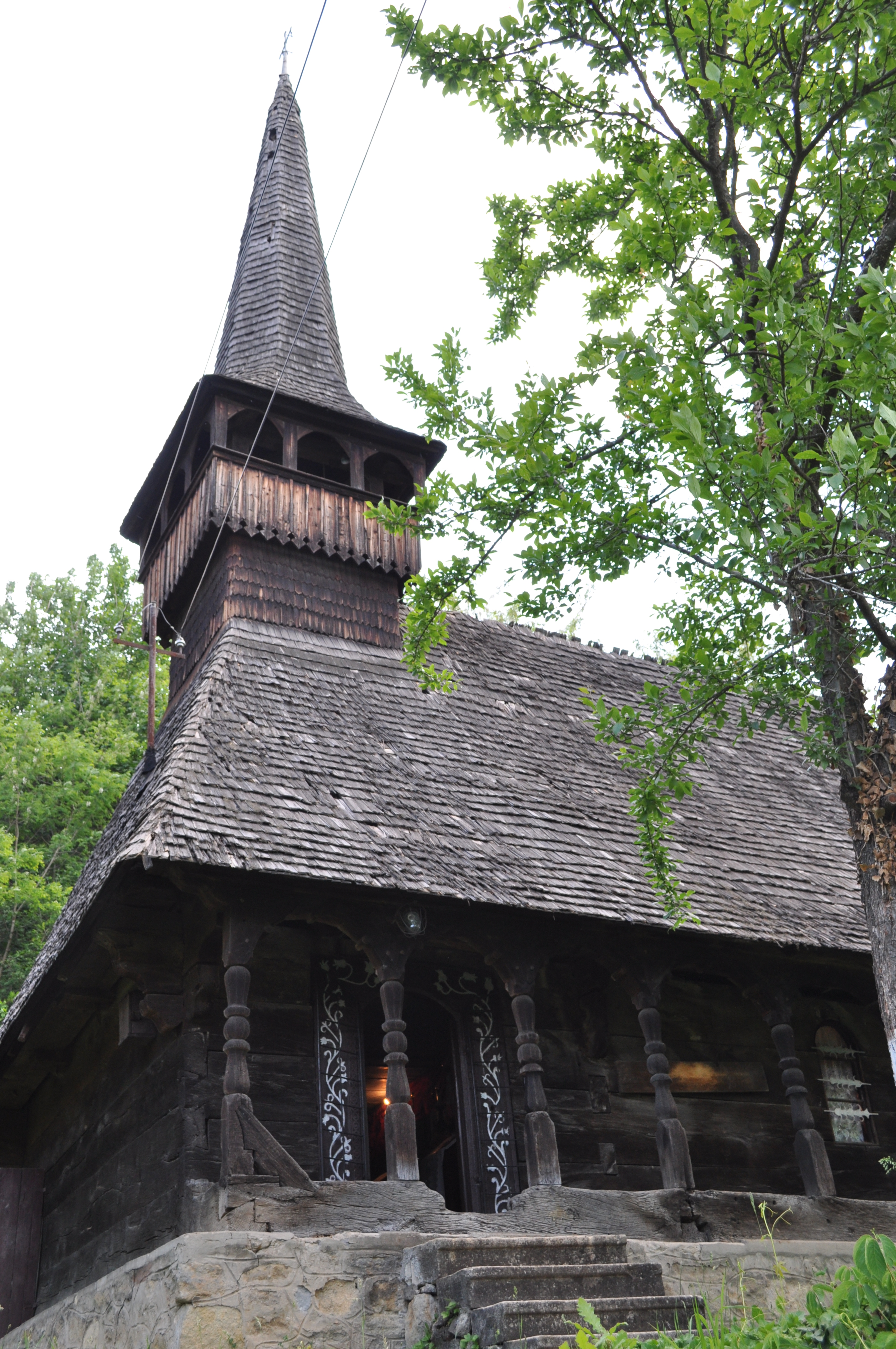
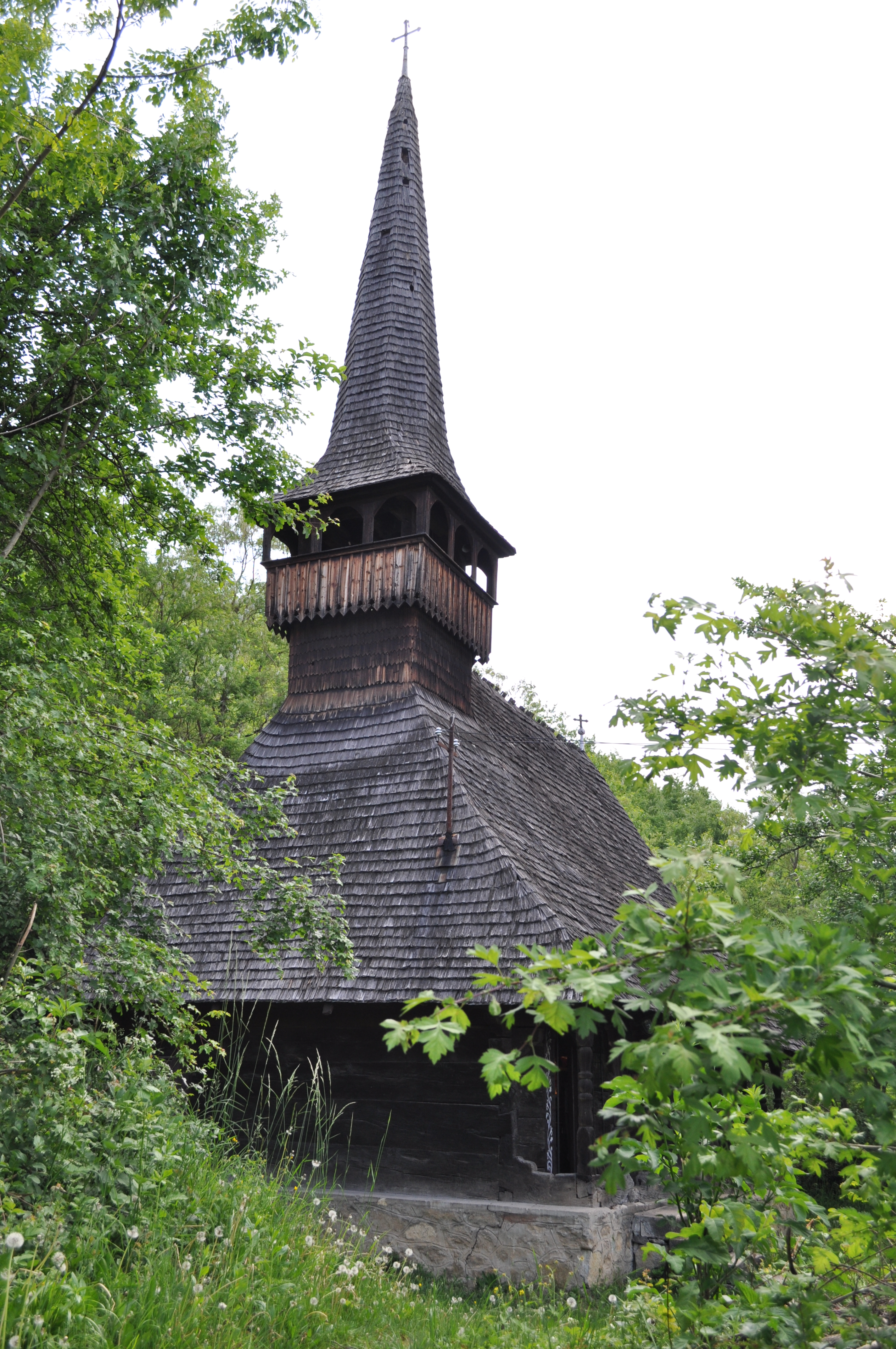
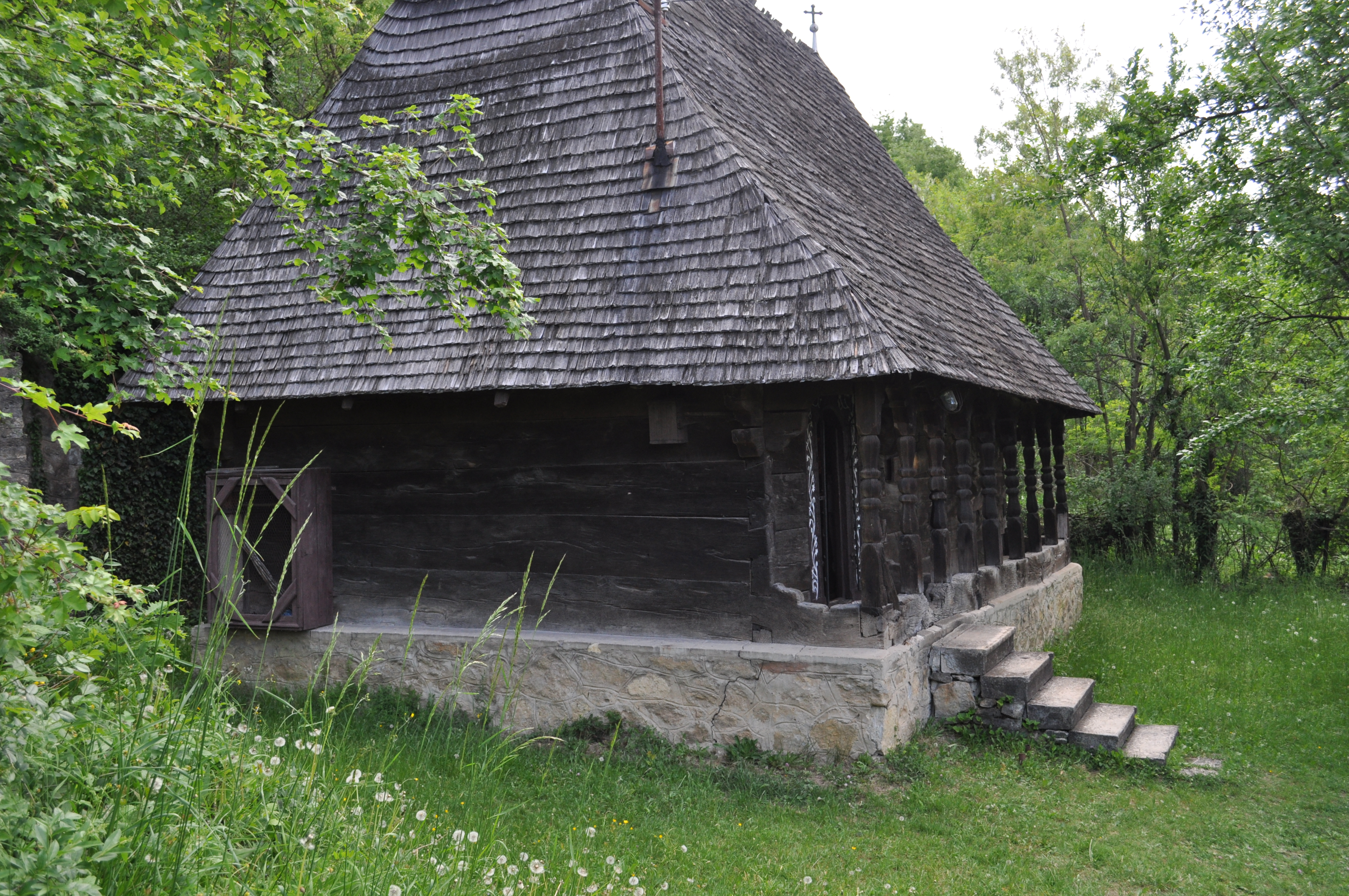
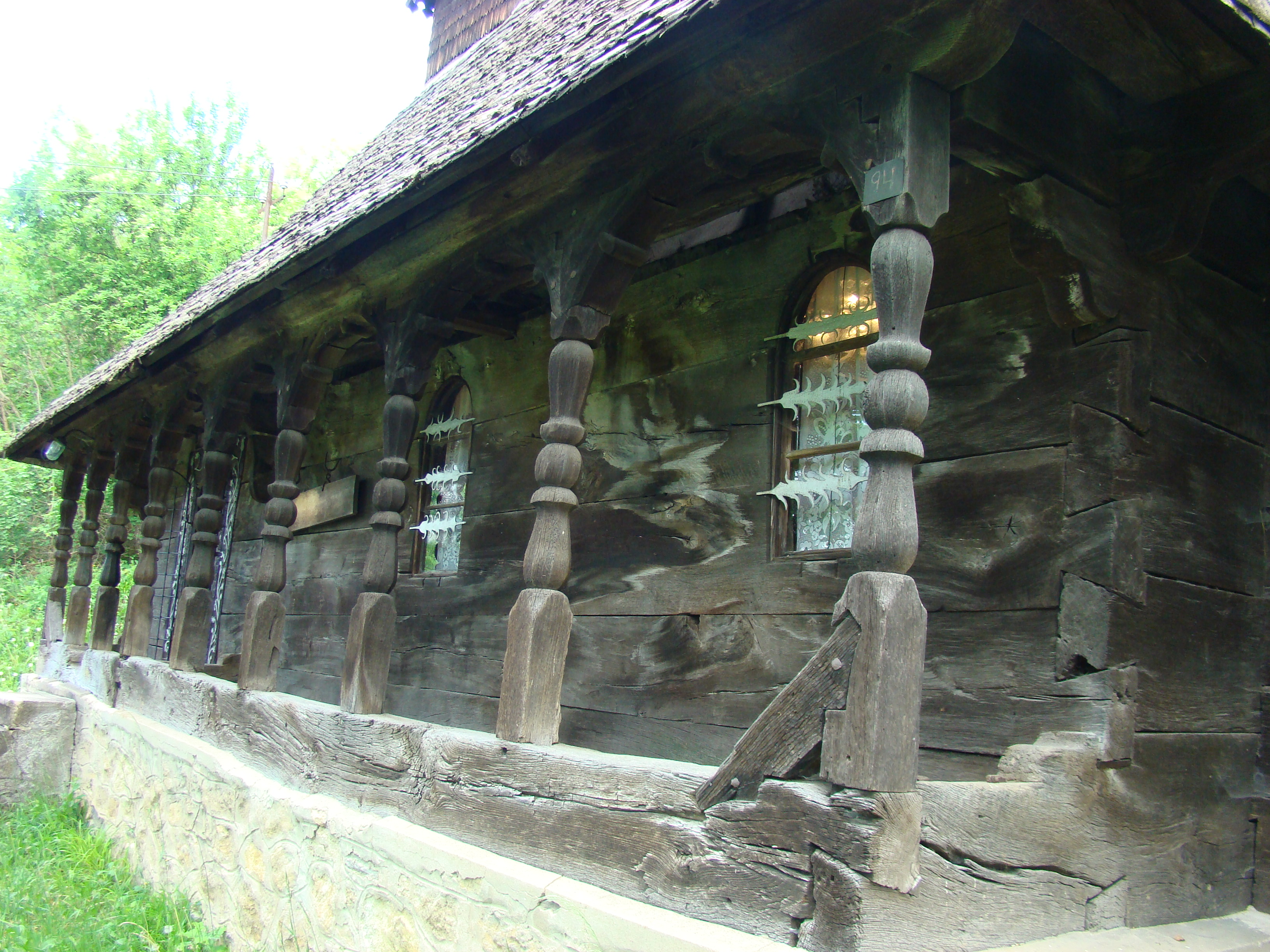
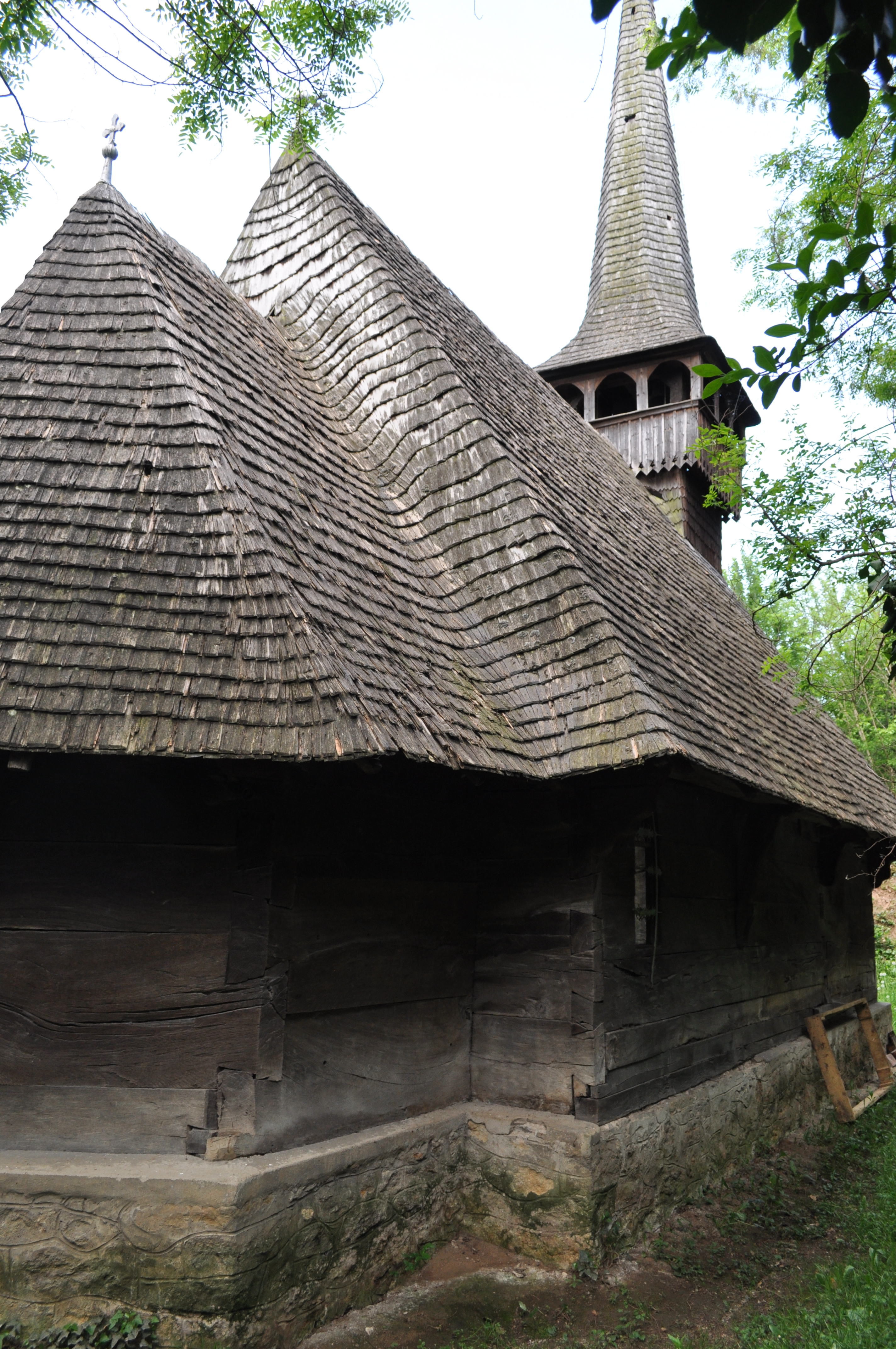
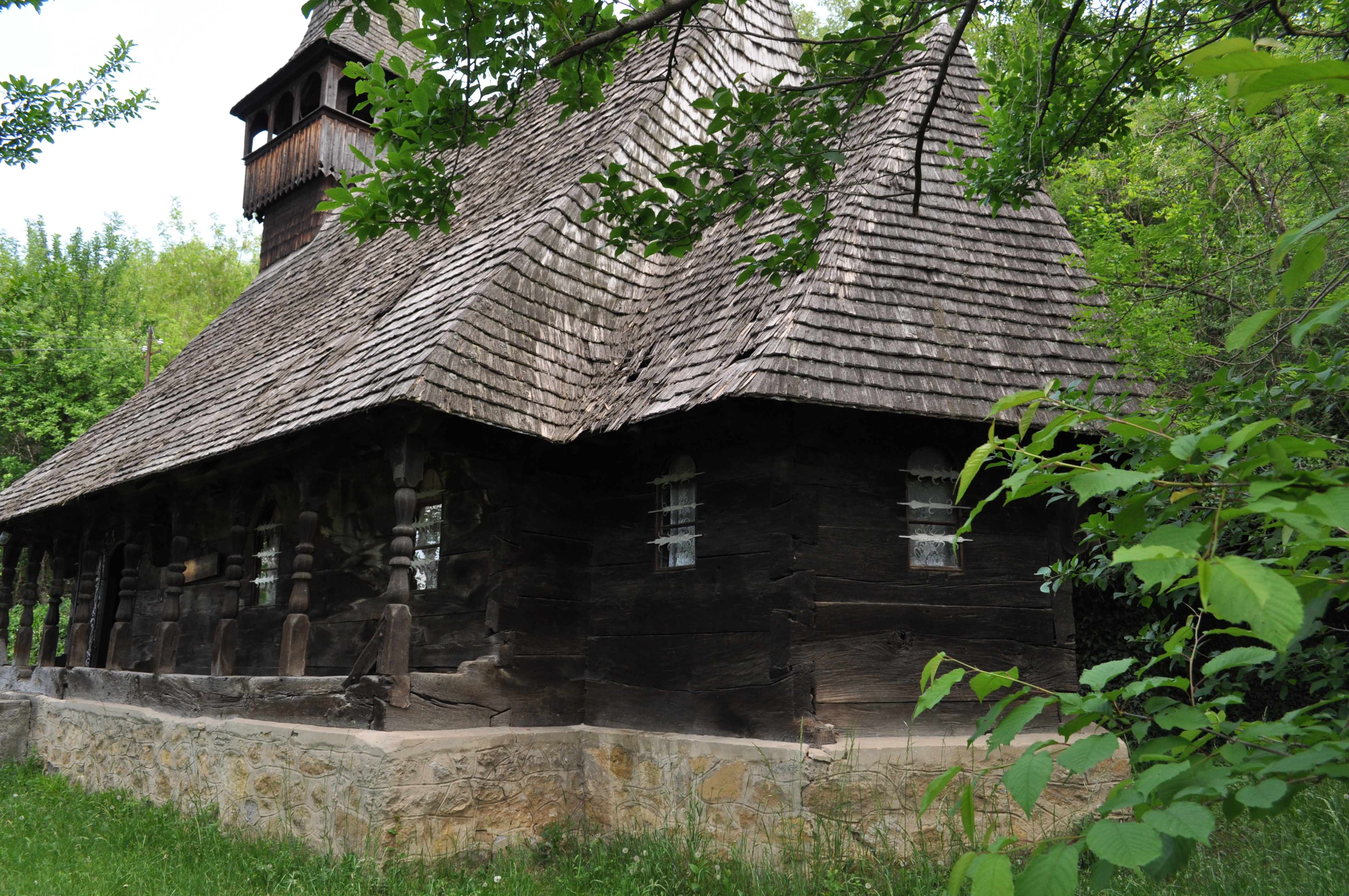
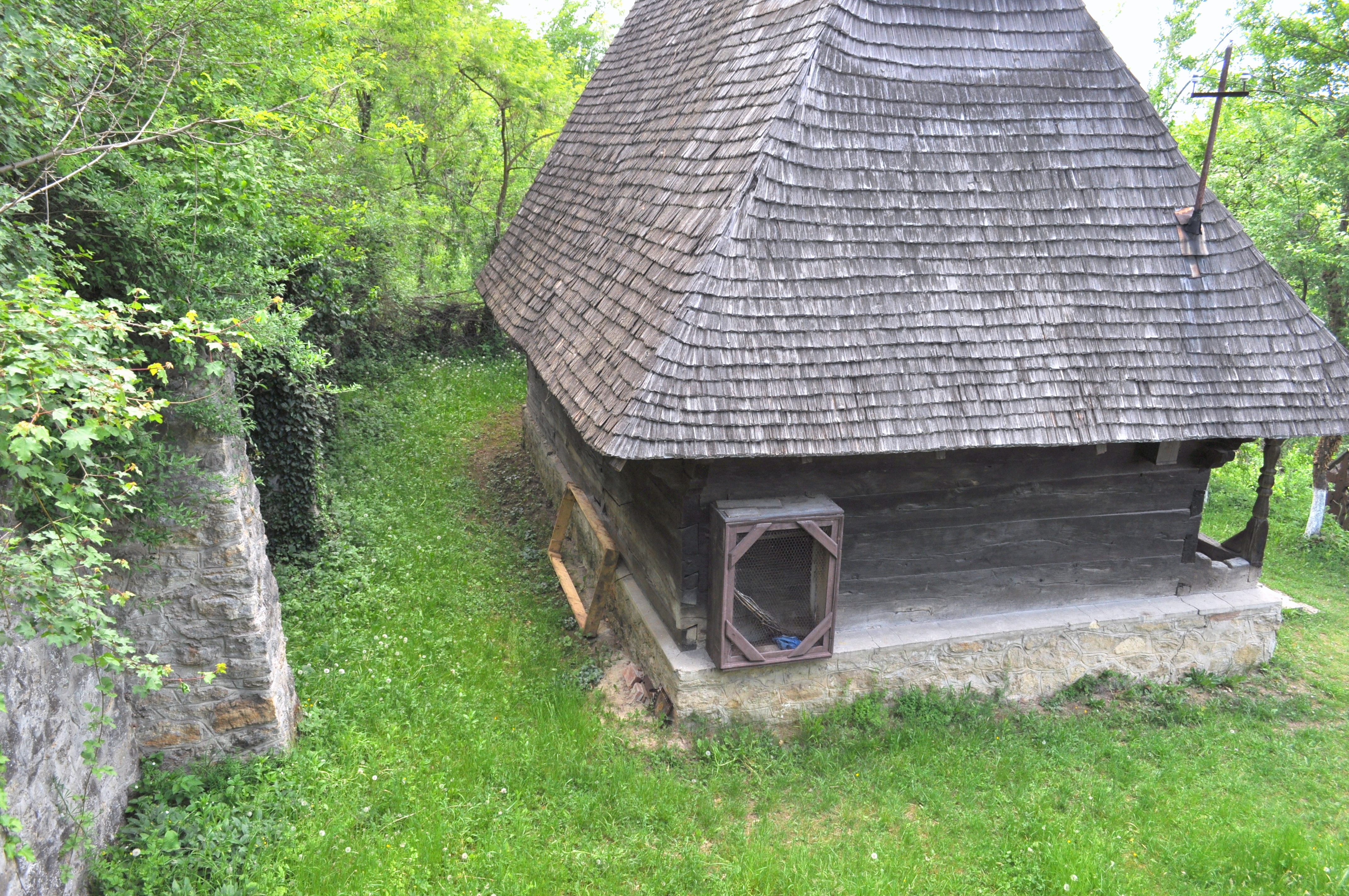
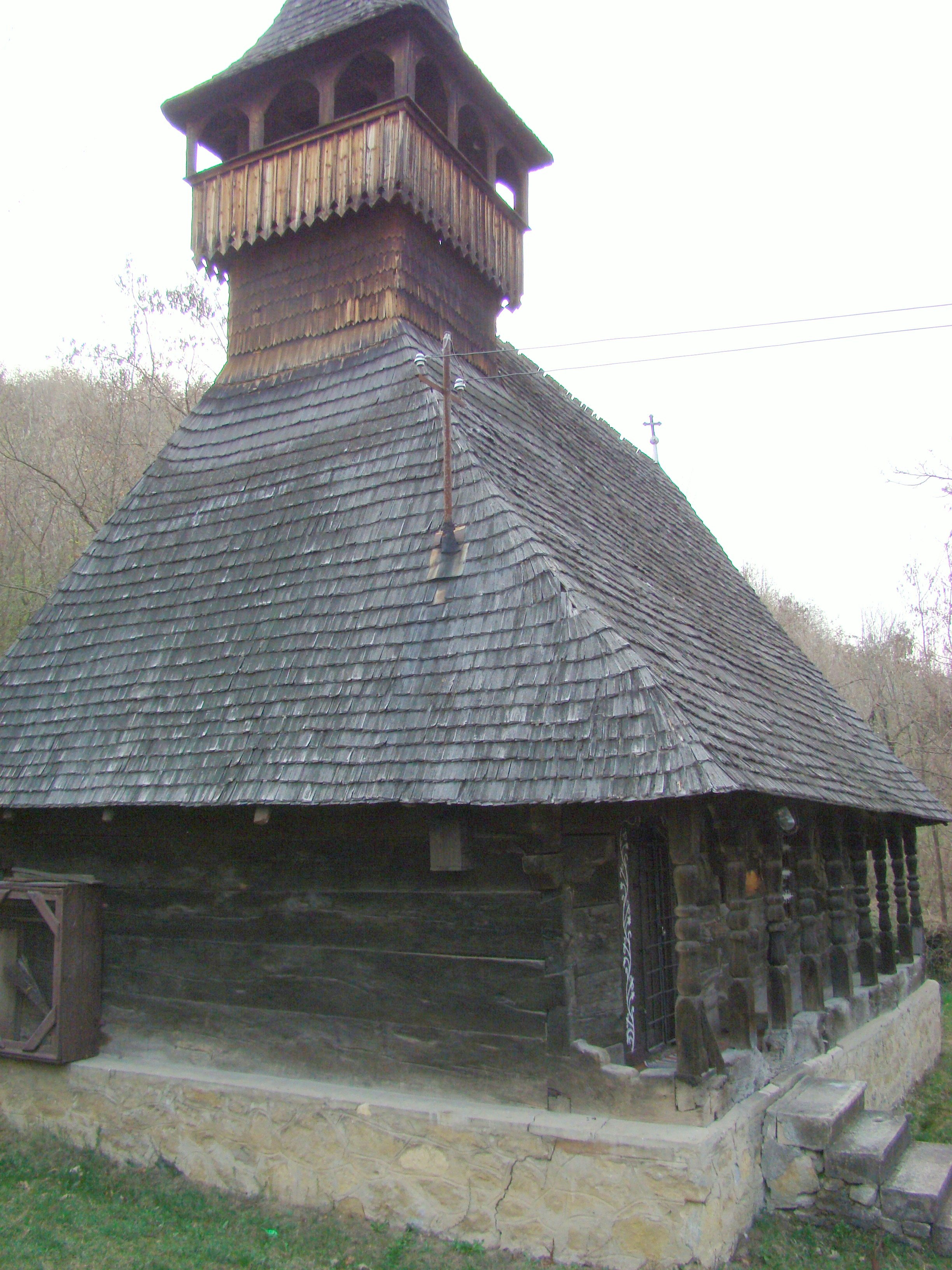
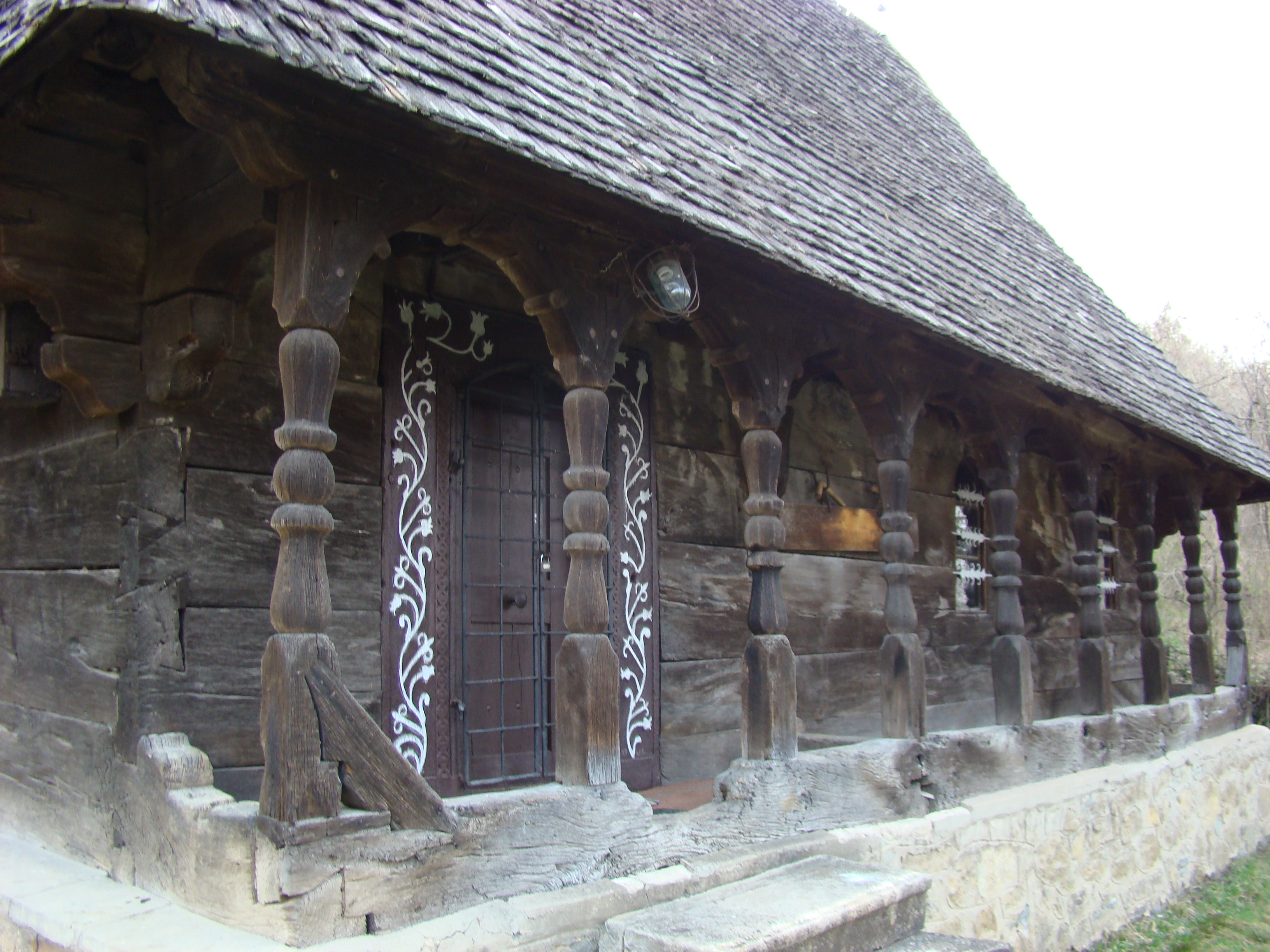
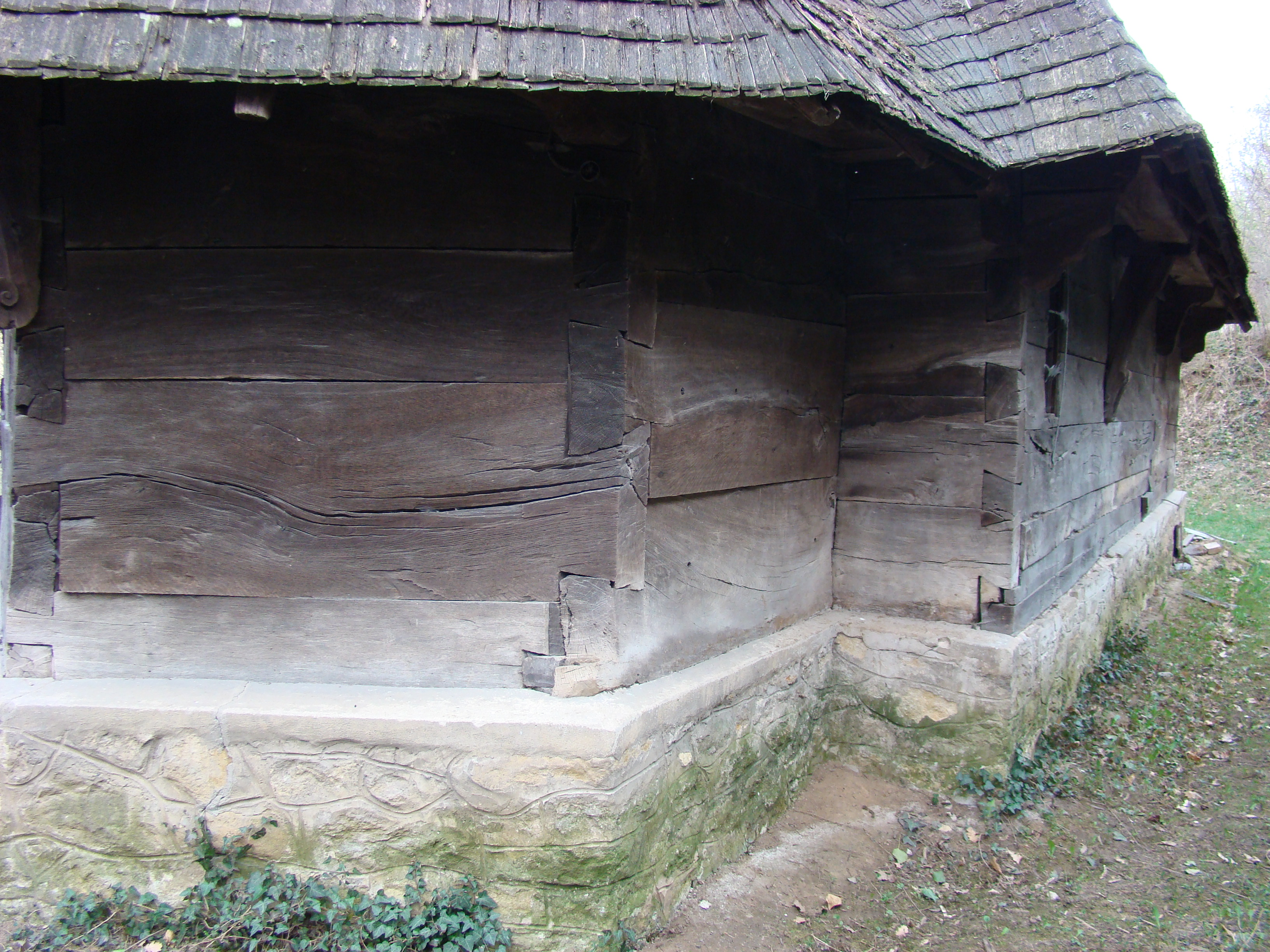
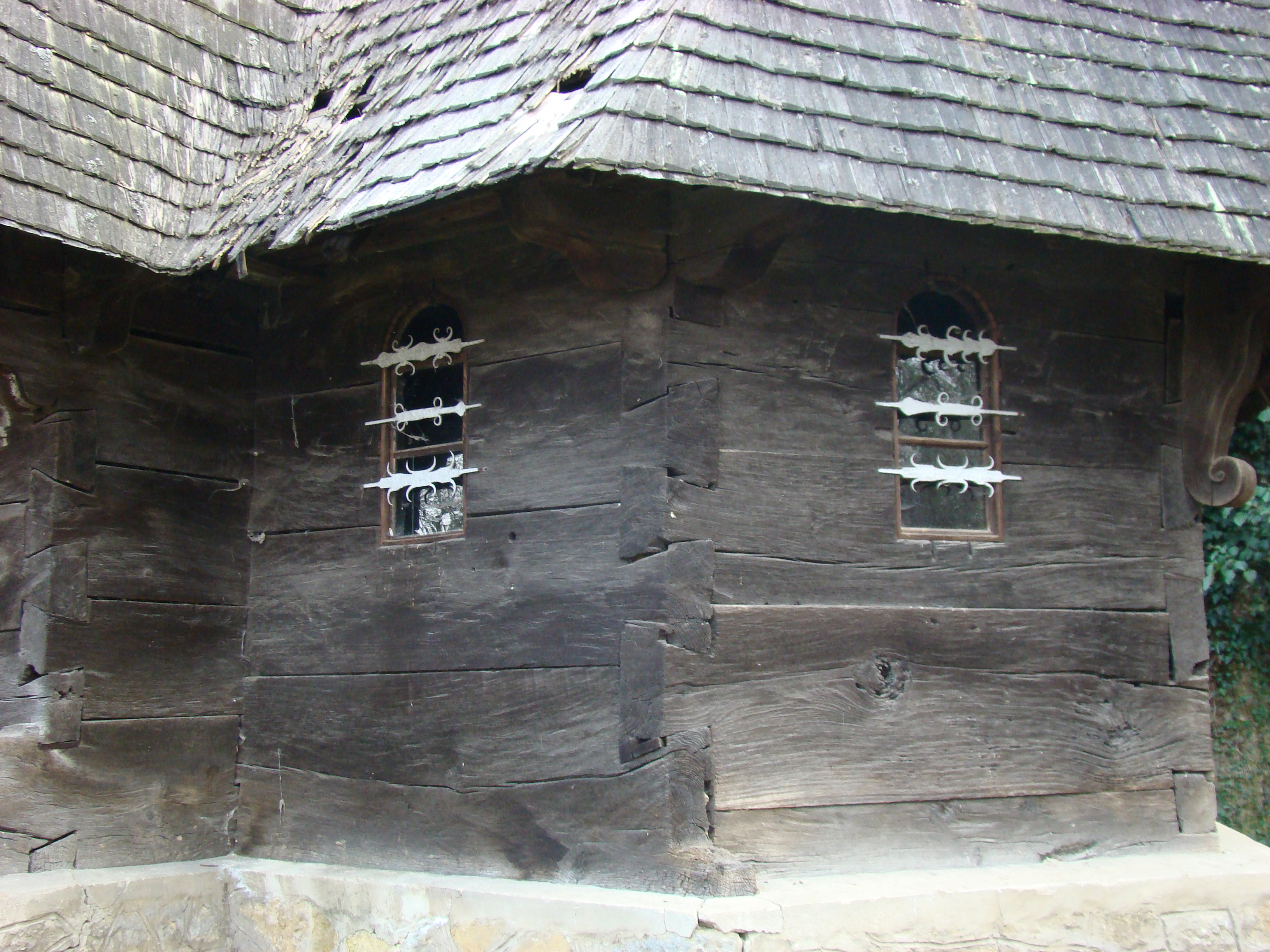
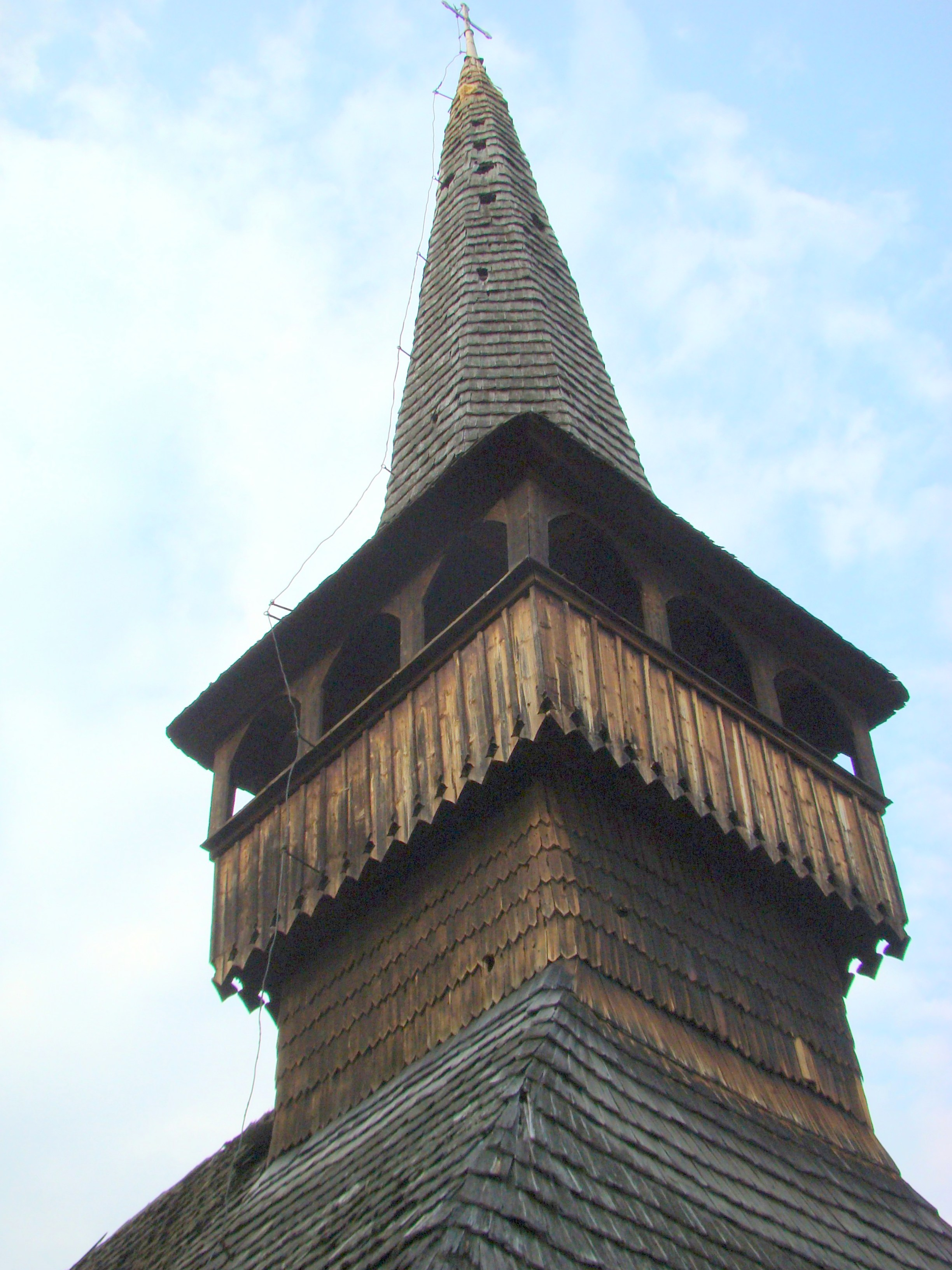
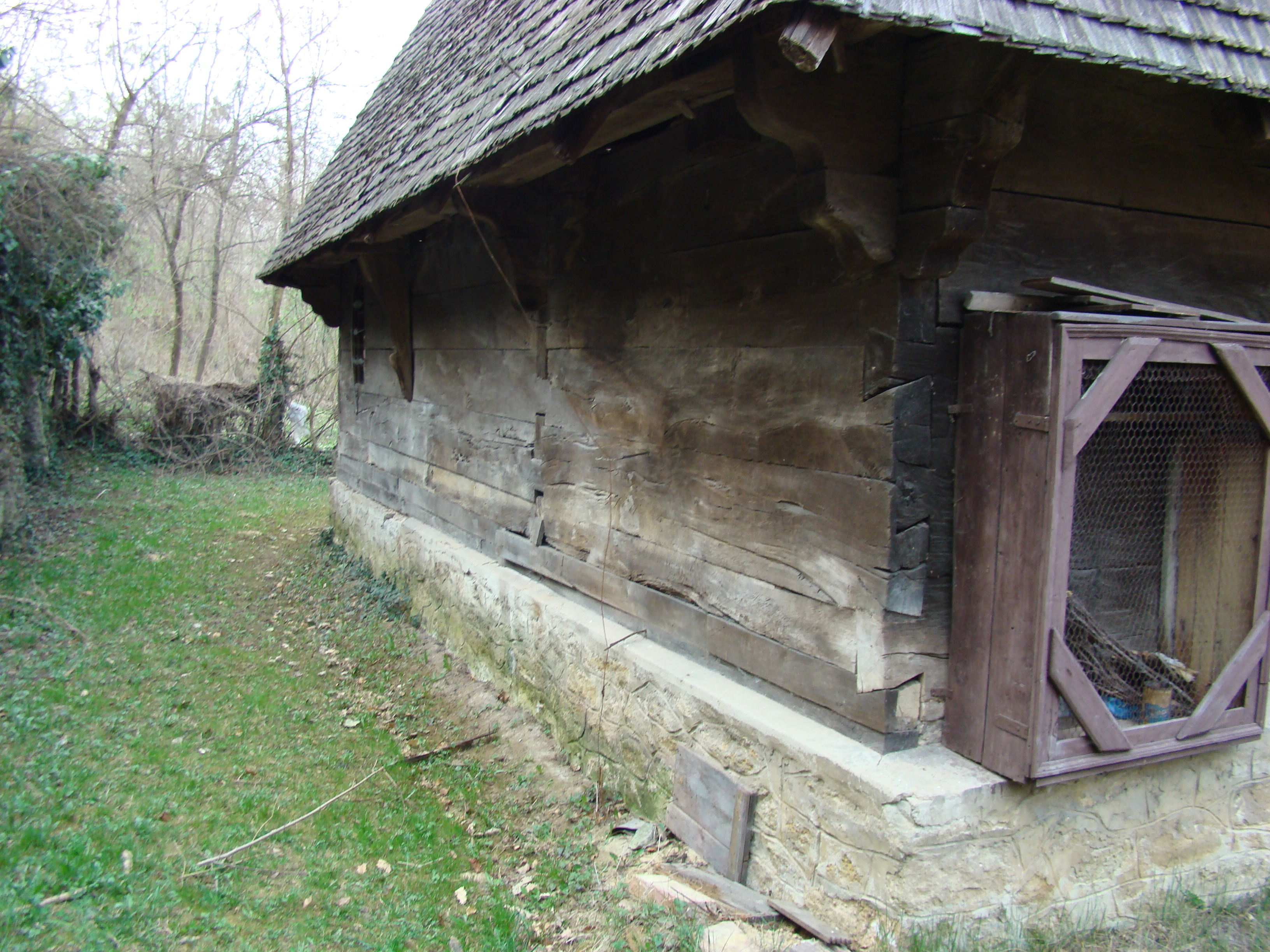
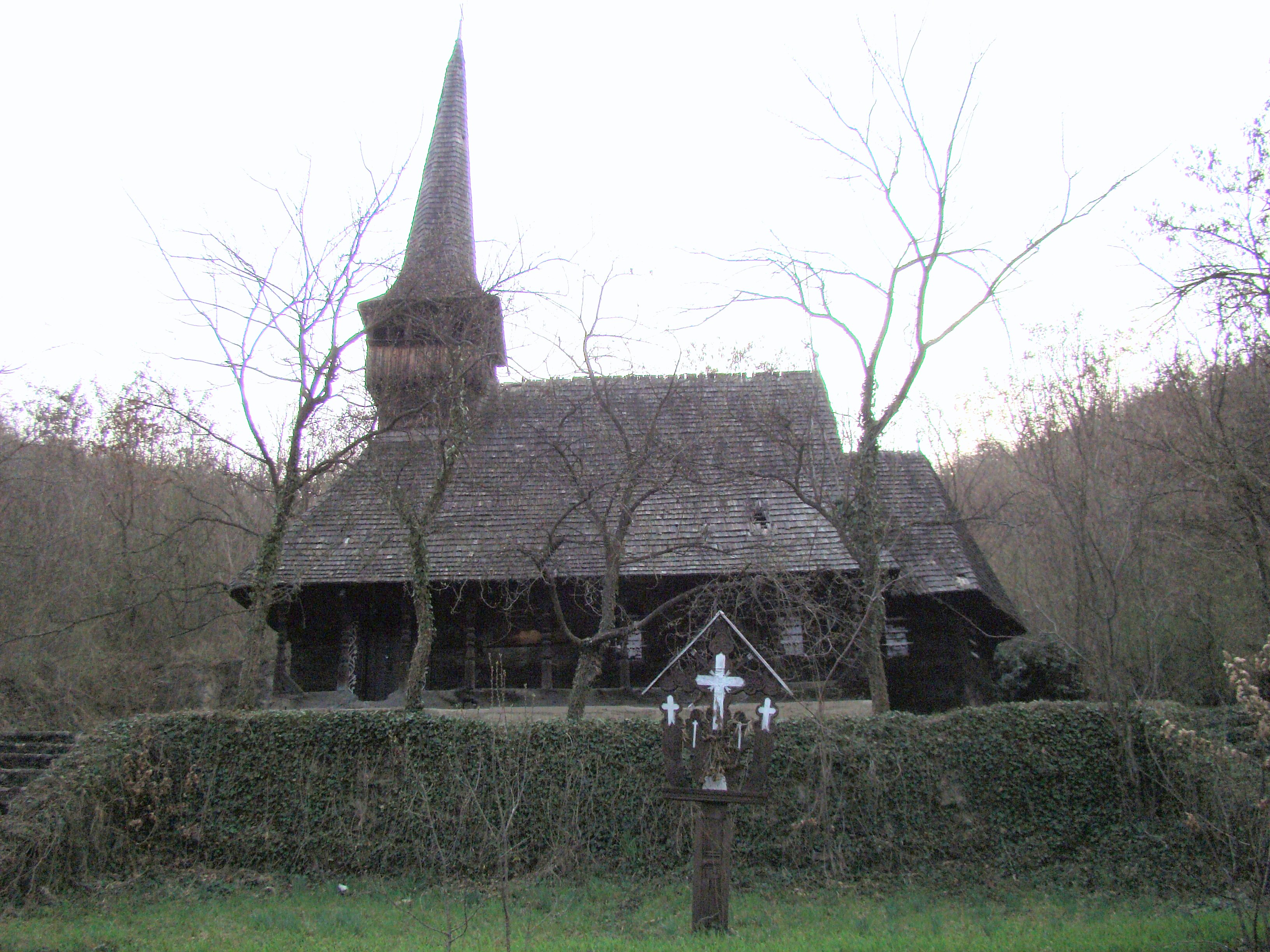
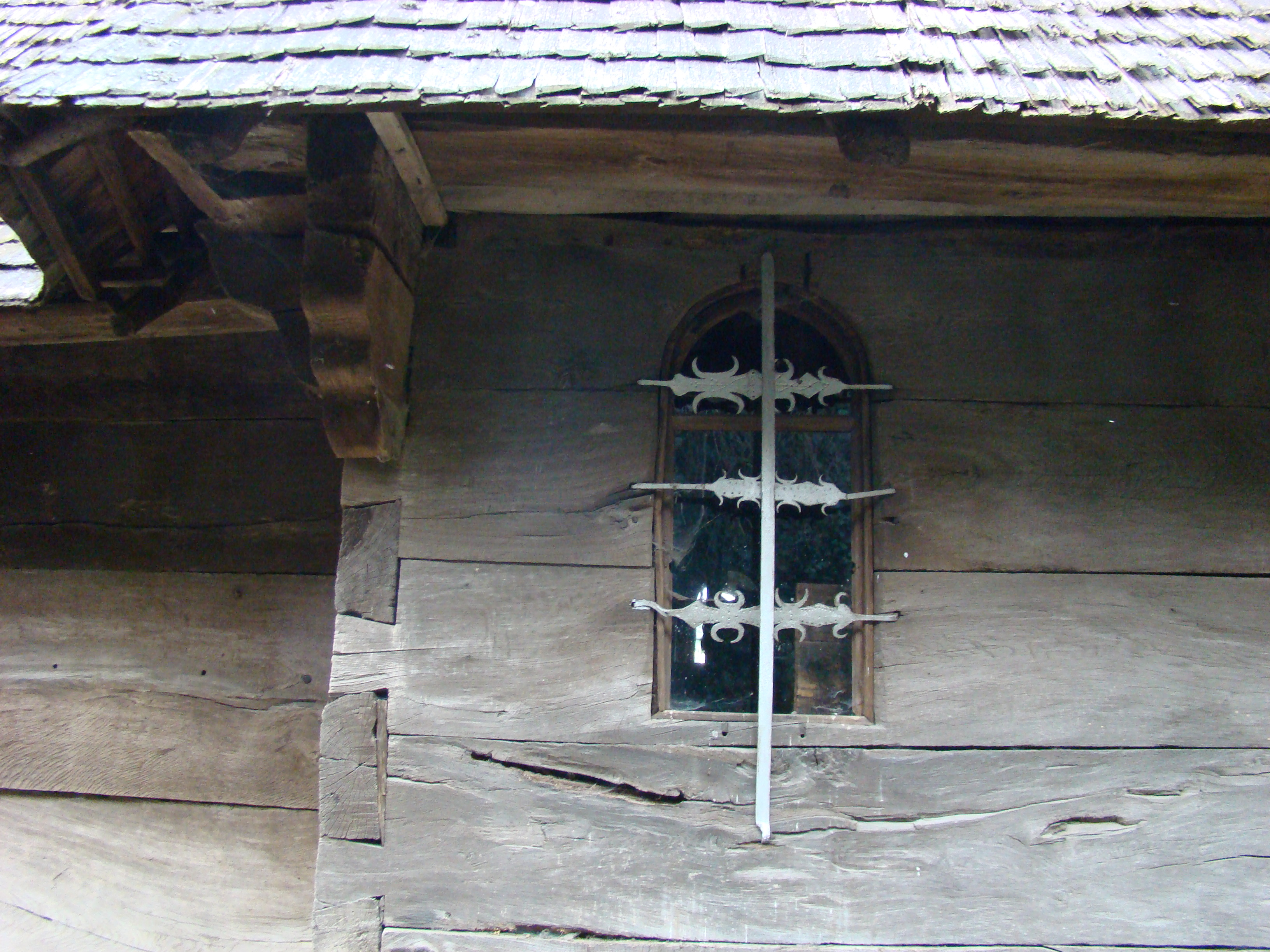
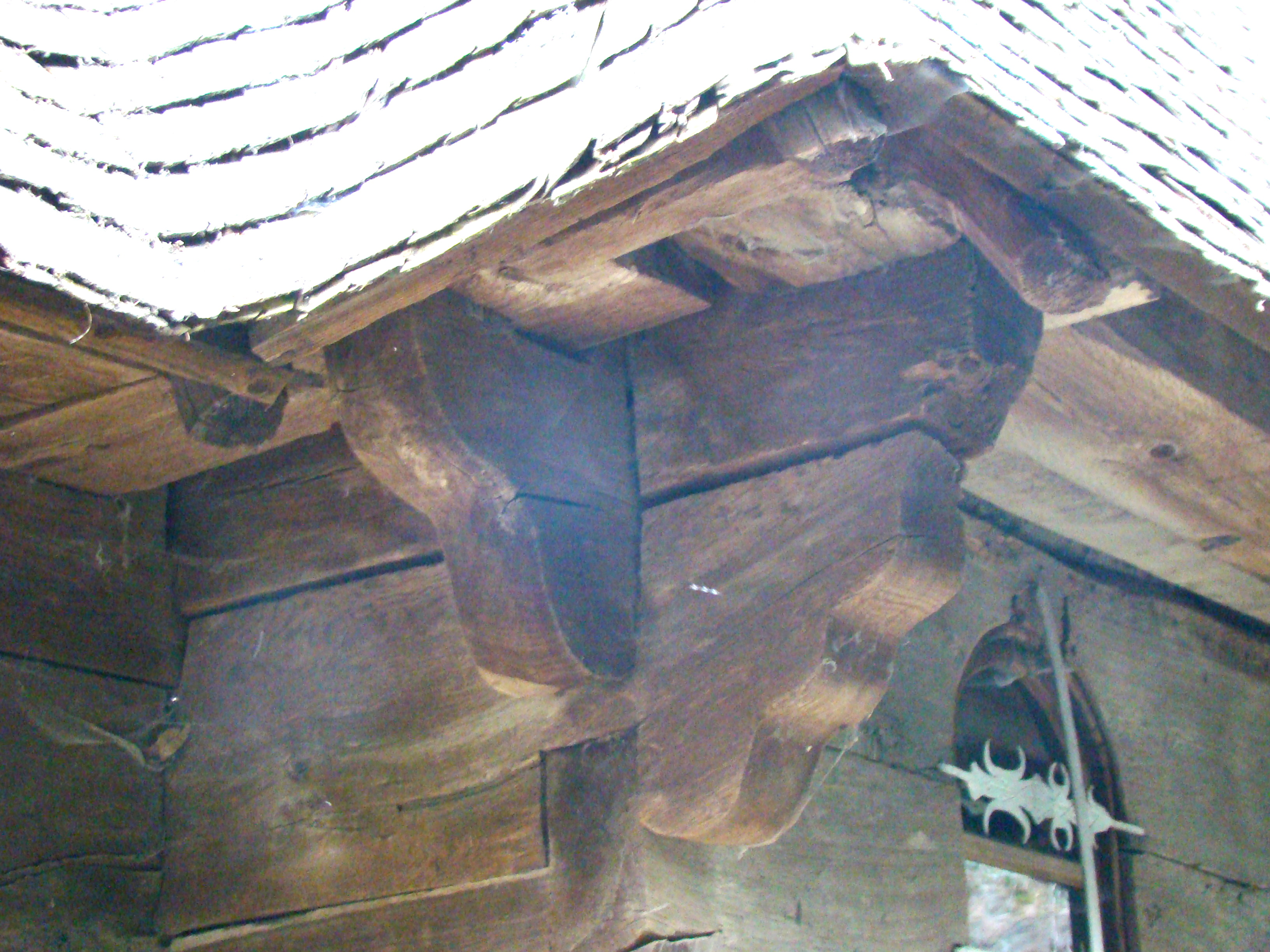
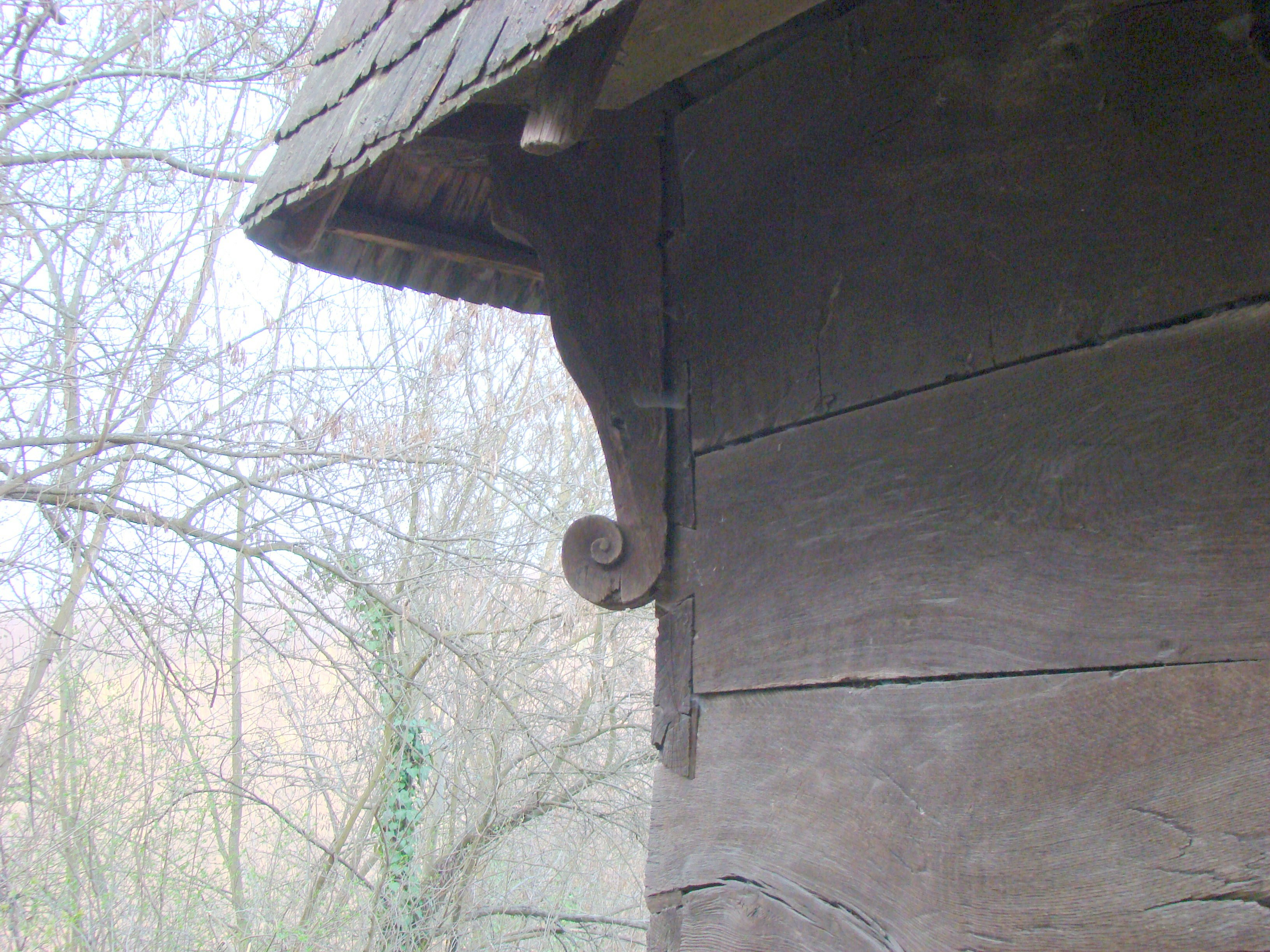
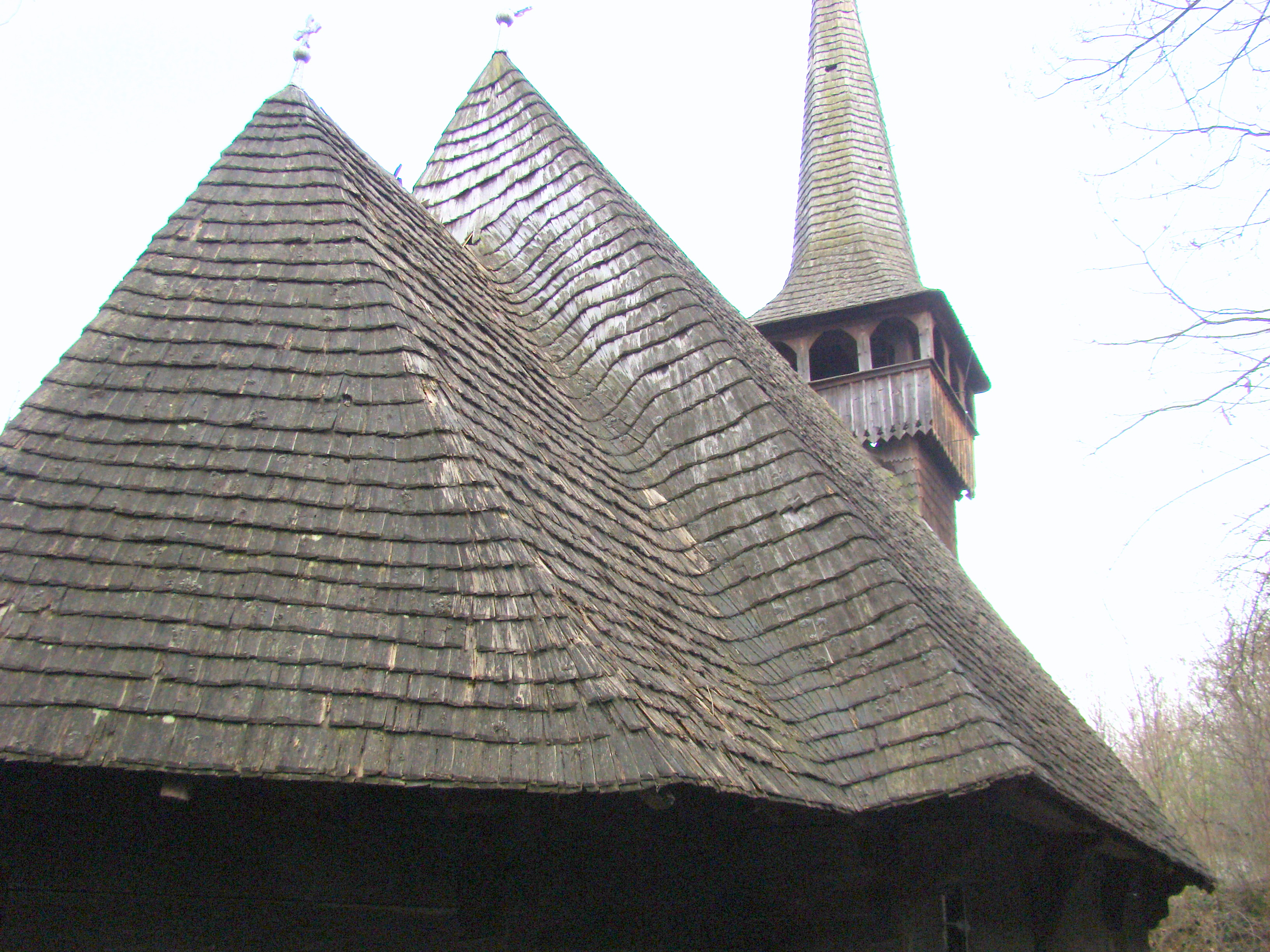
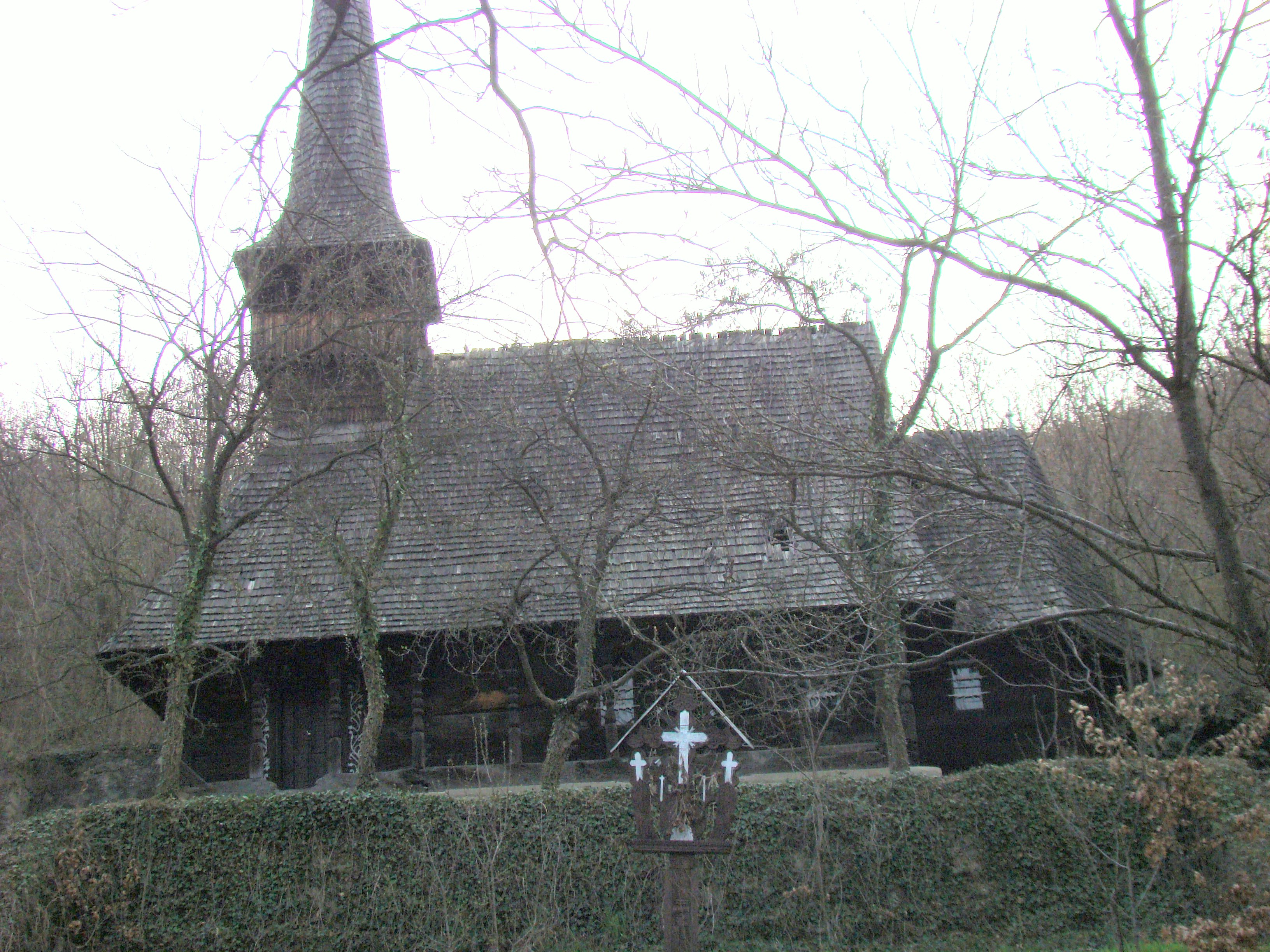
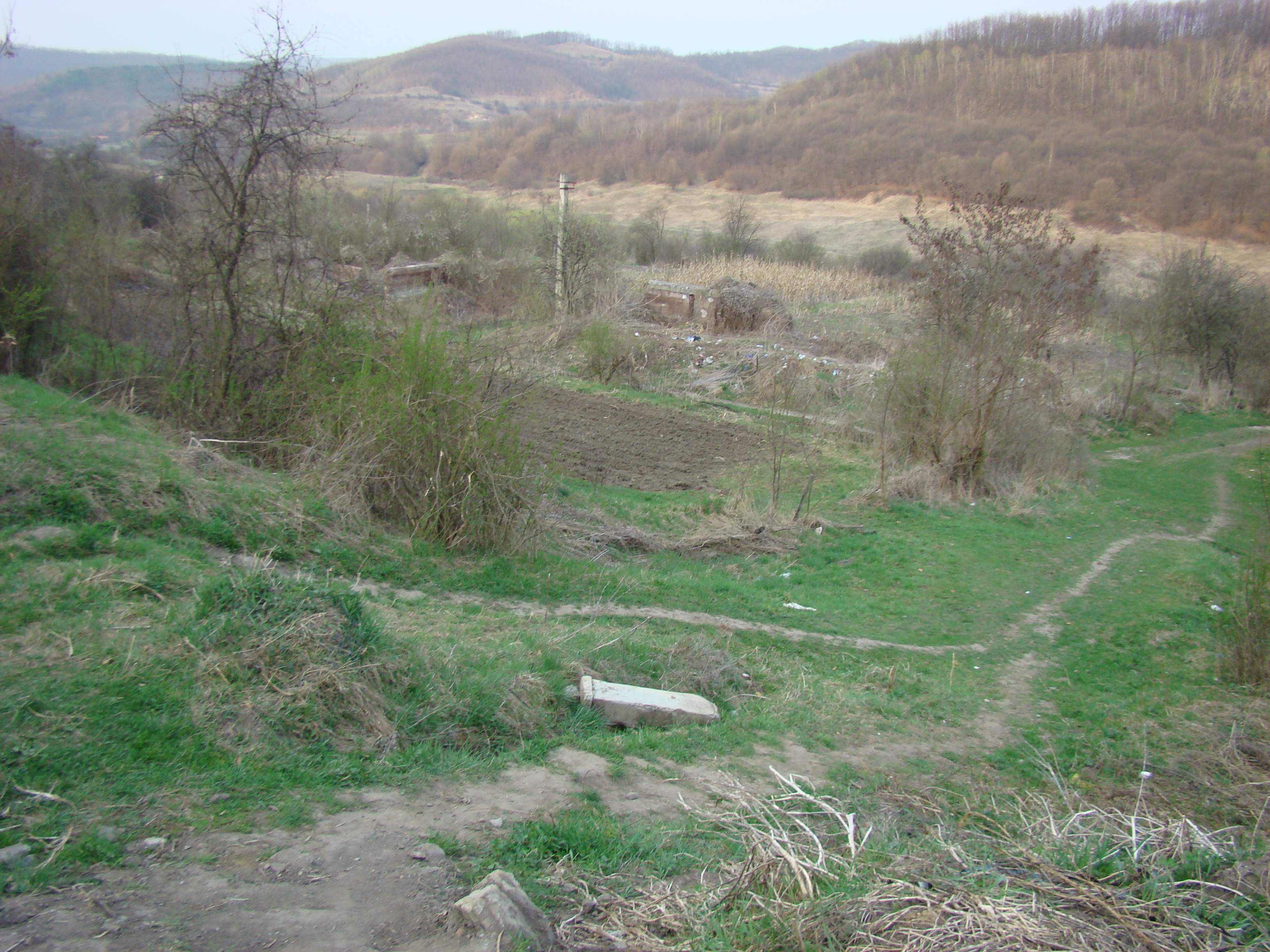
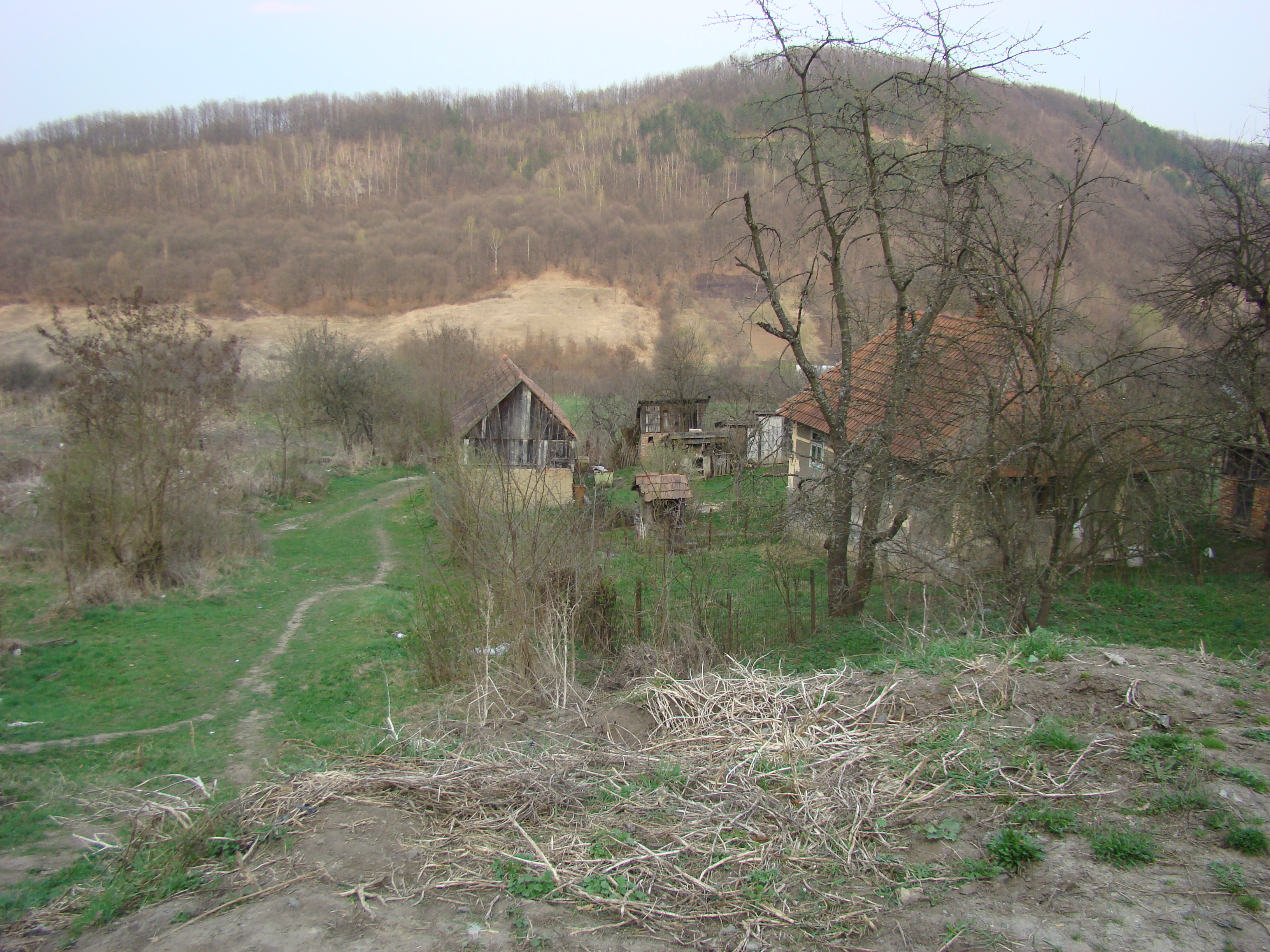
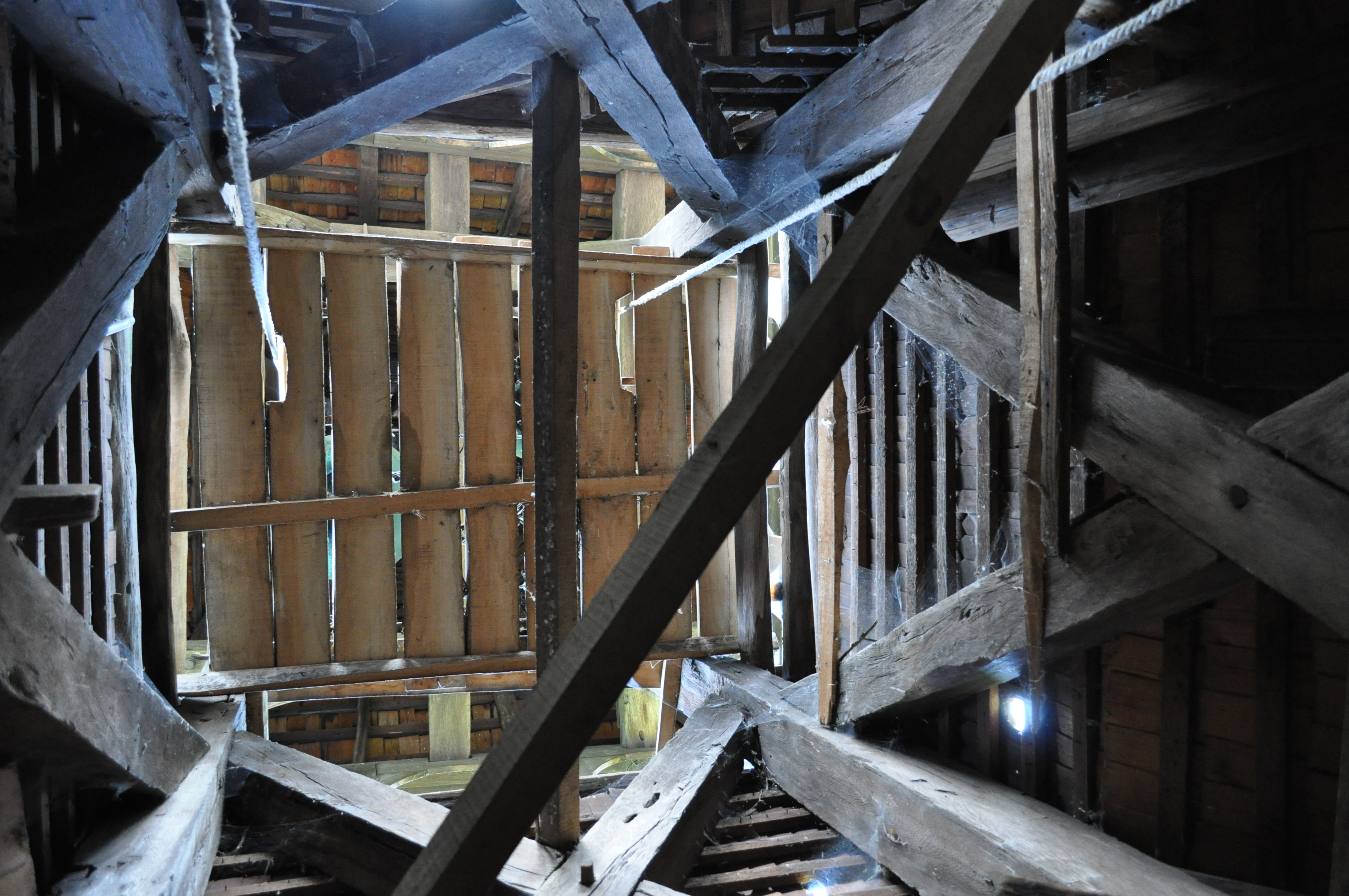

## Imagini din interior

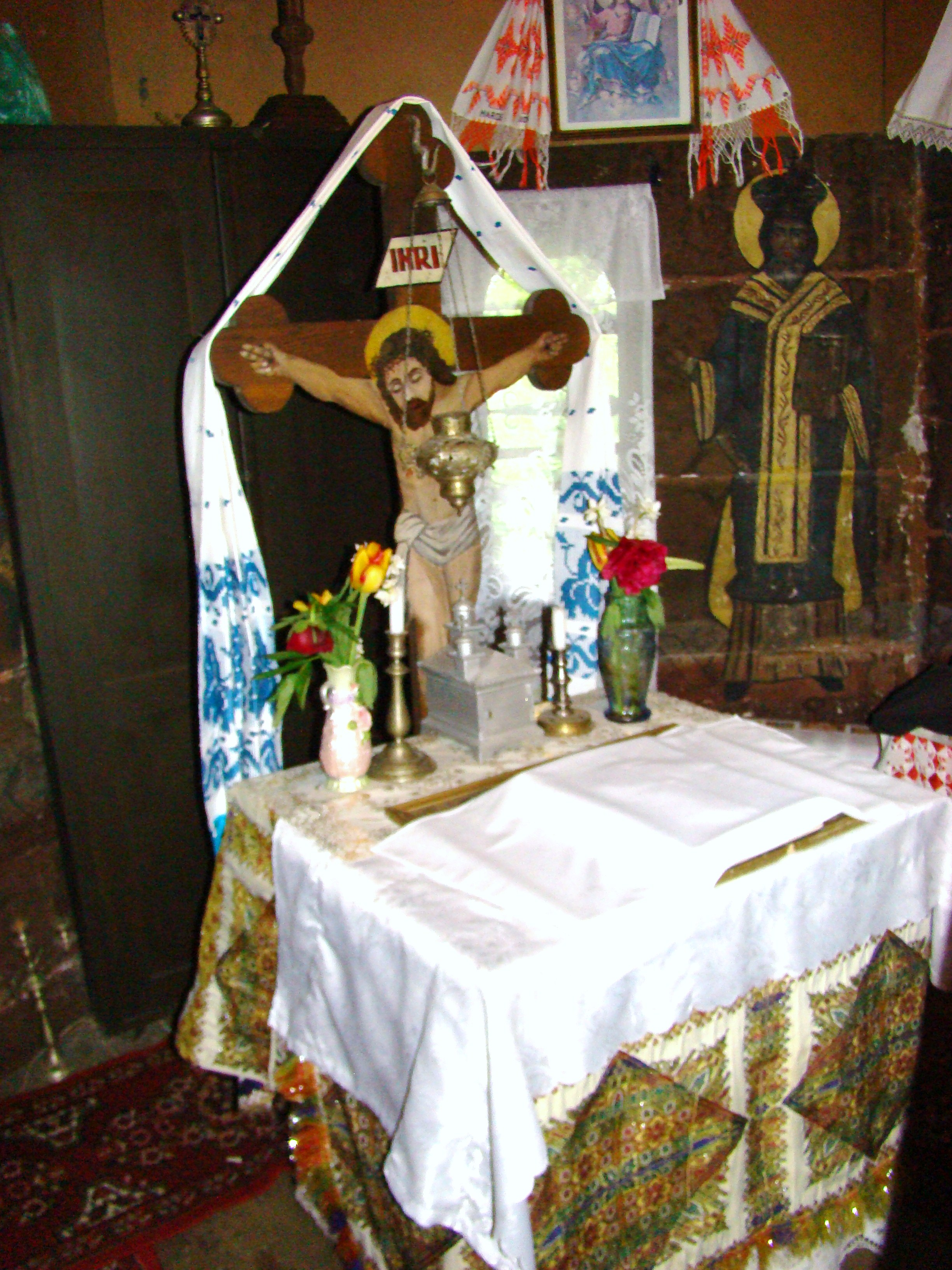
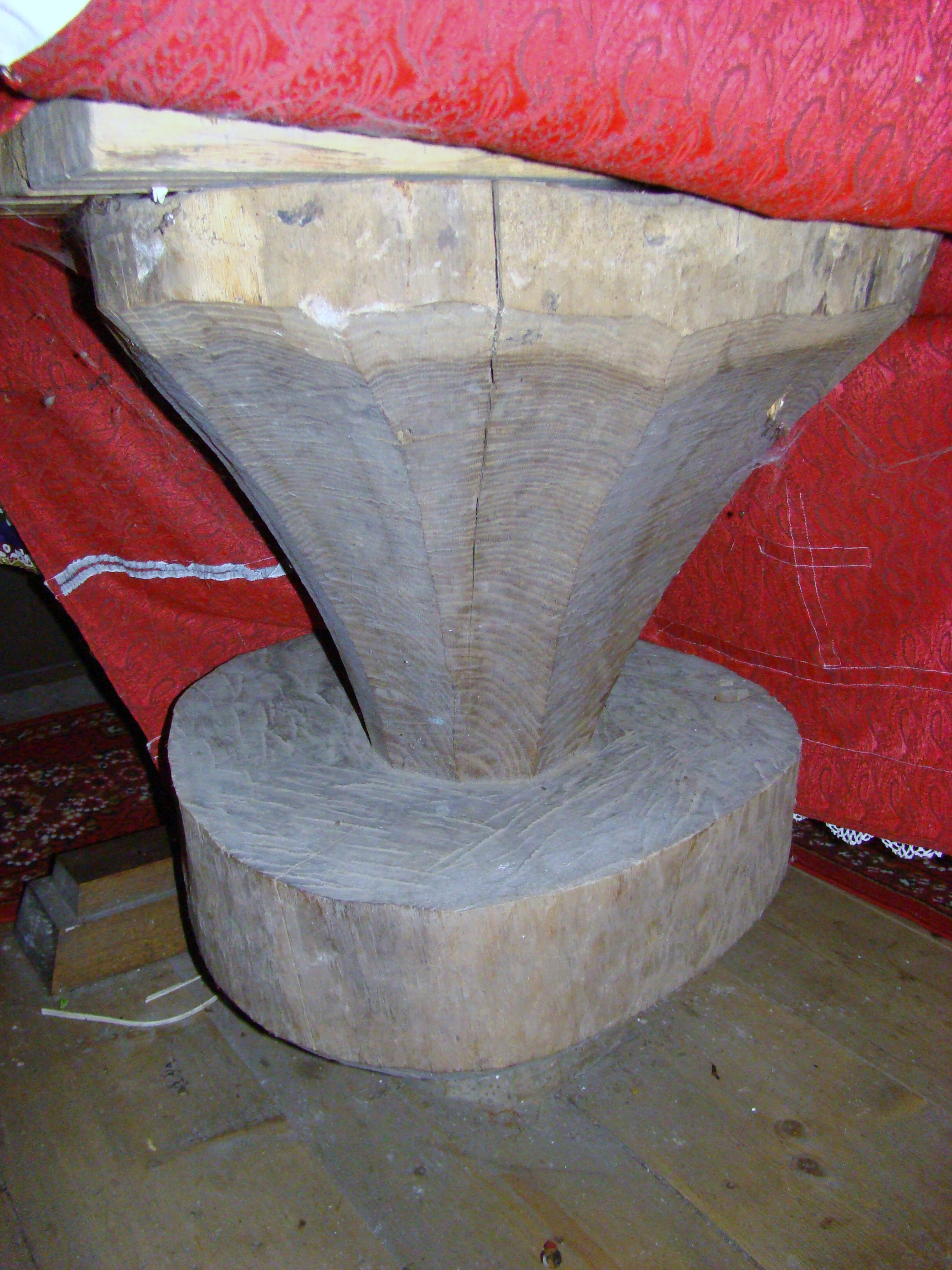
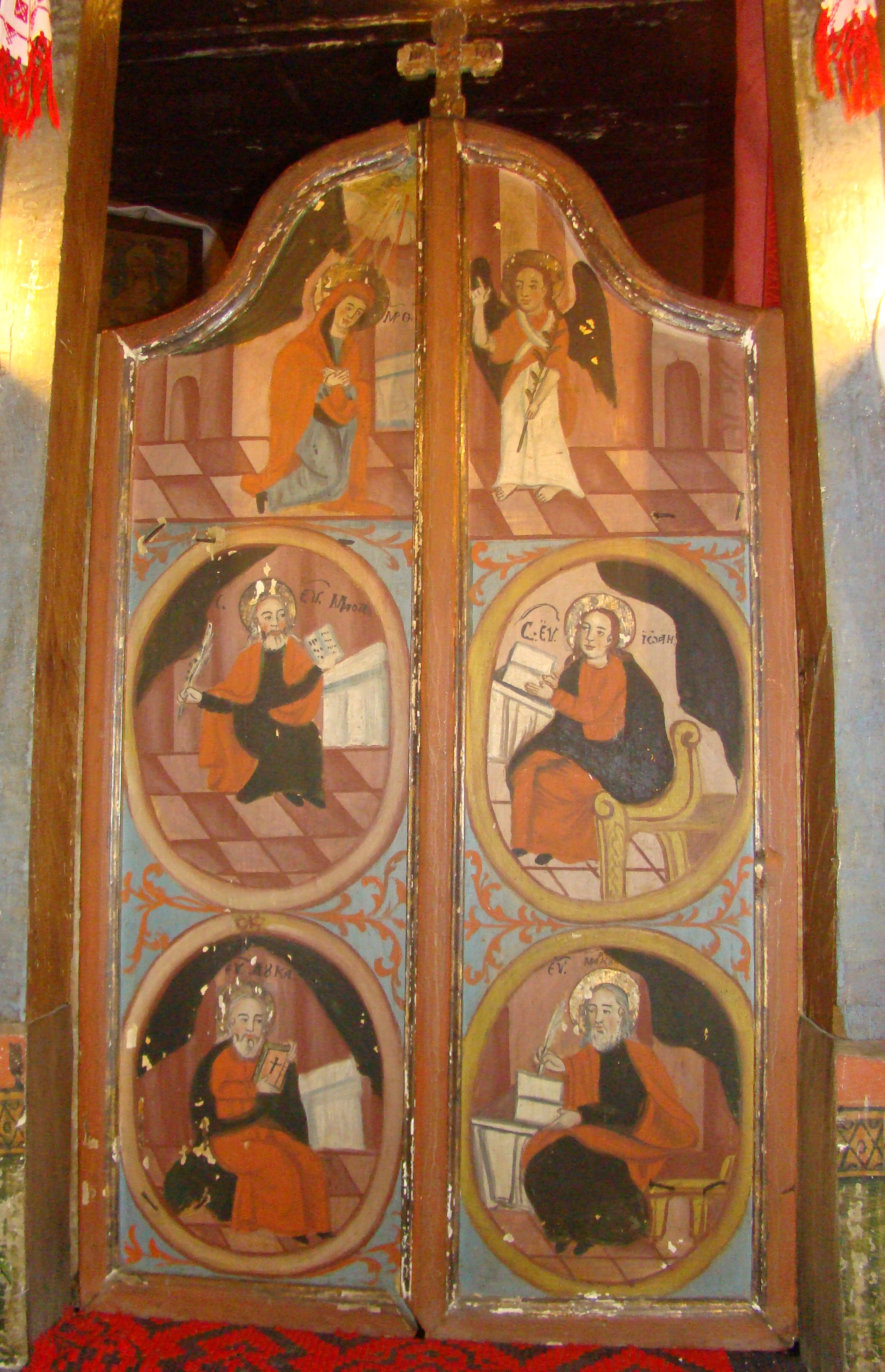
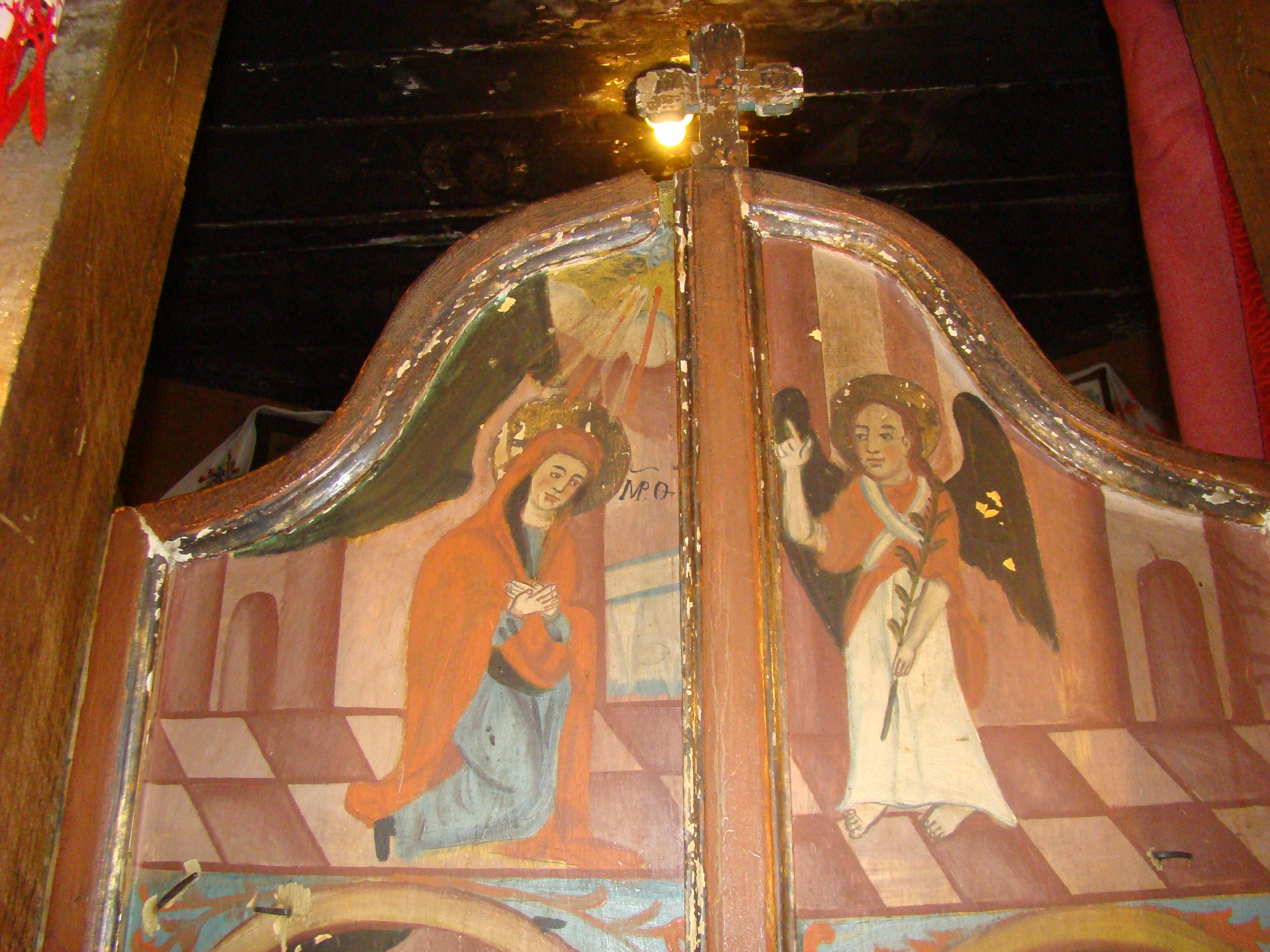
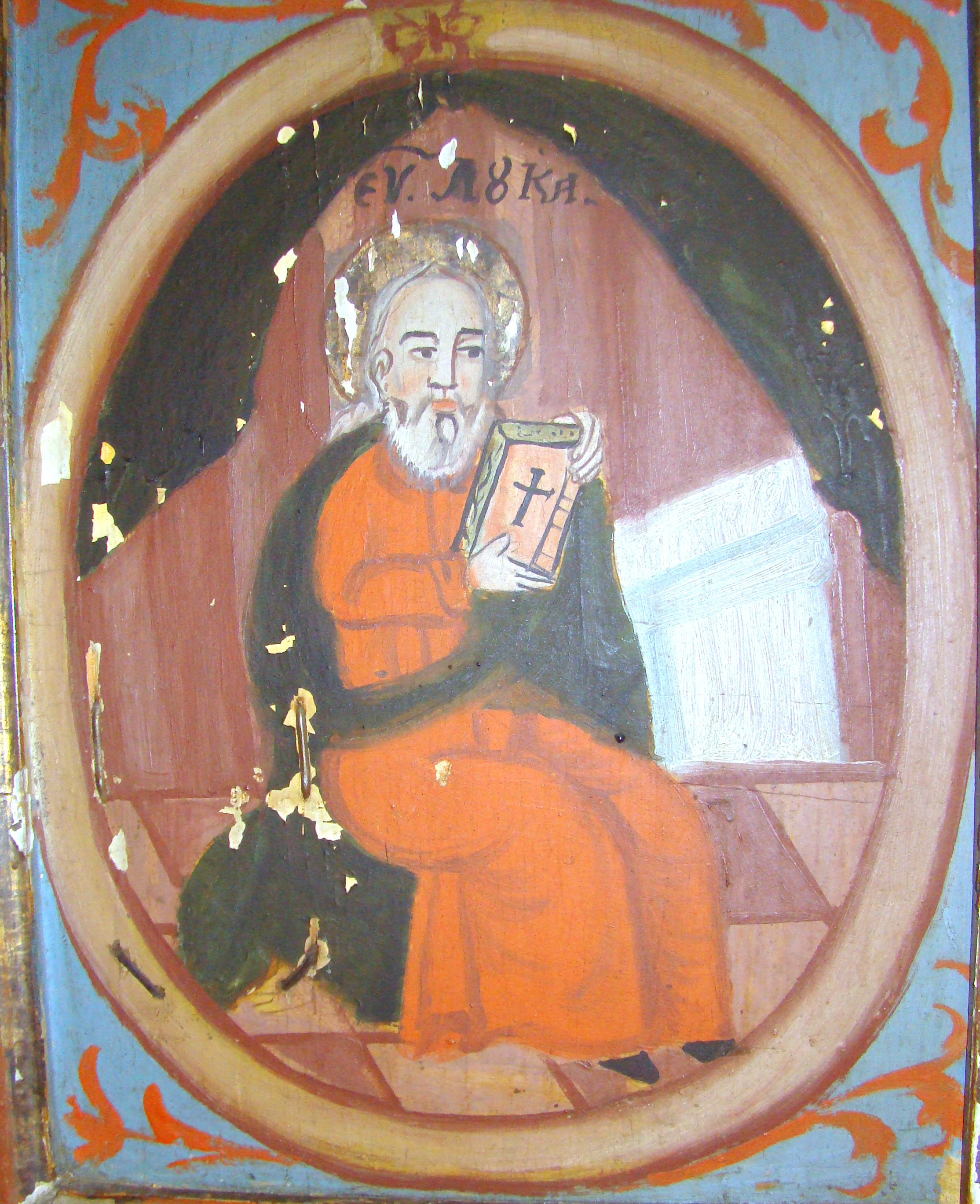
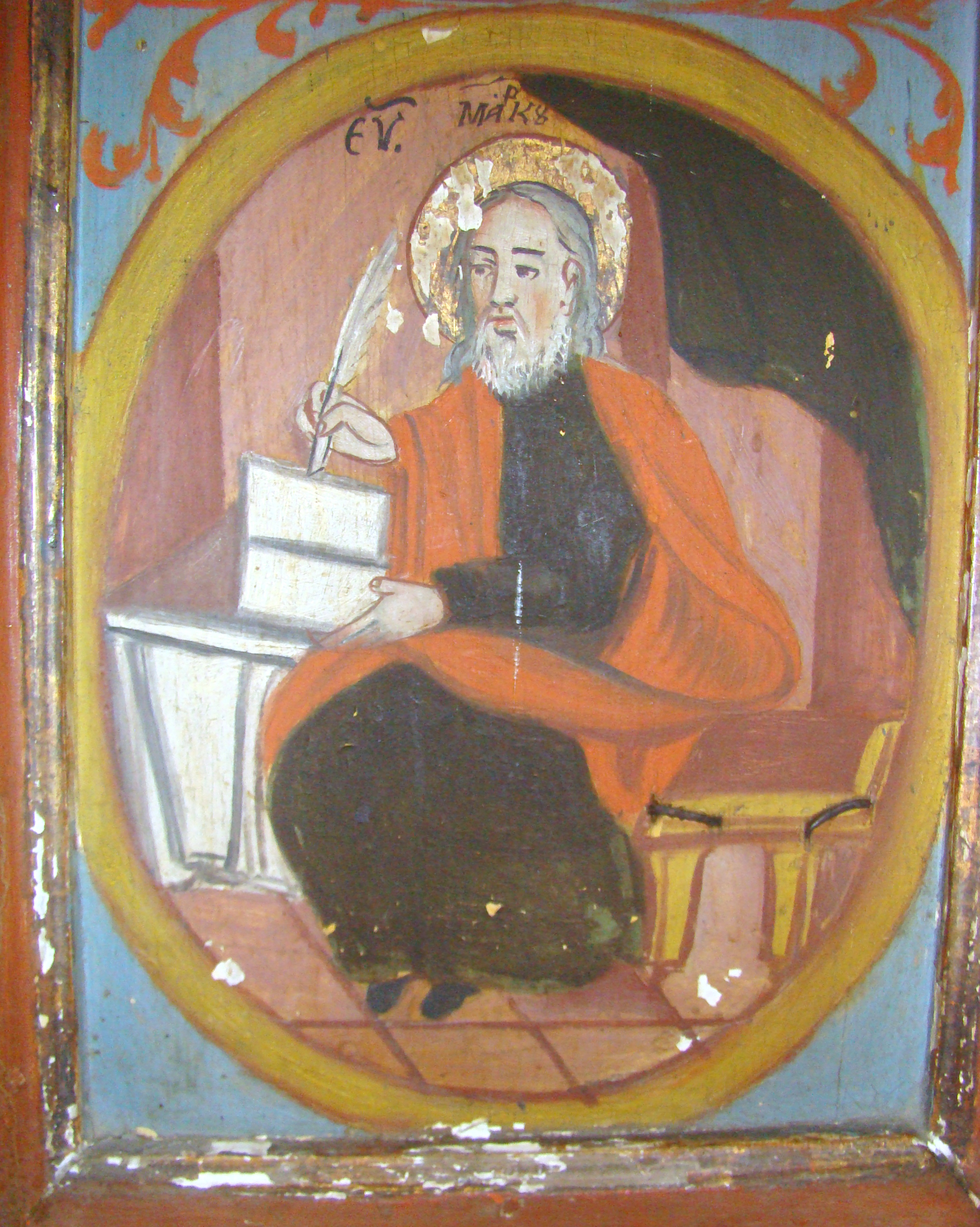
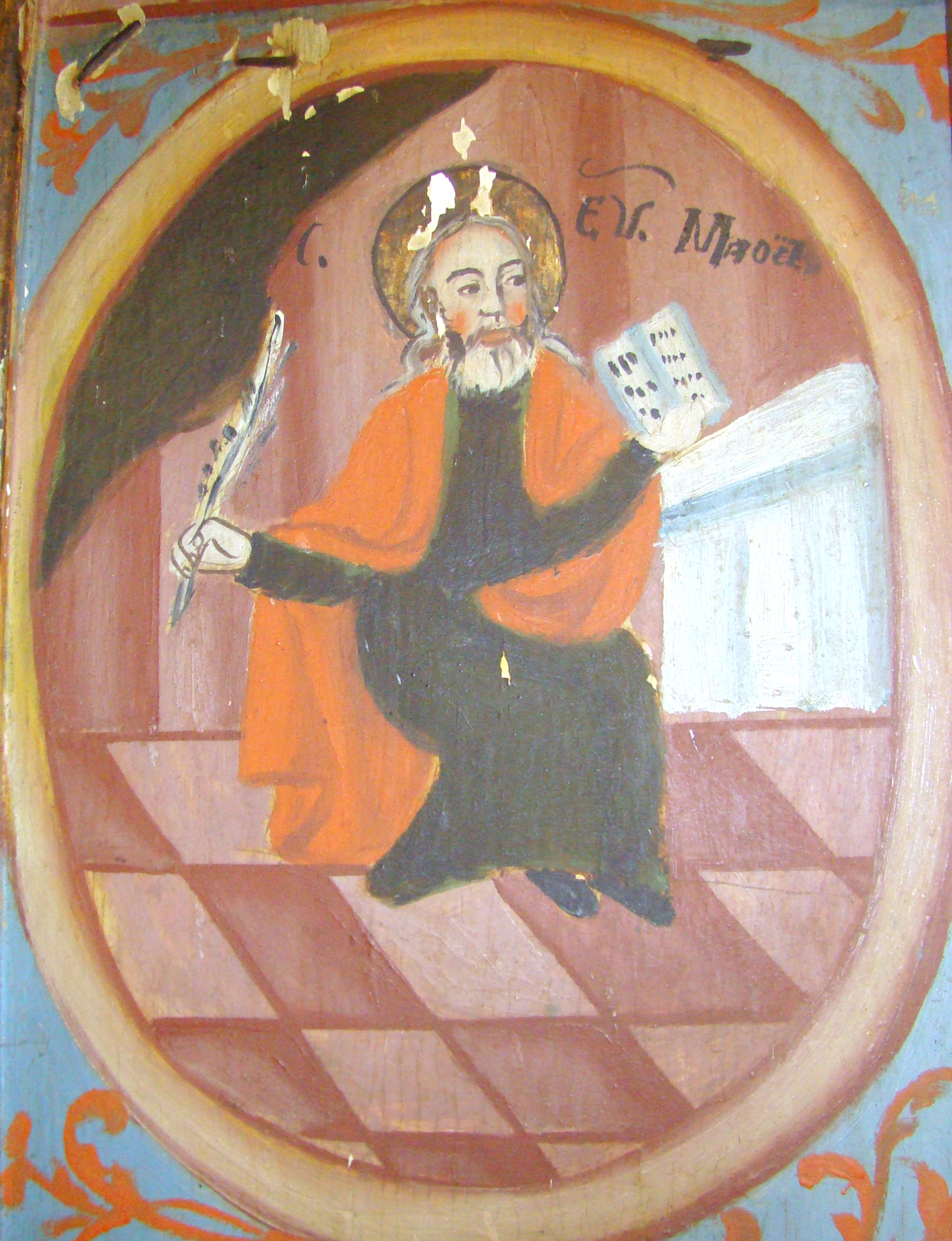
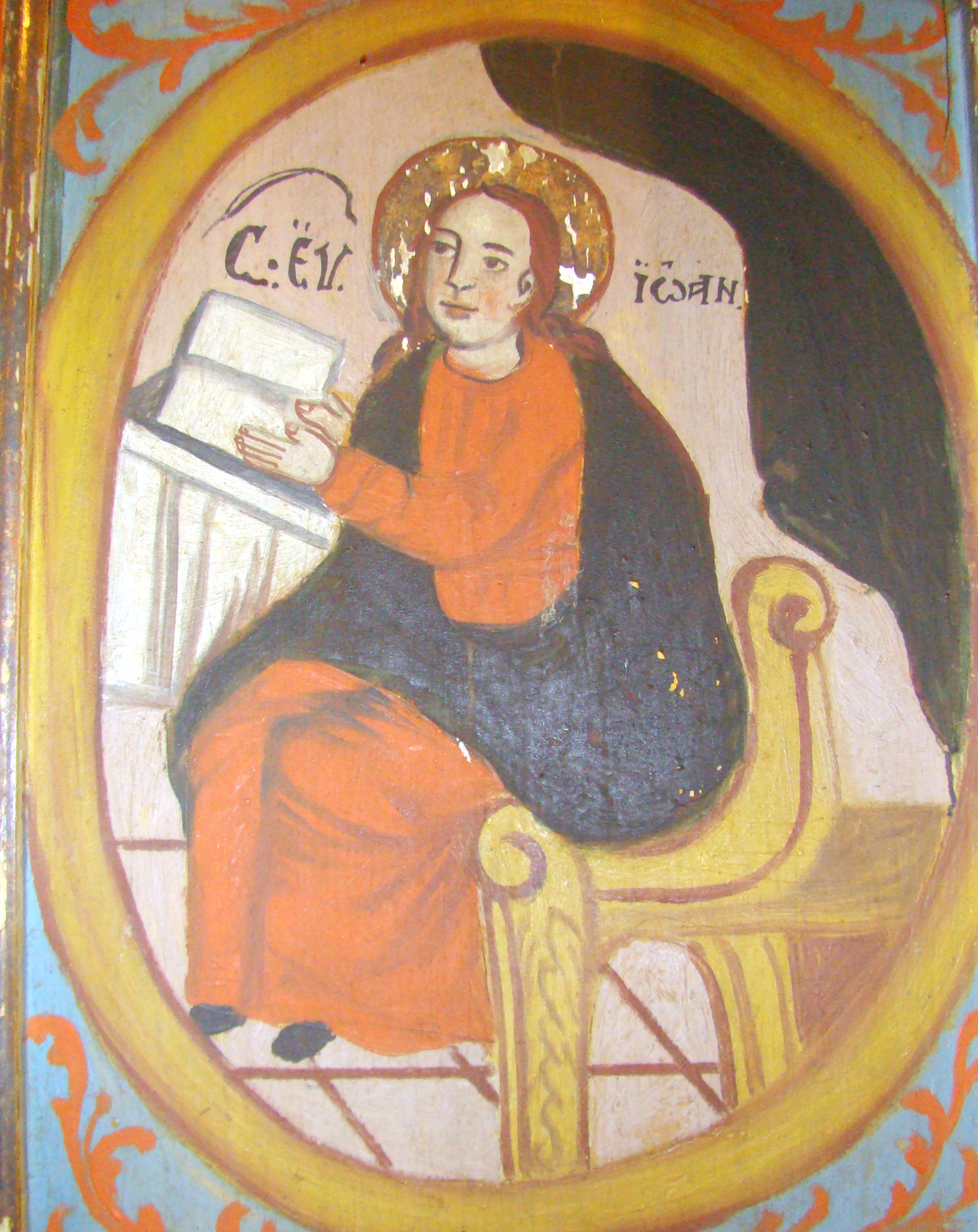
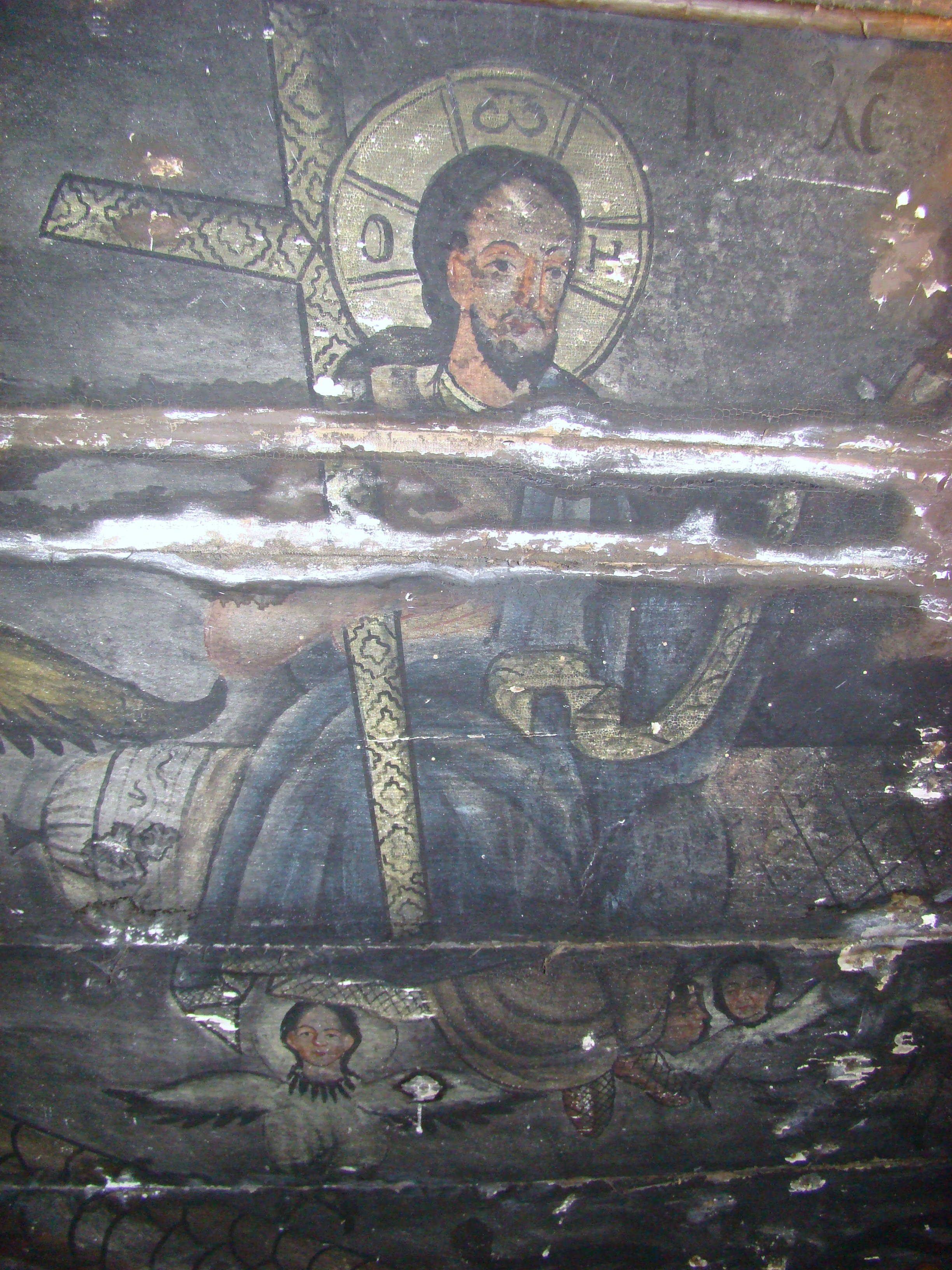
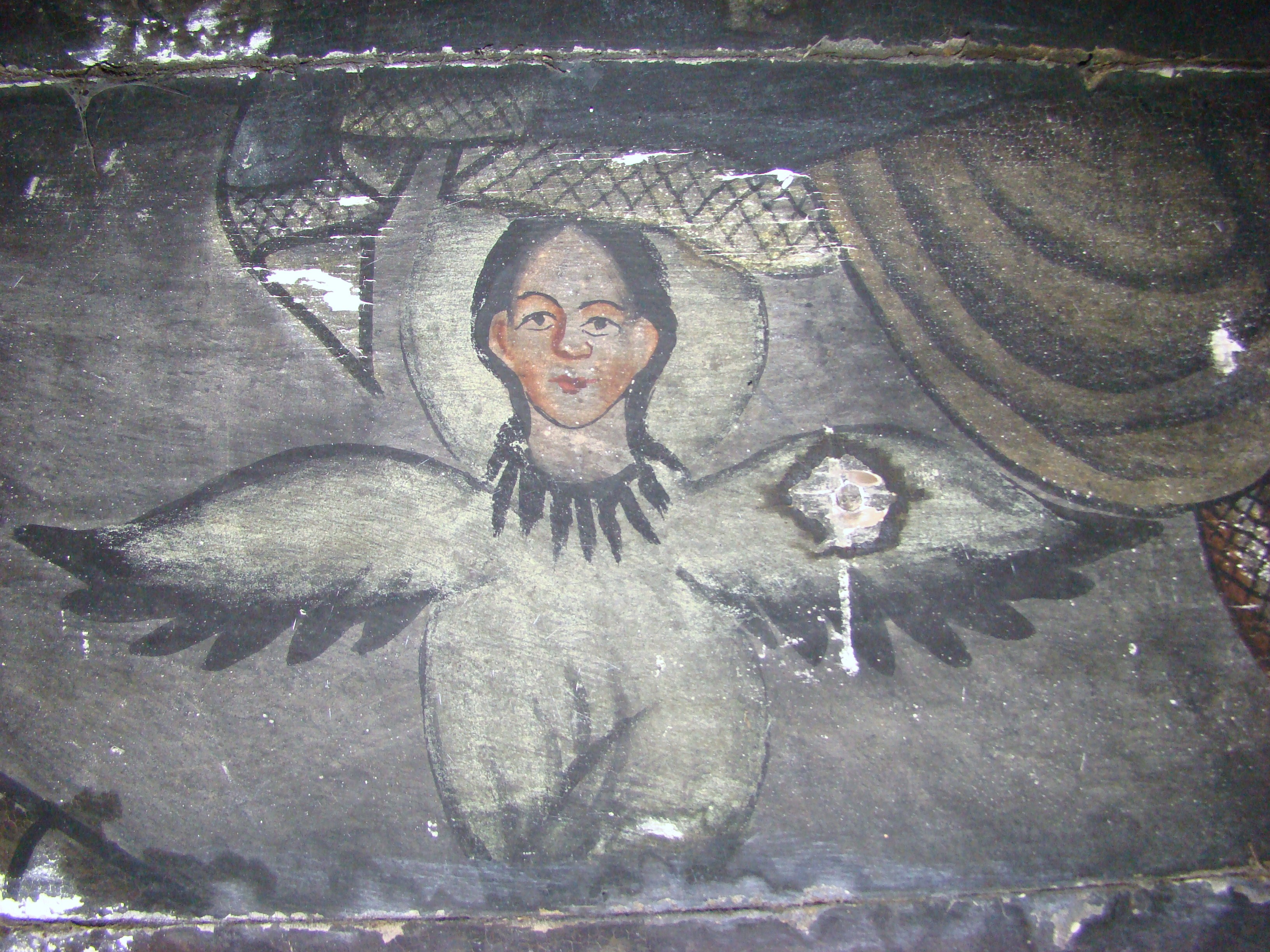
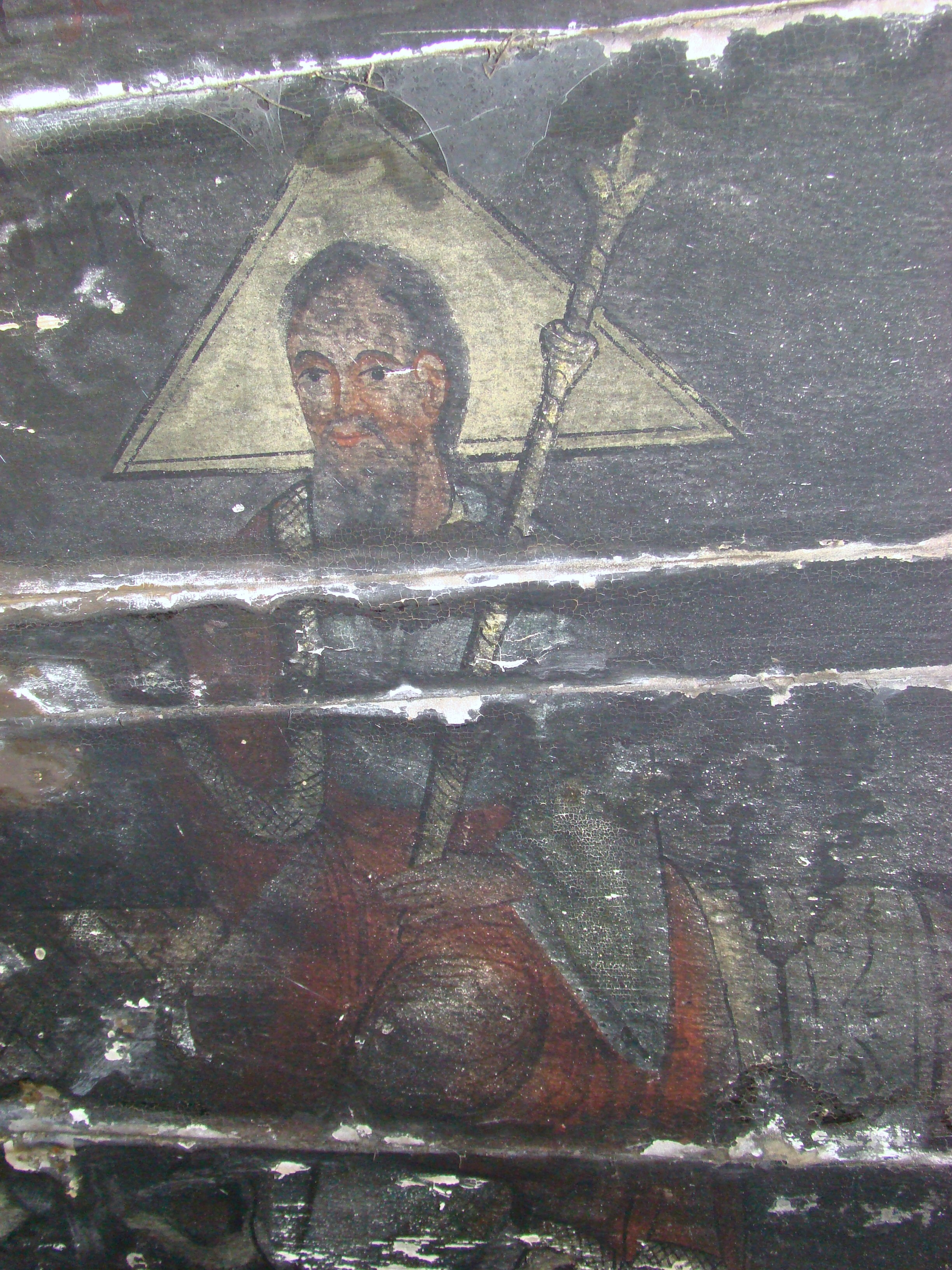
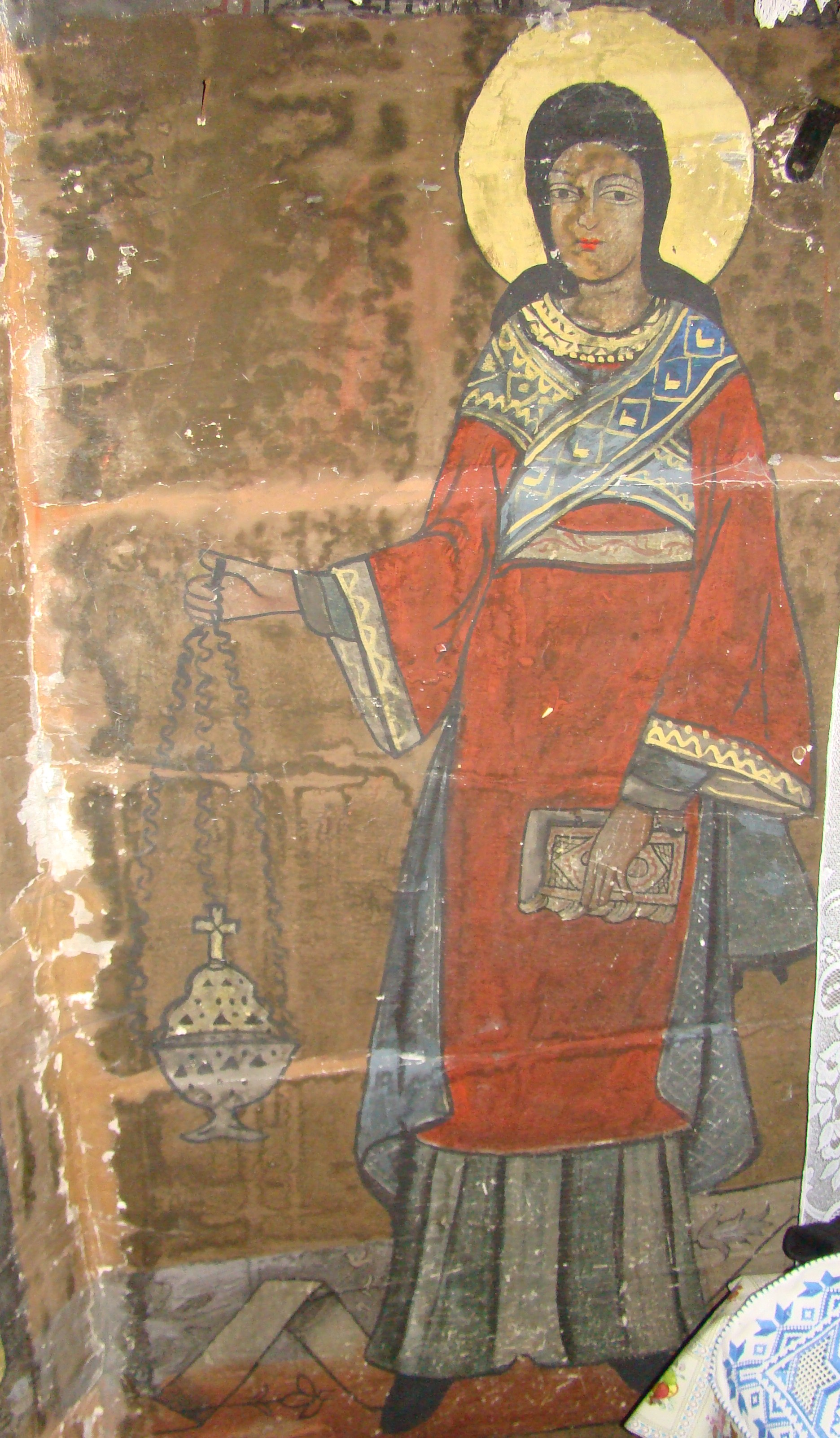
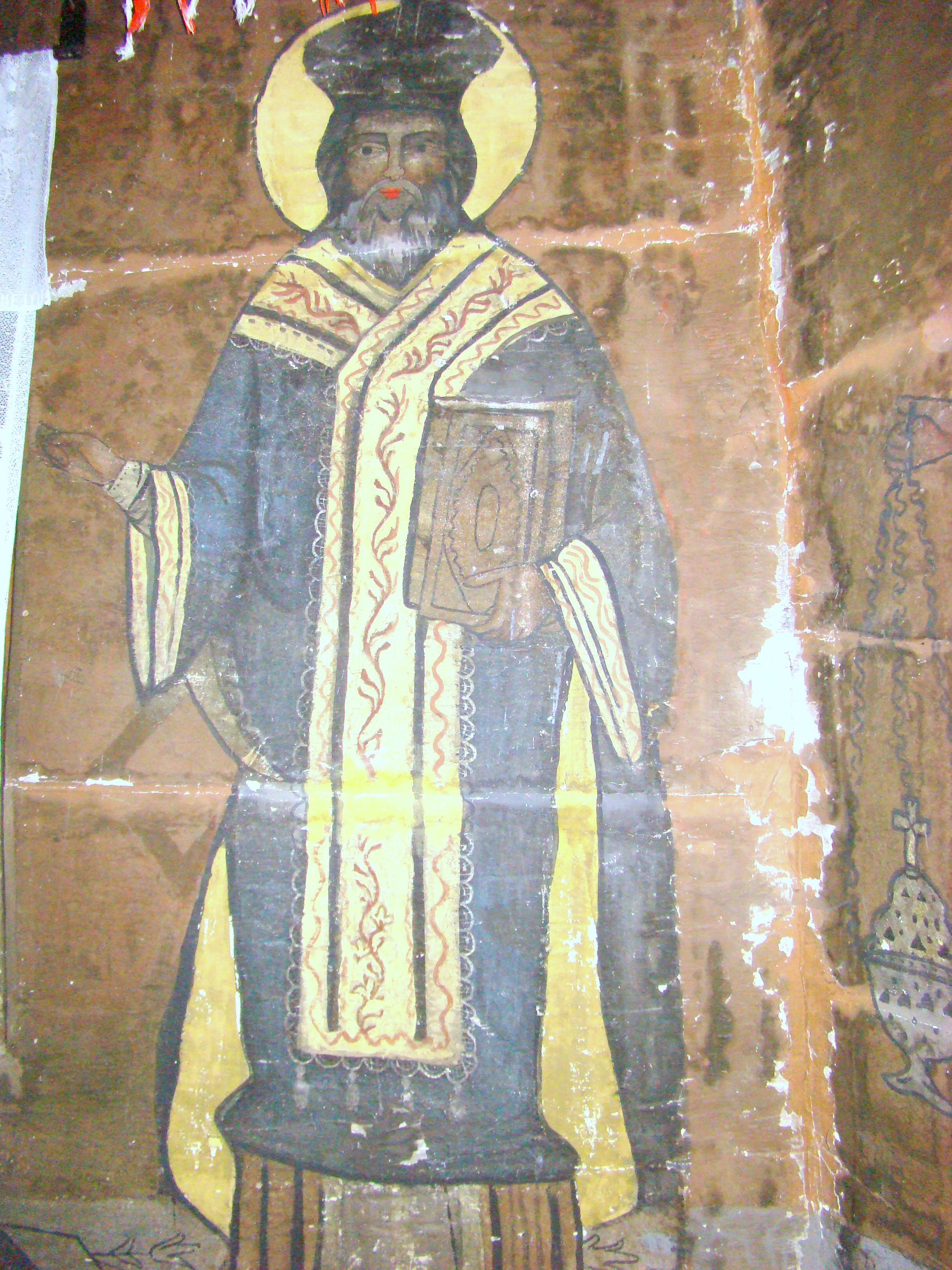
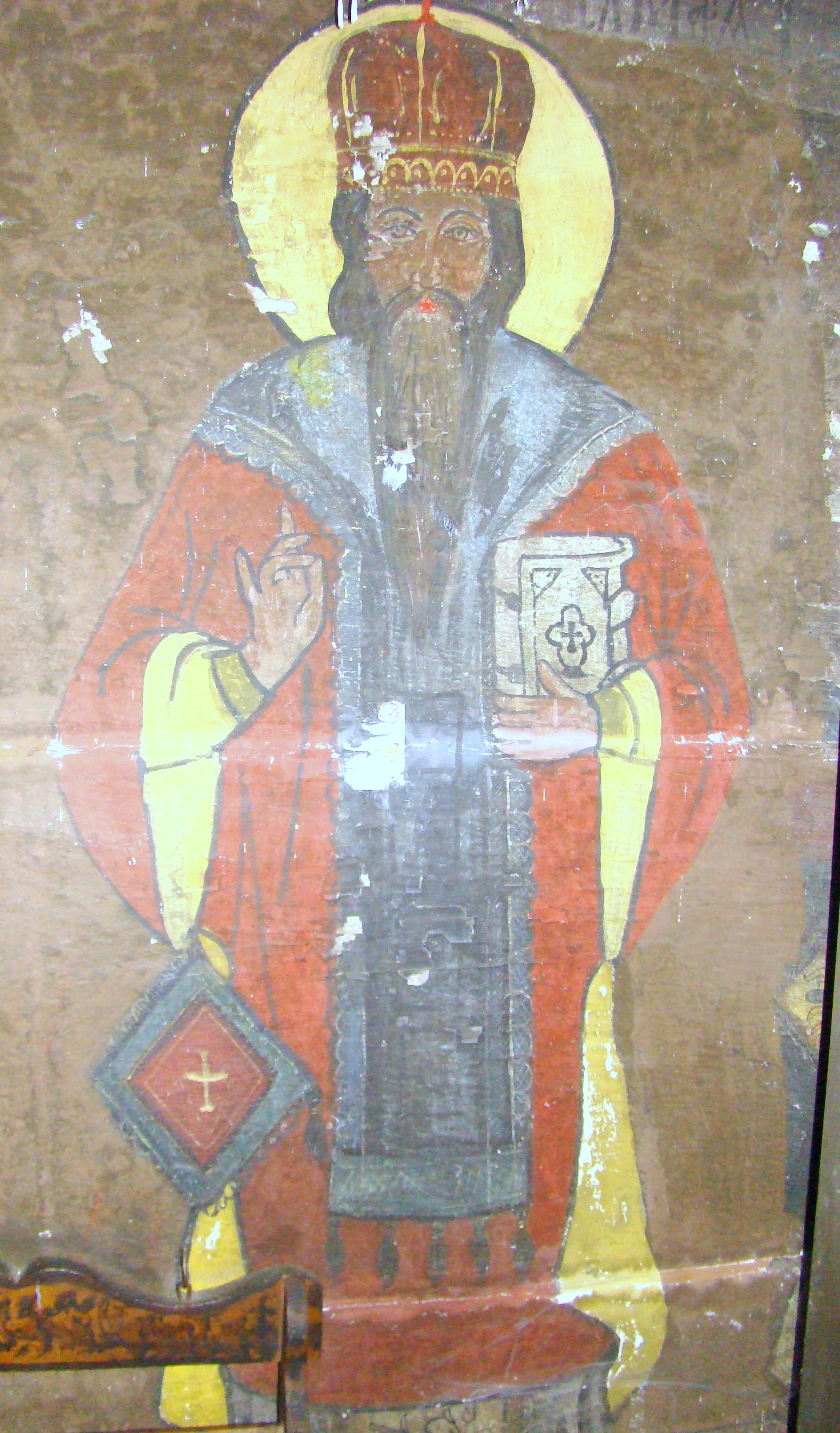
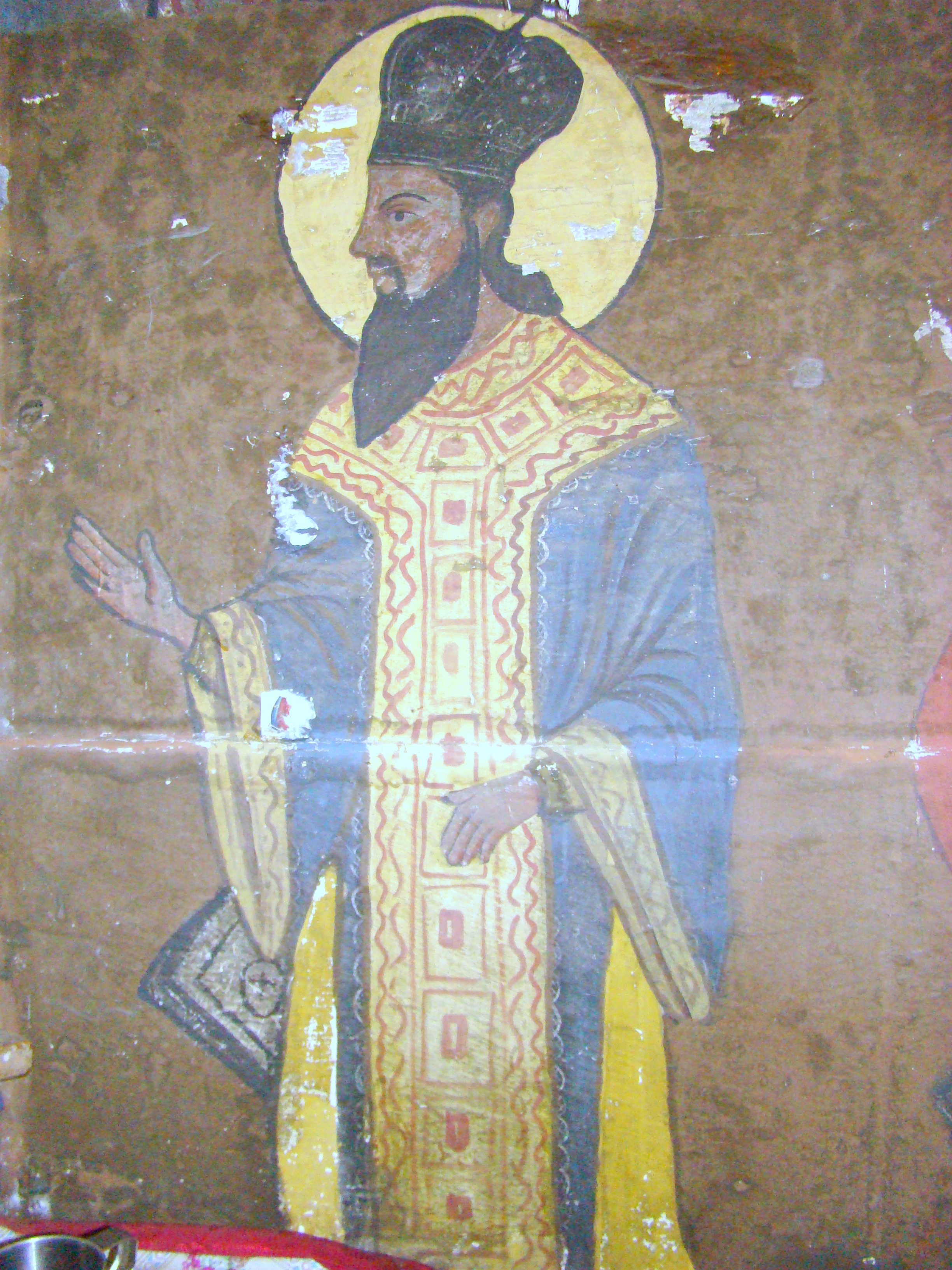
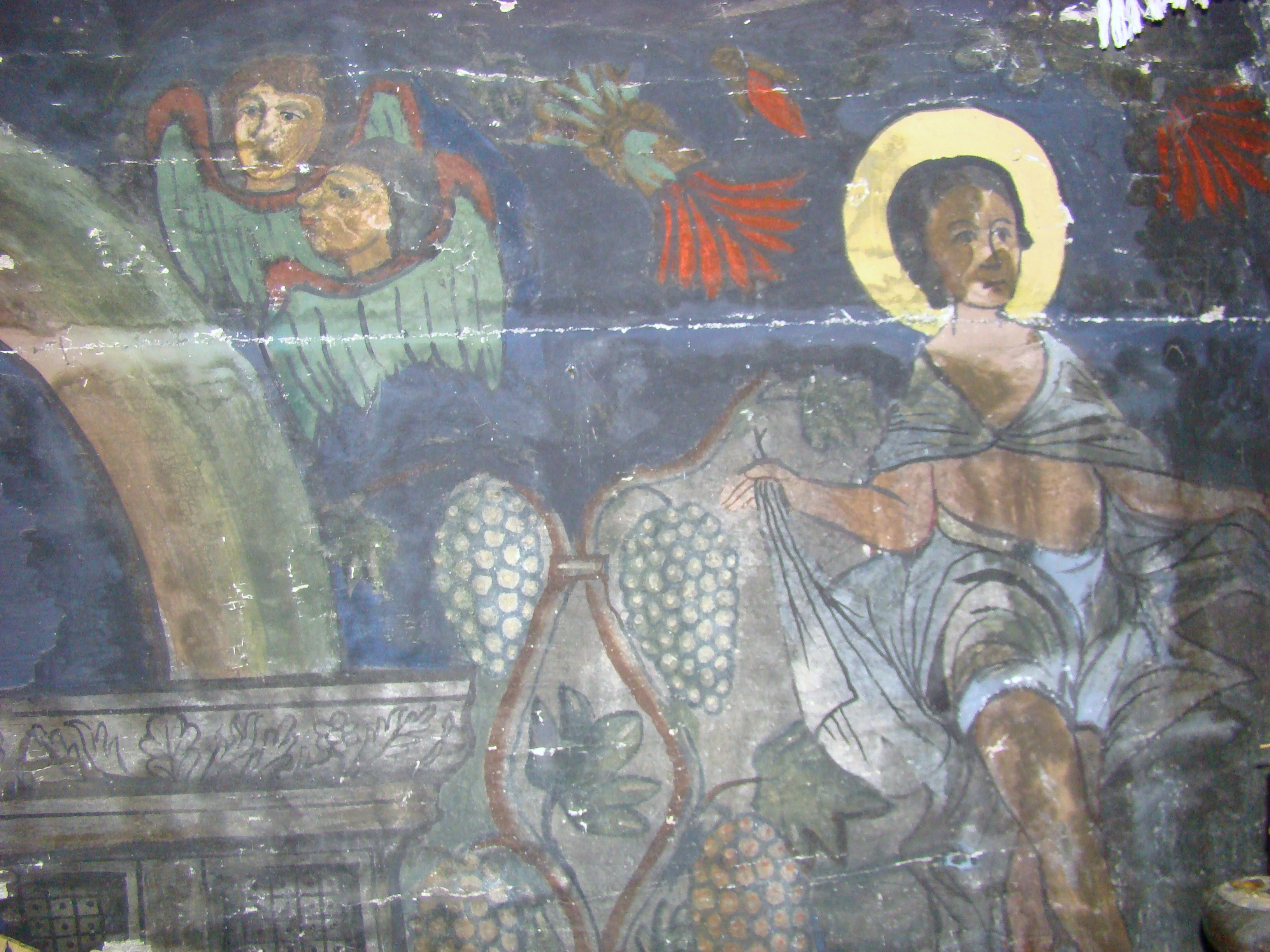
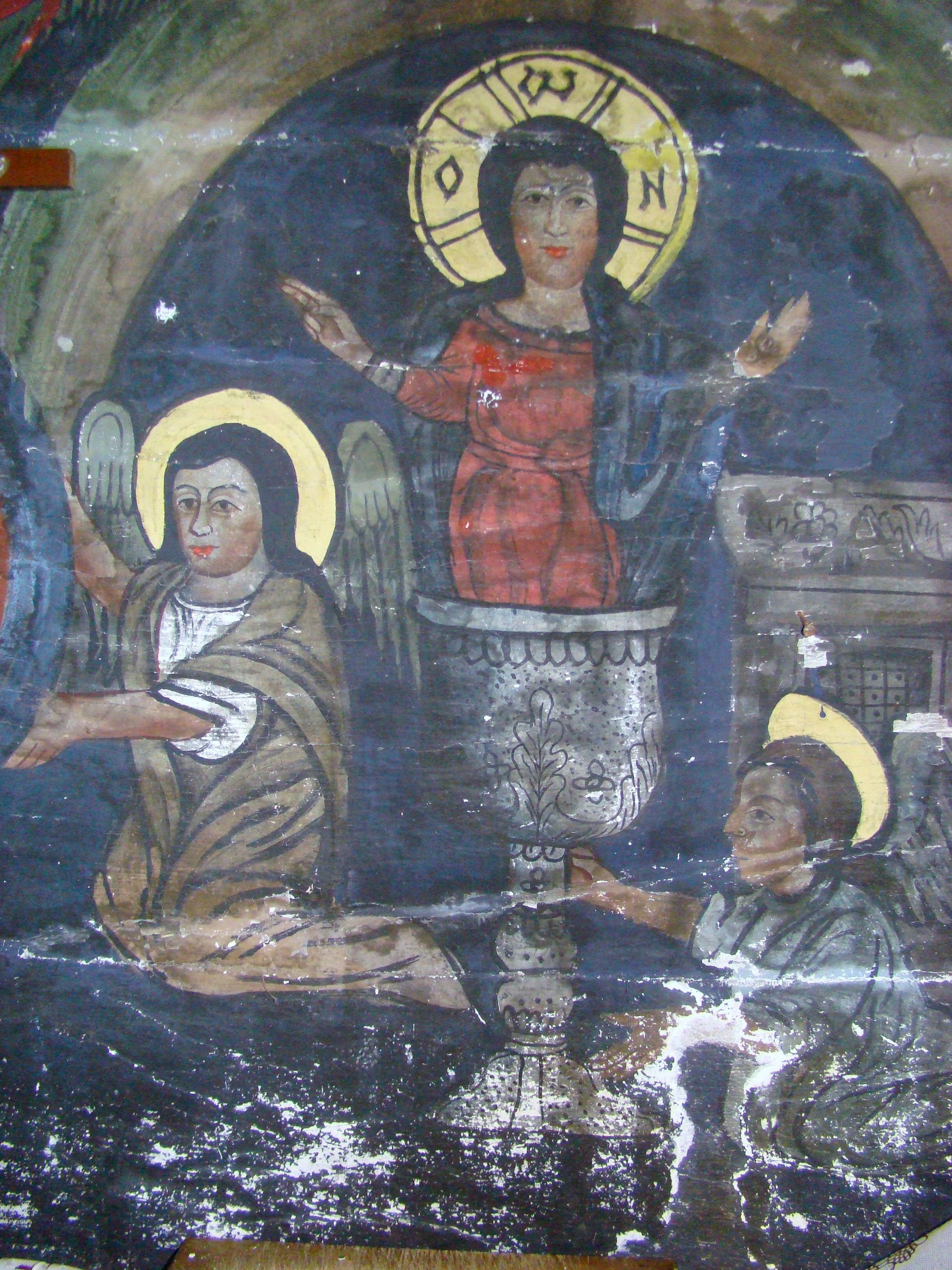
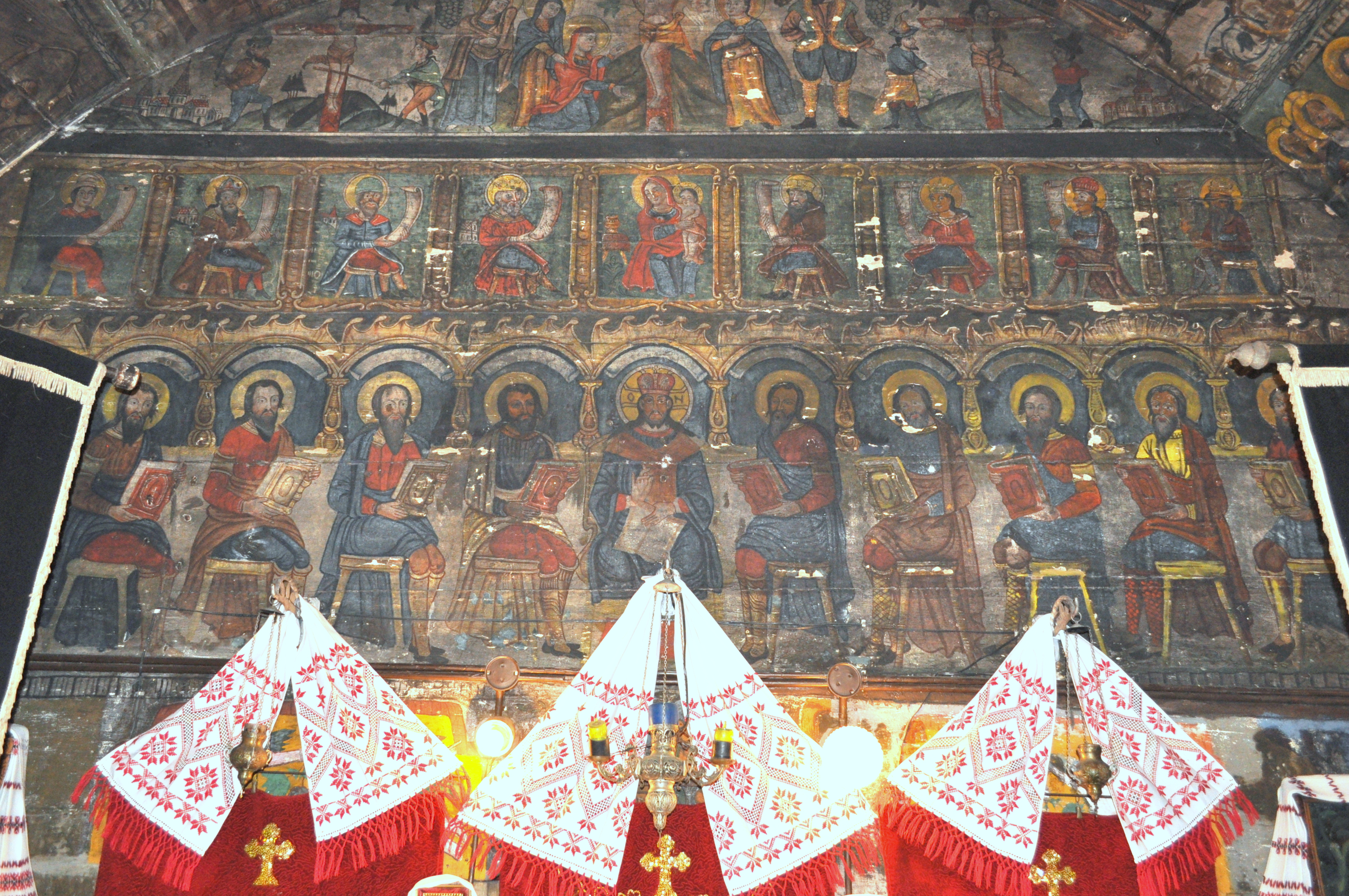
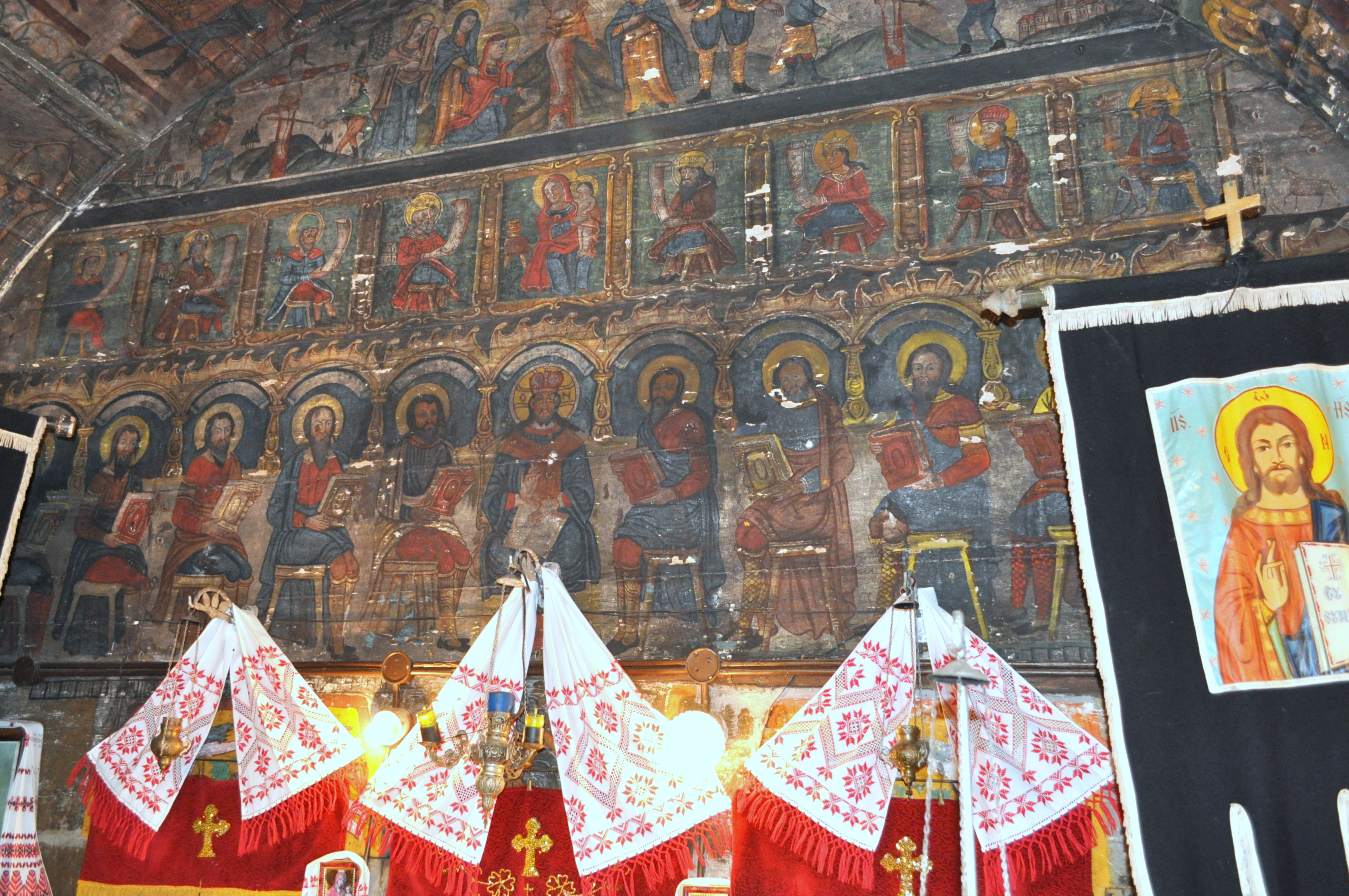
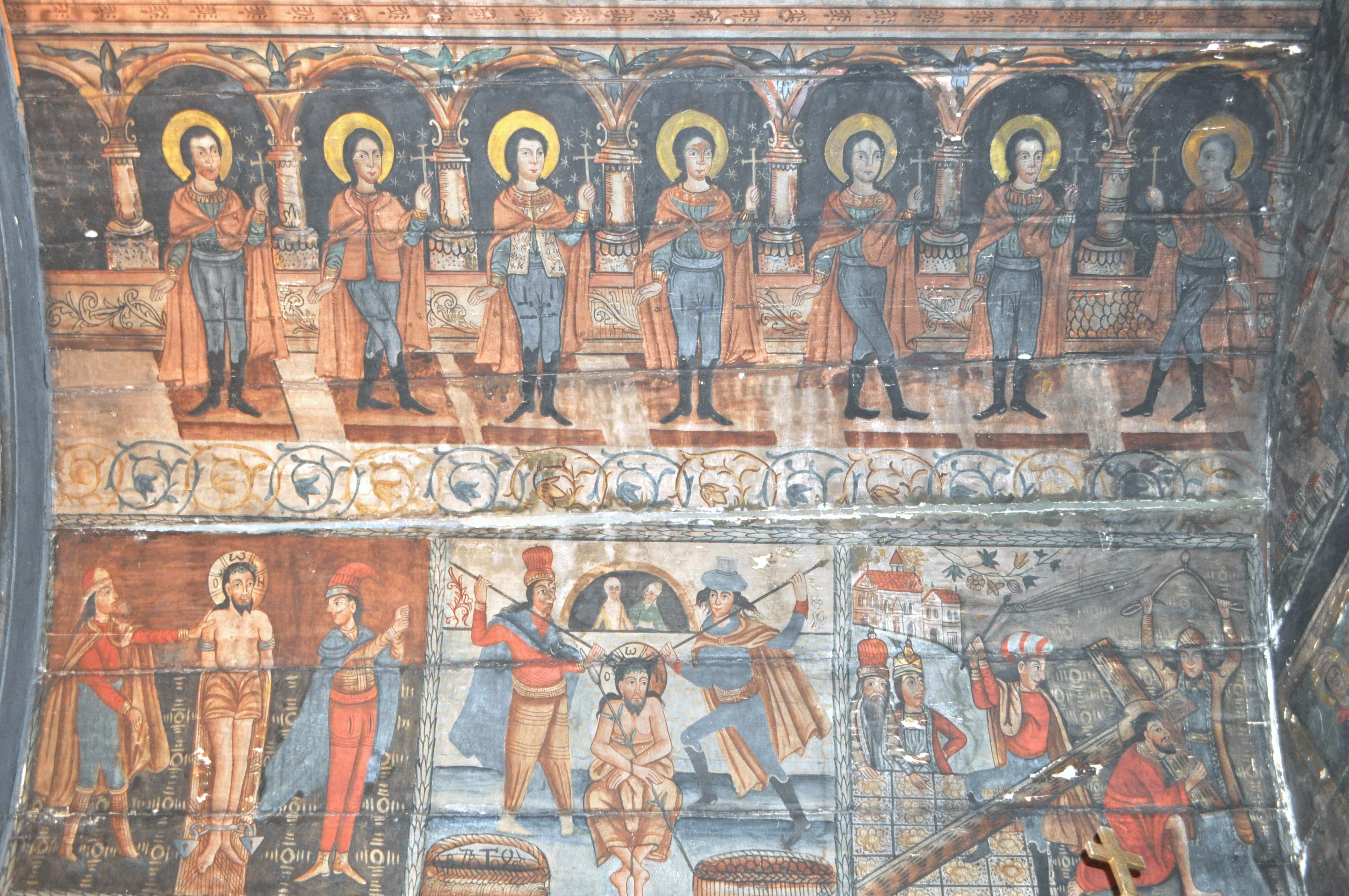
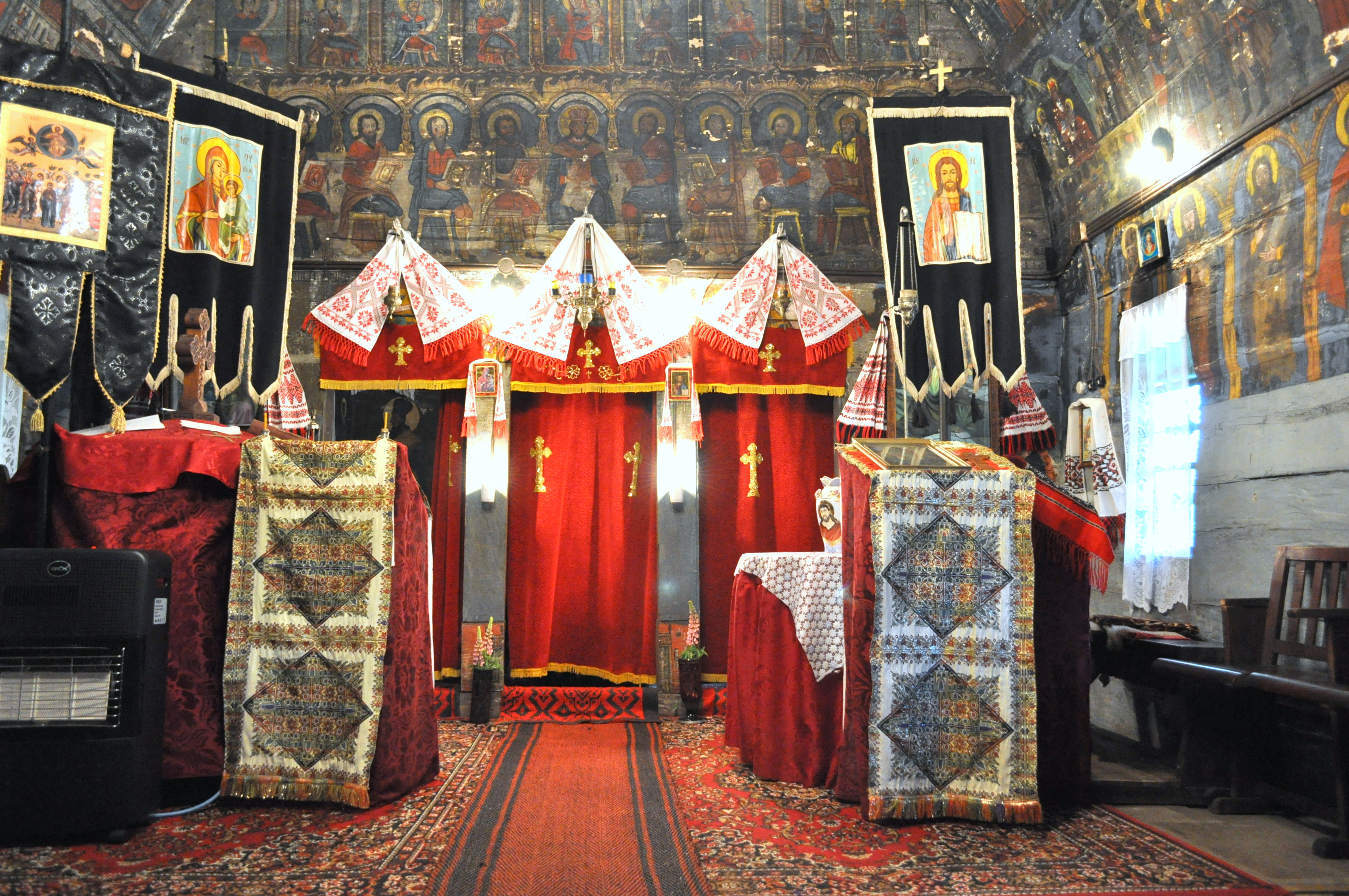
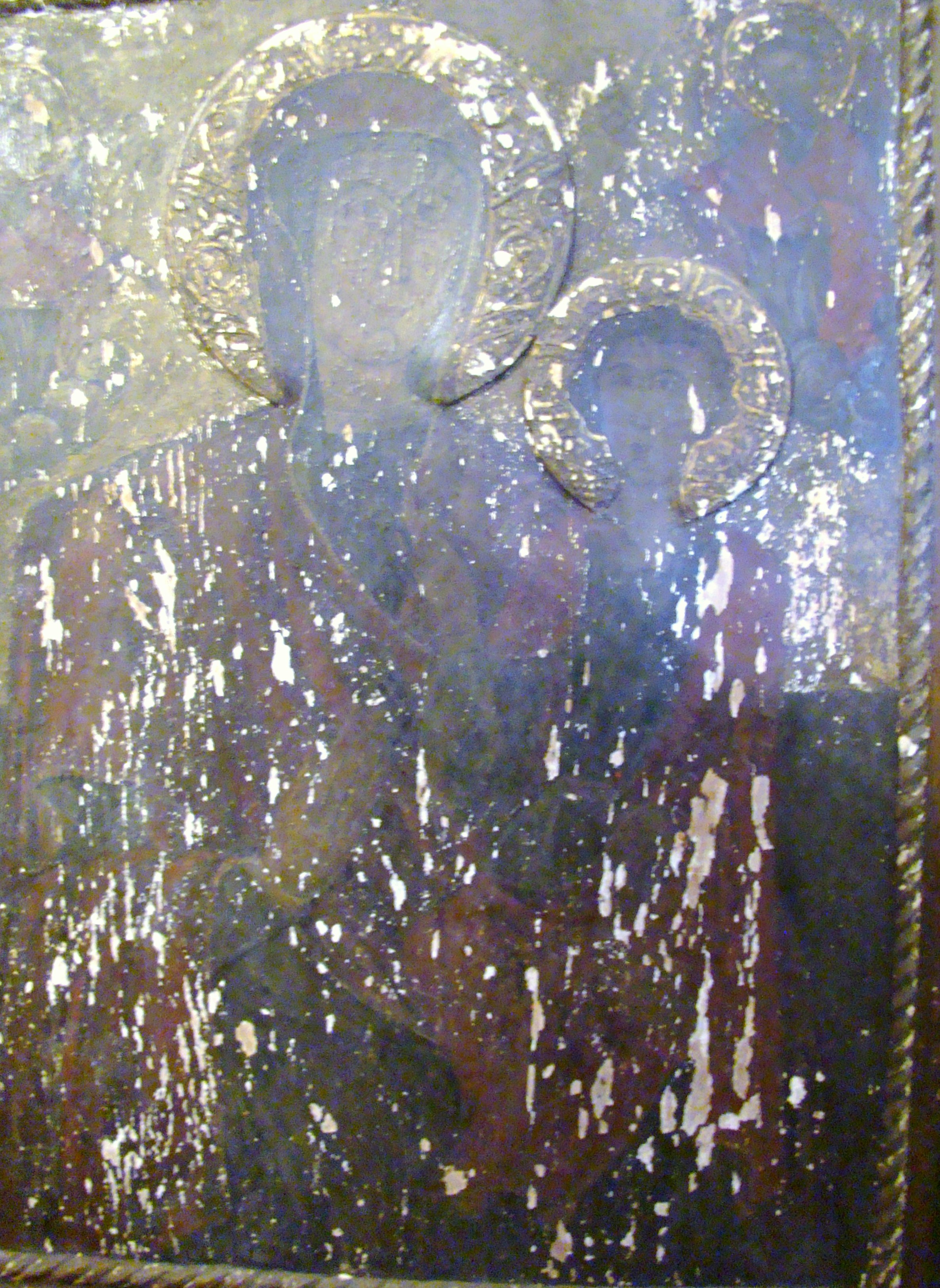
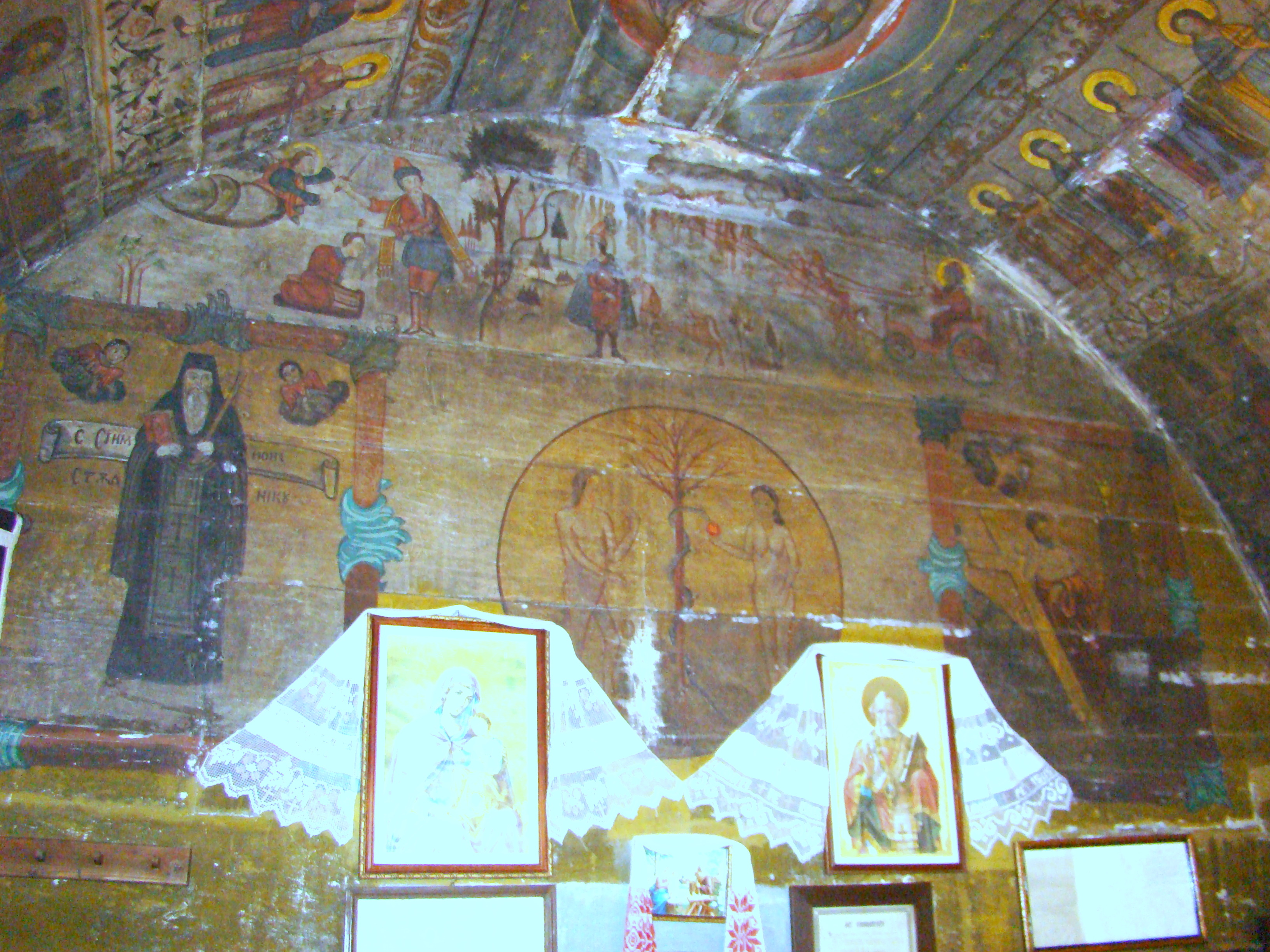
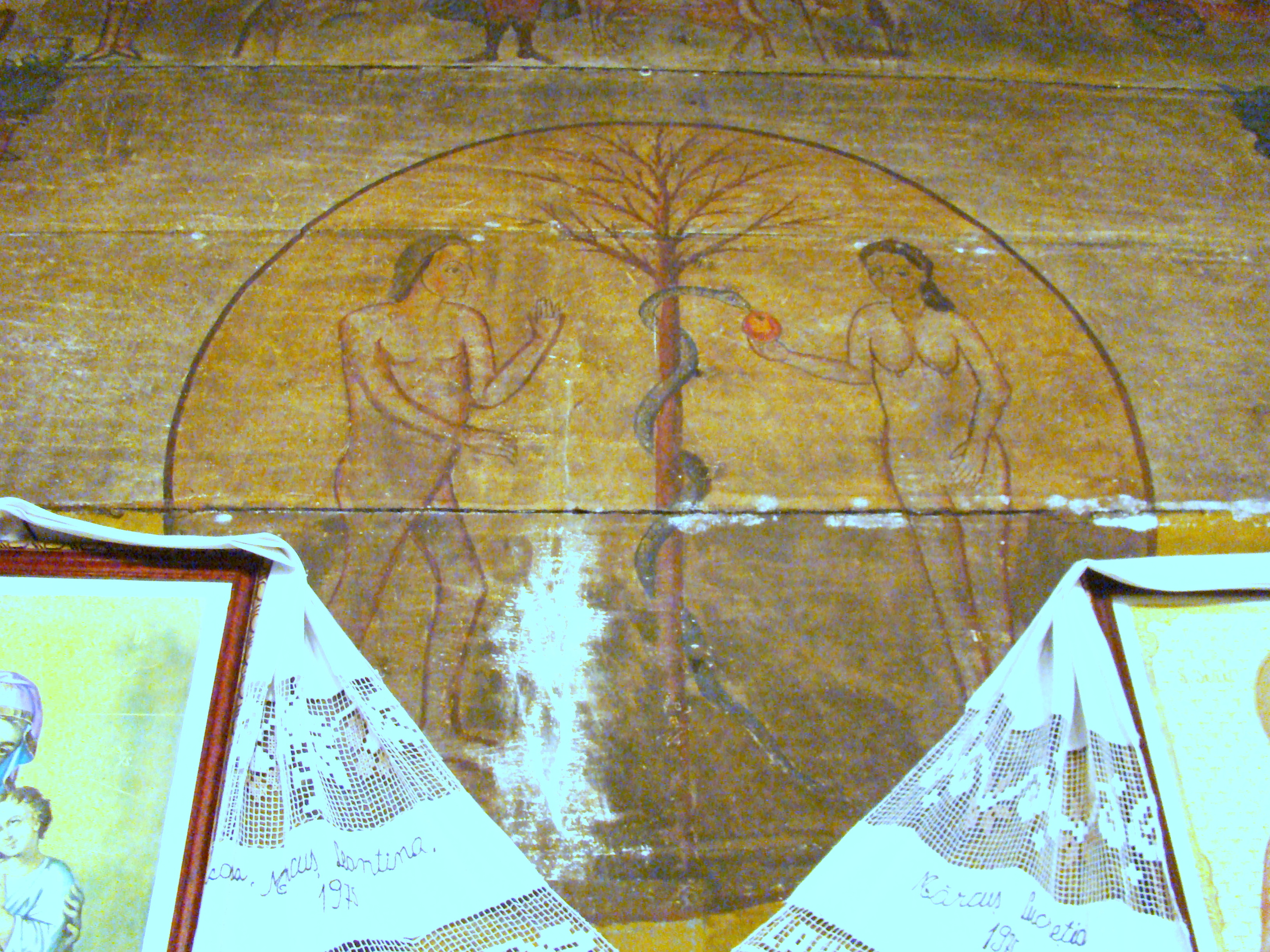
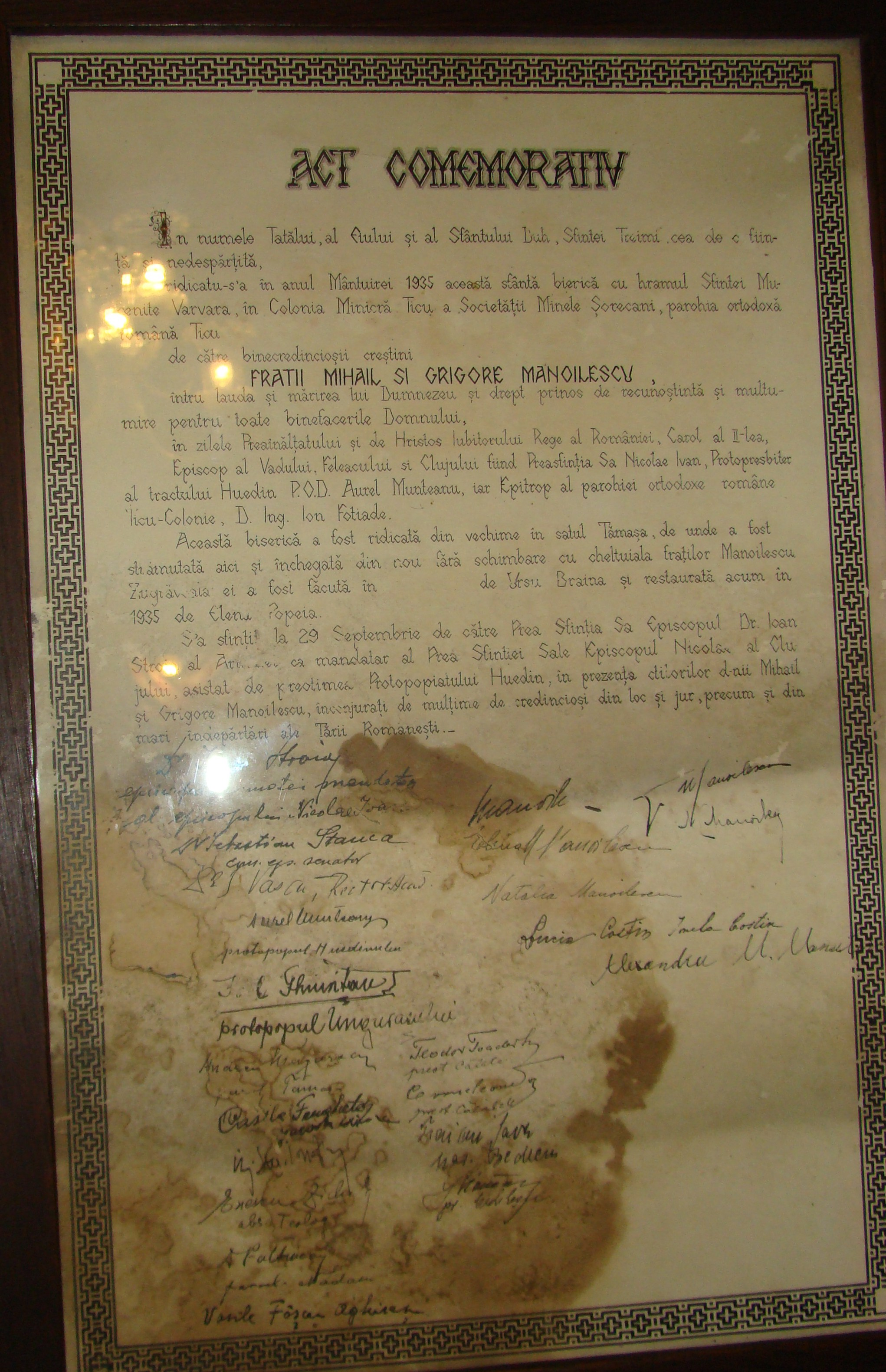
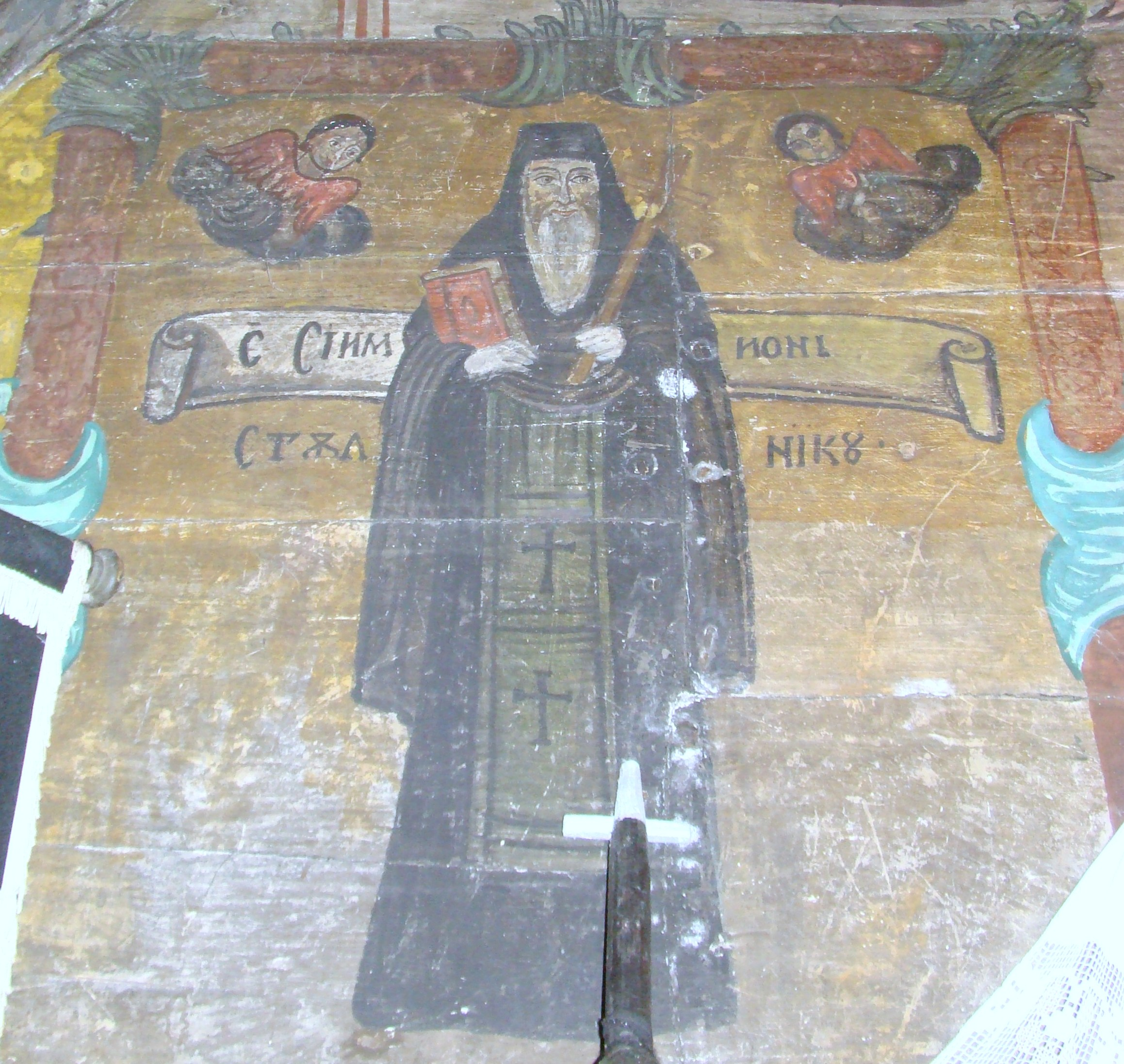
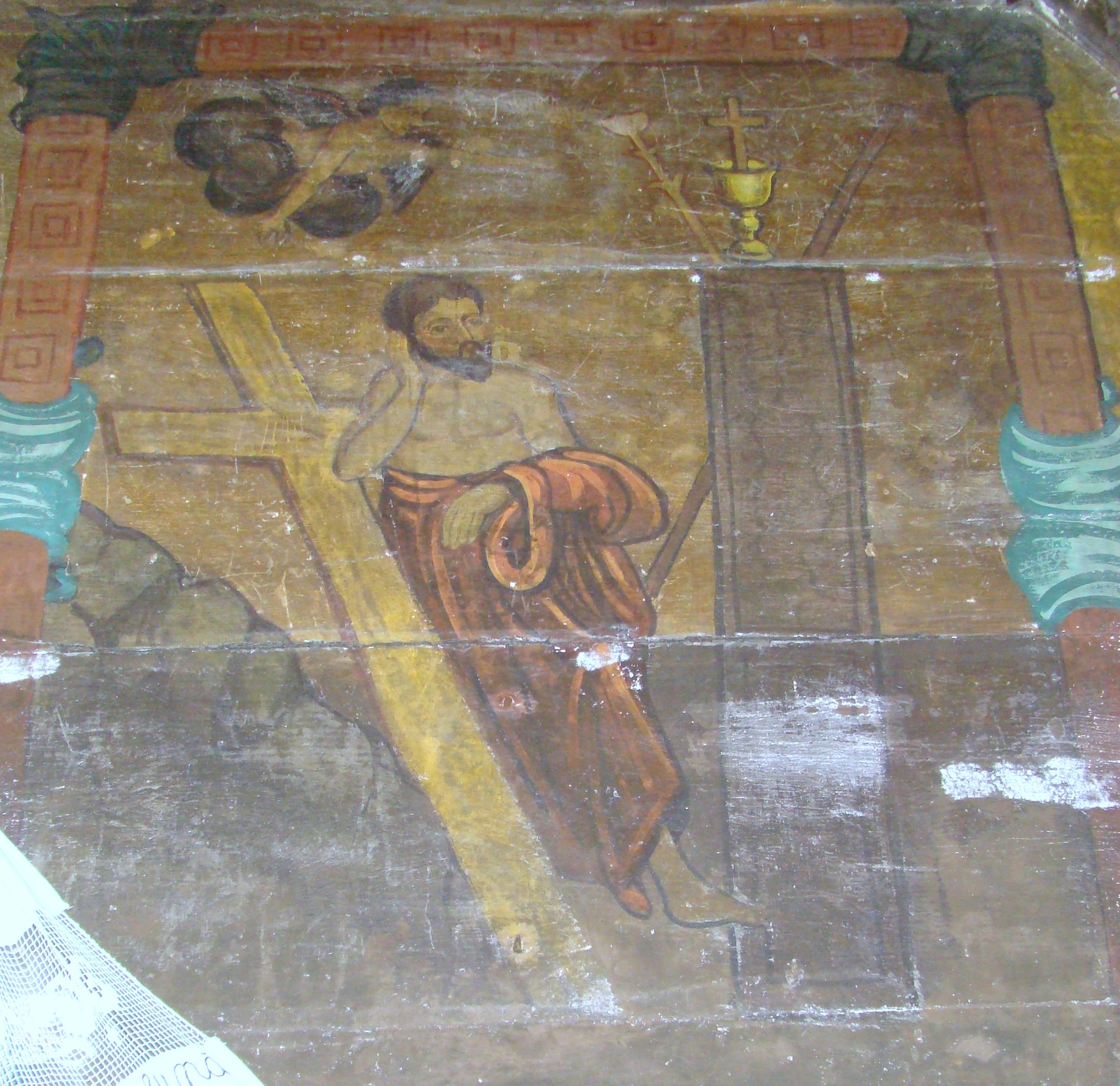
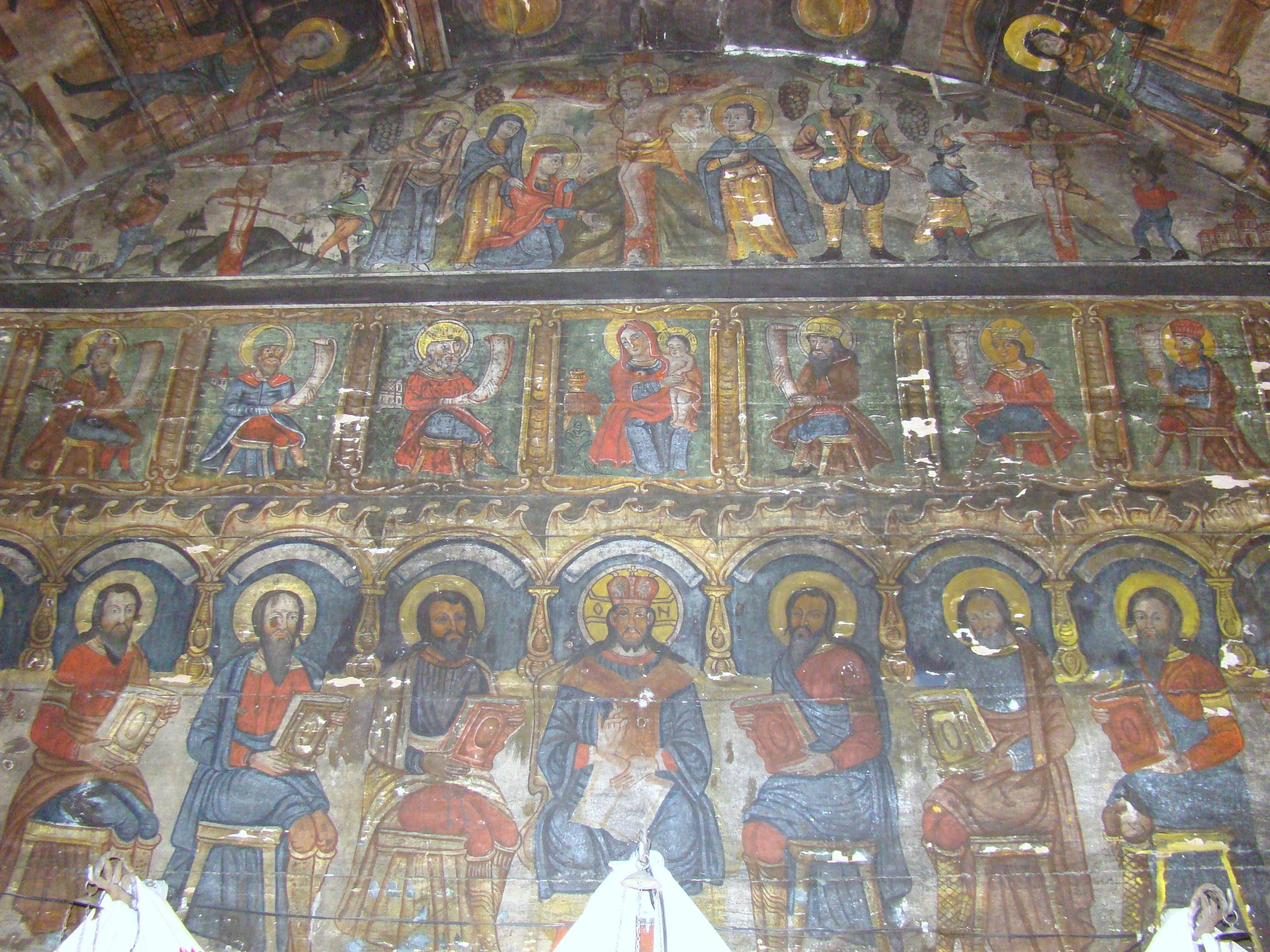
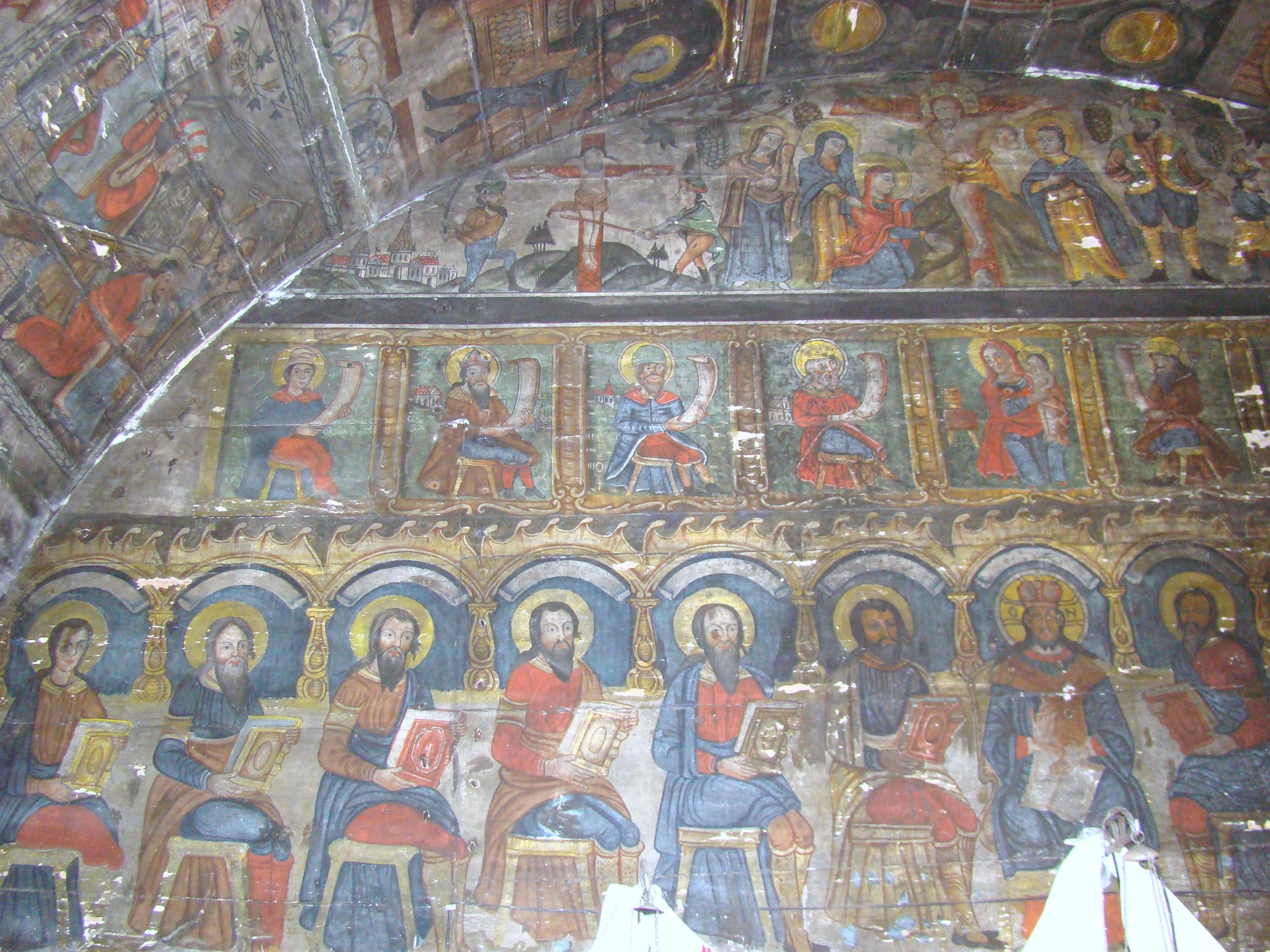
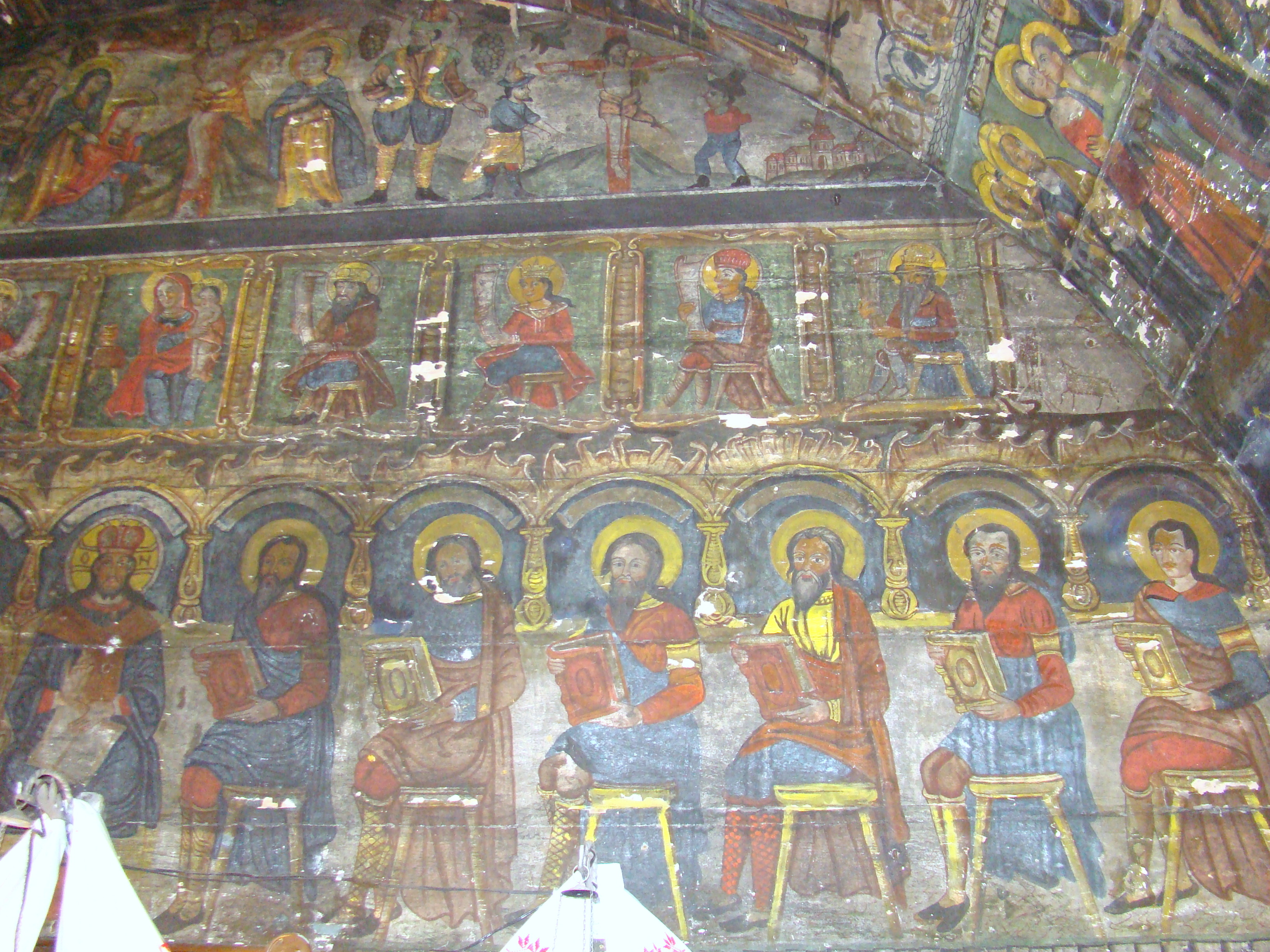
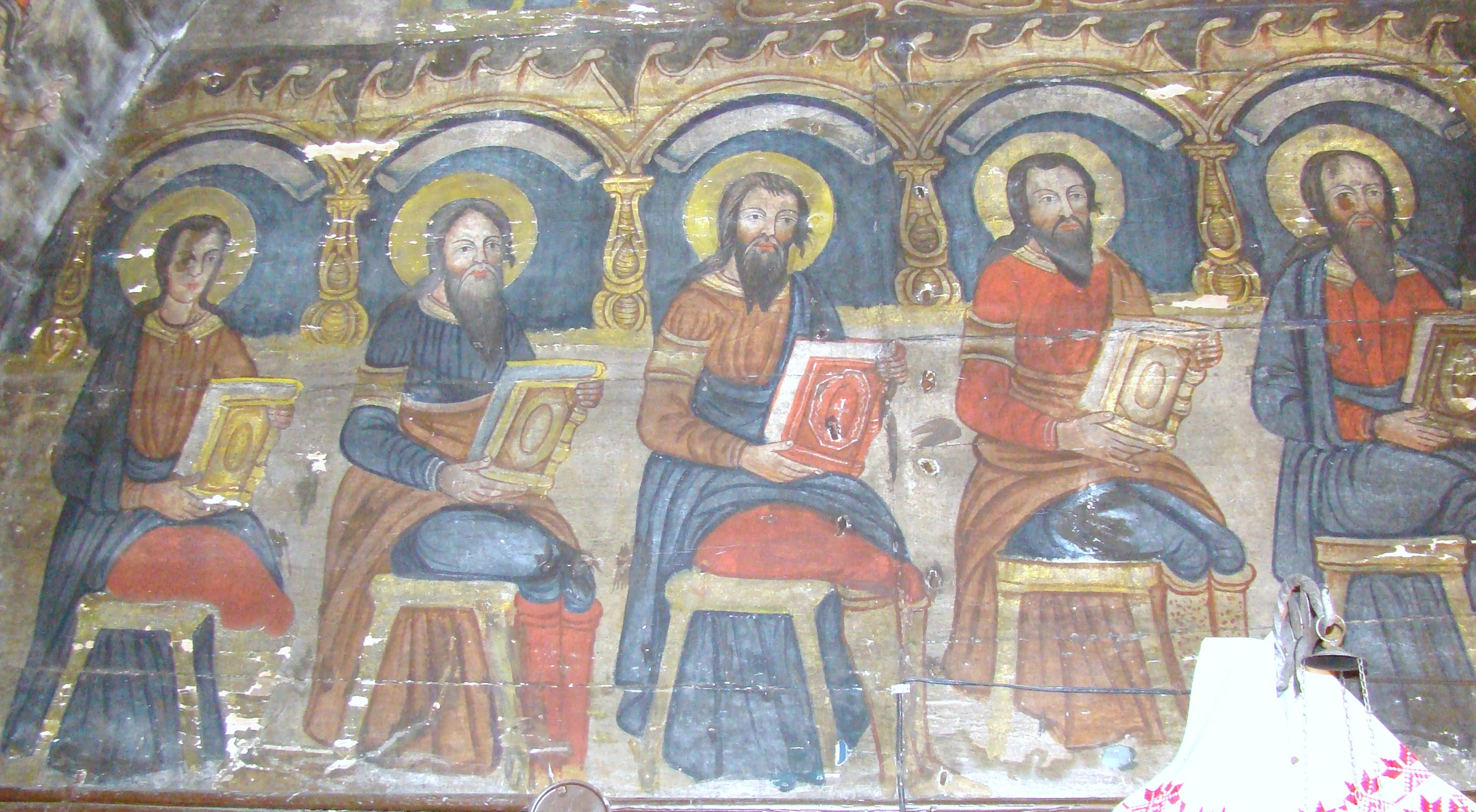
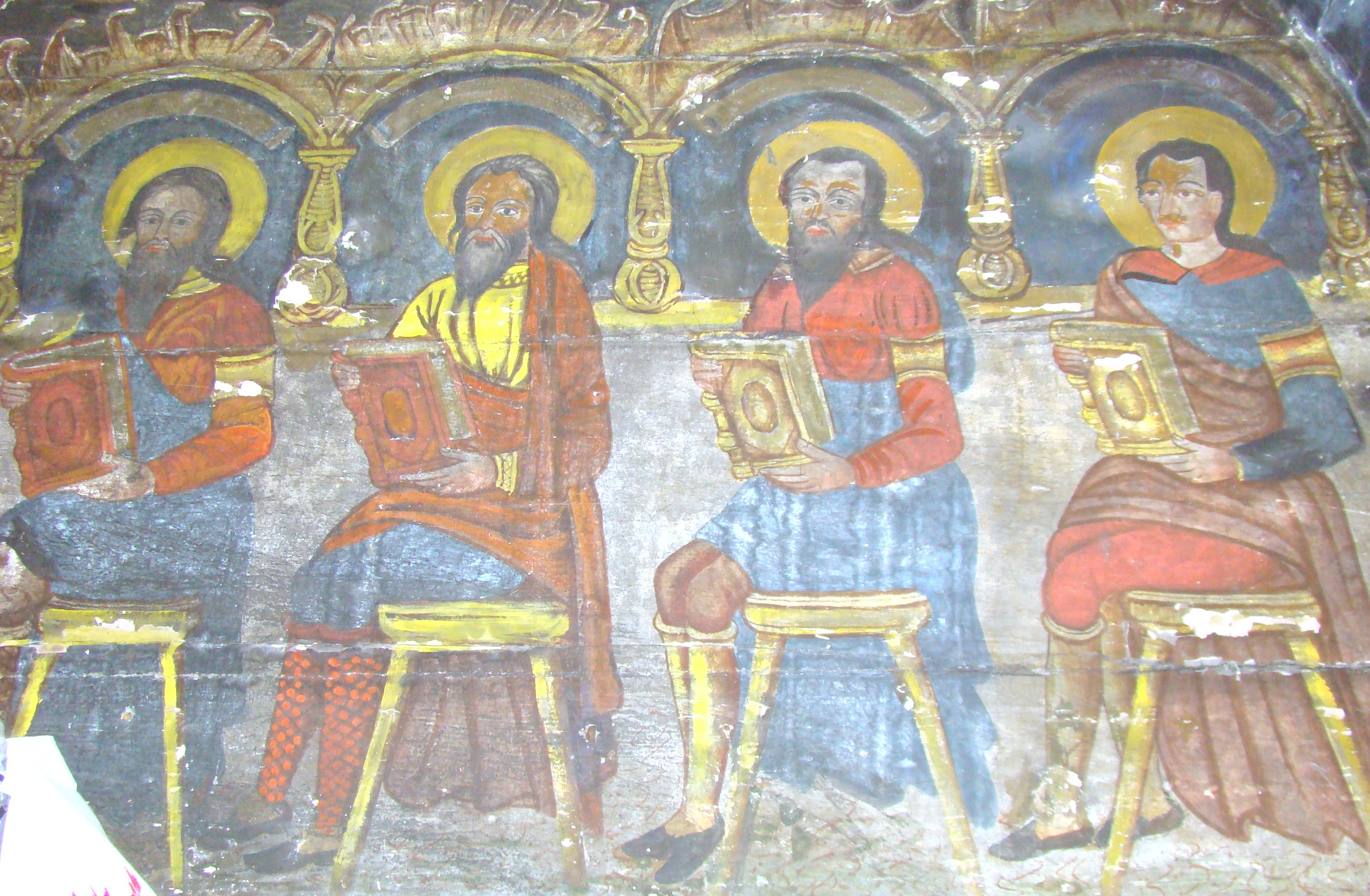
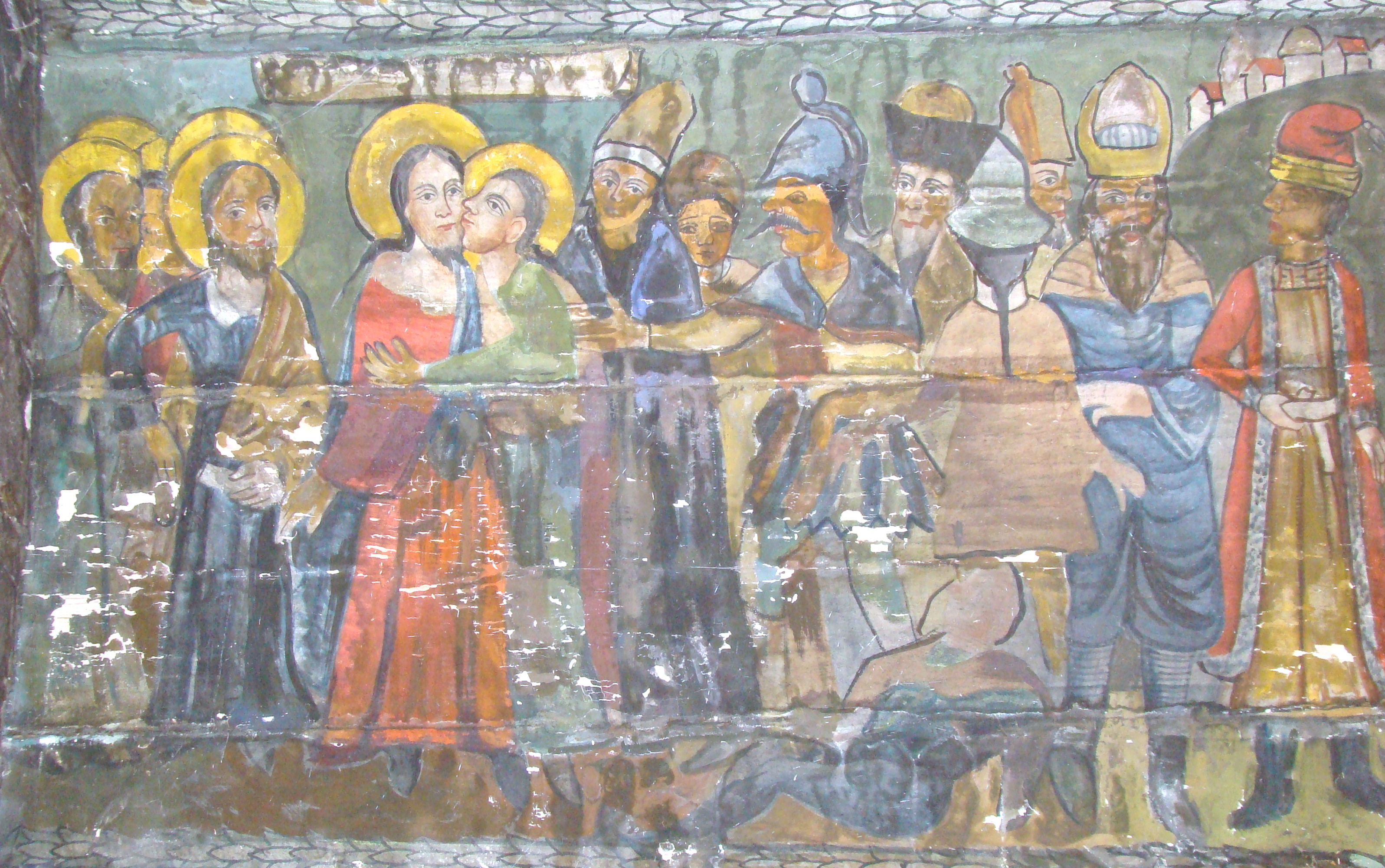
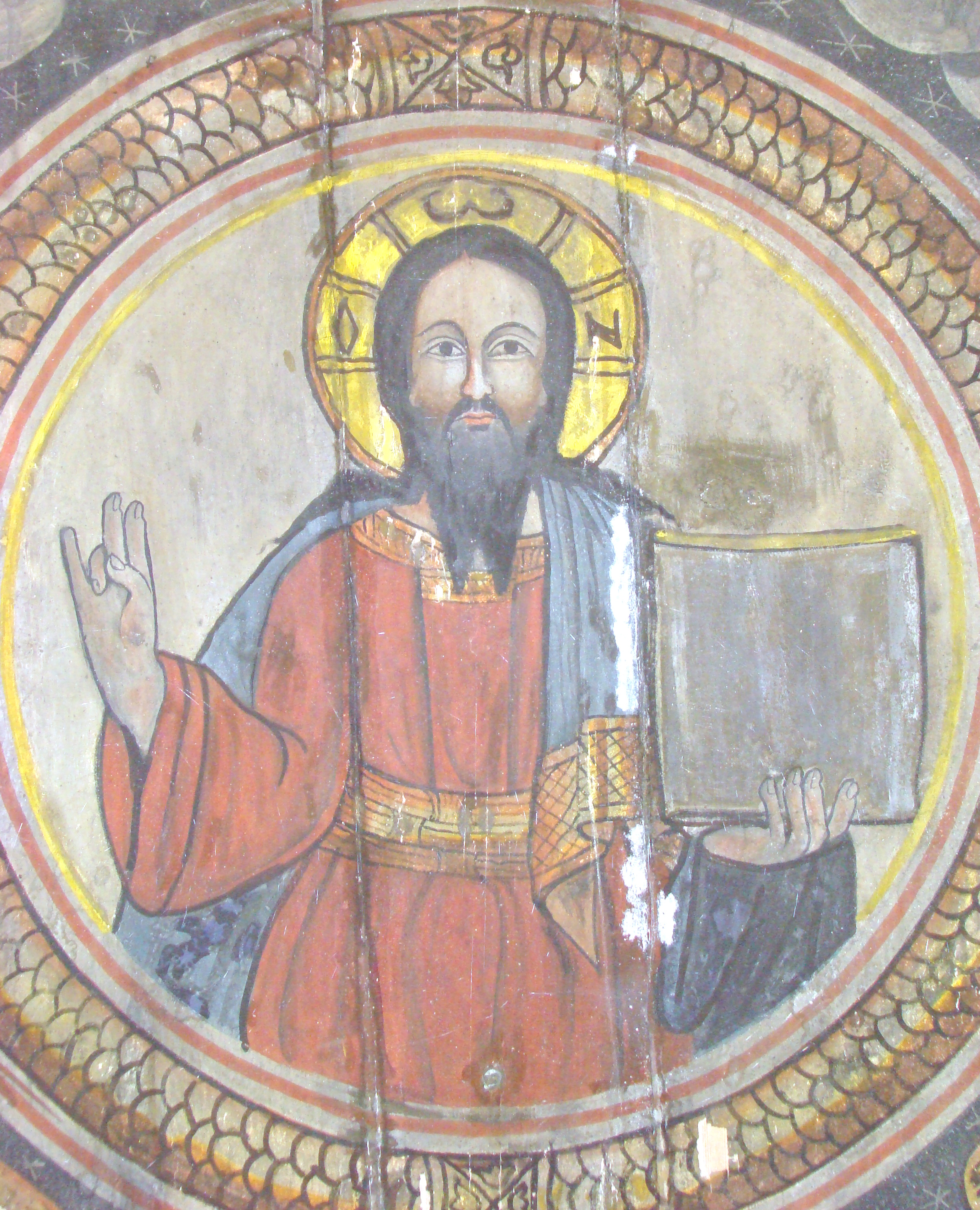
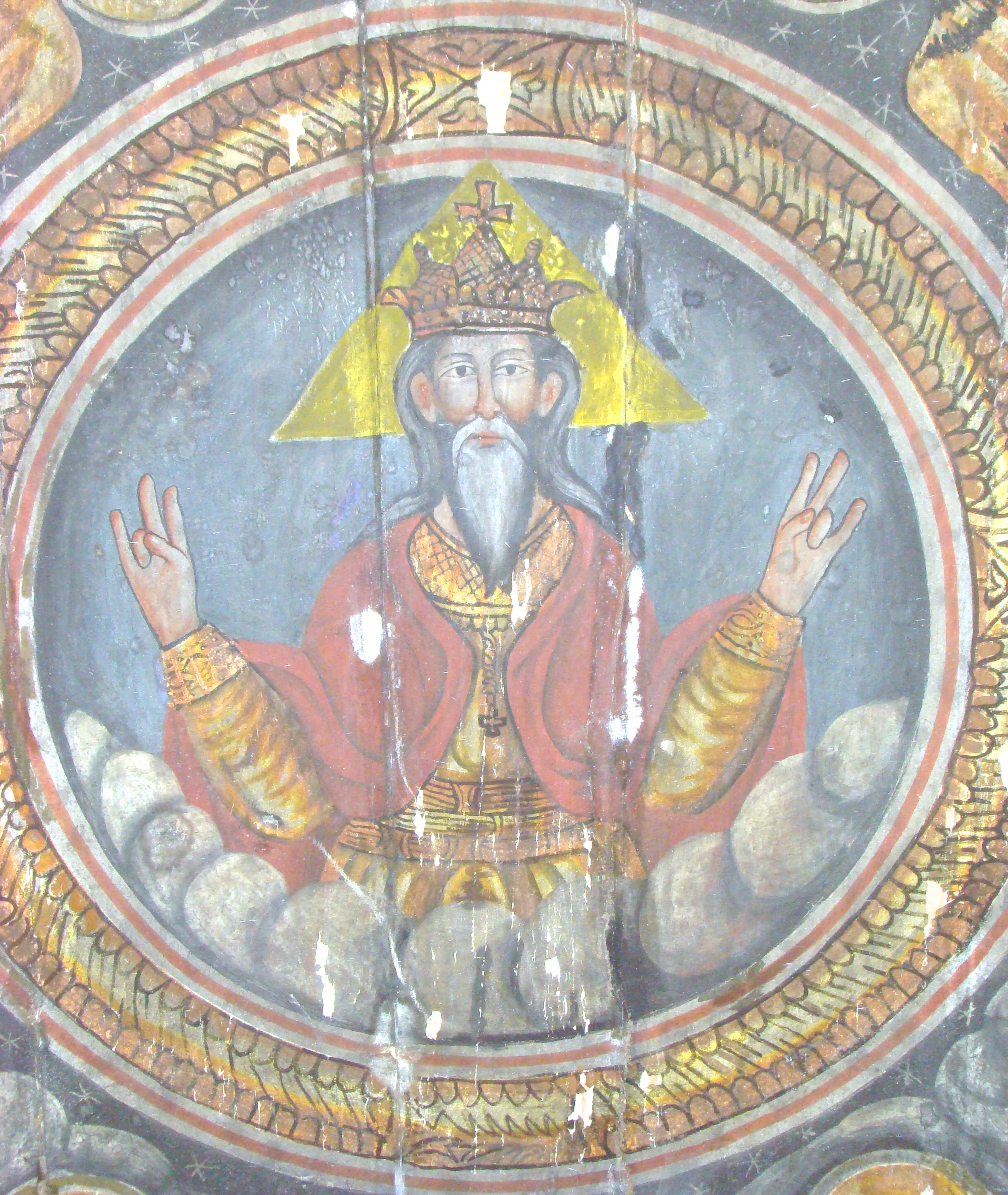
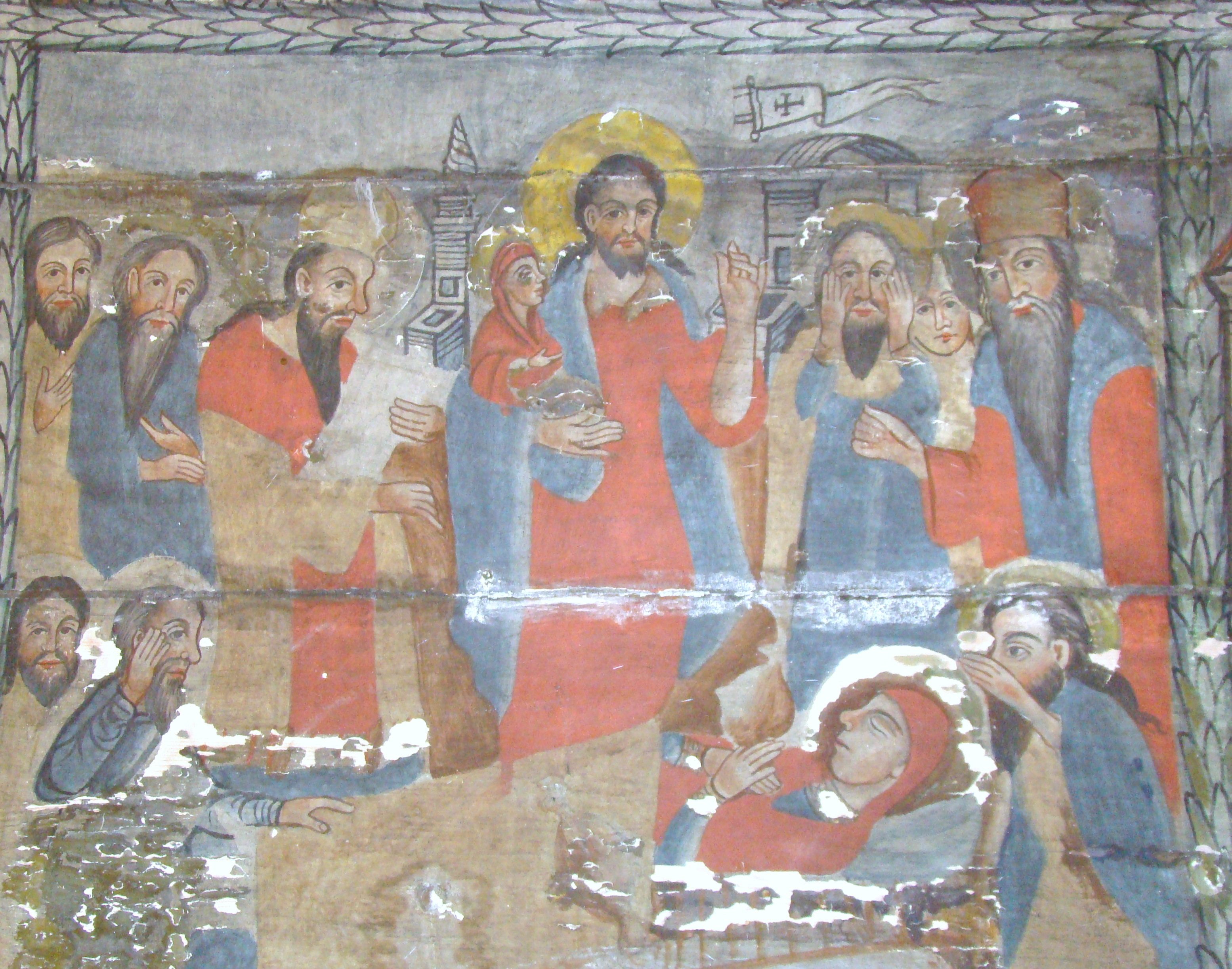
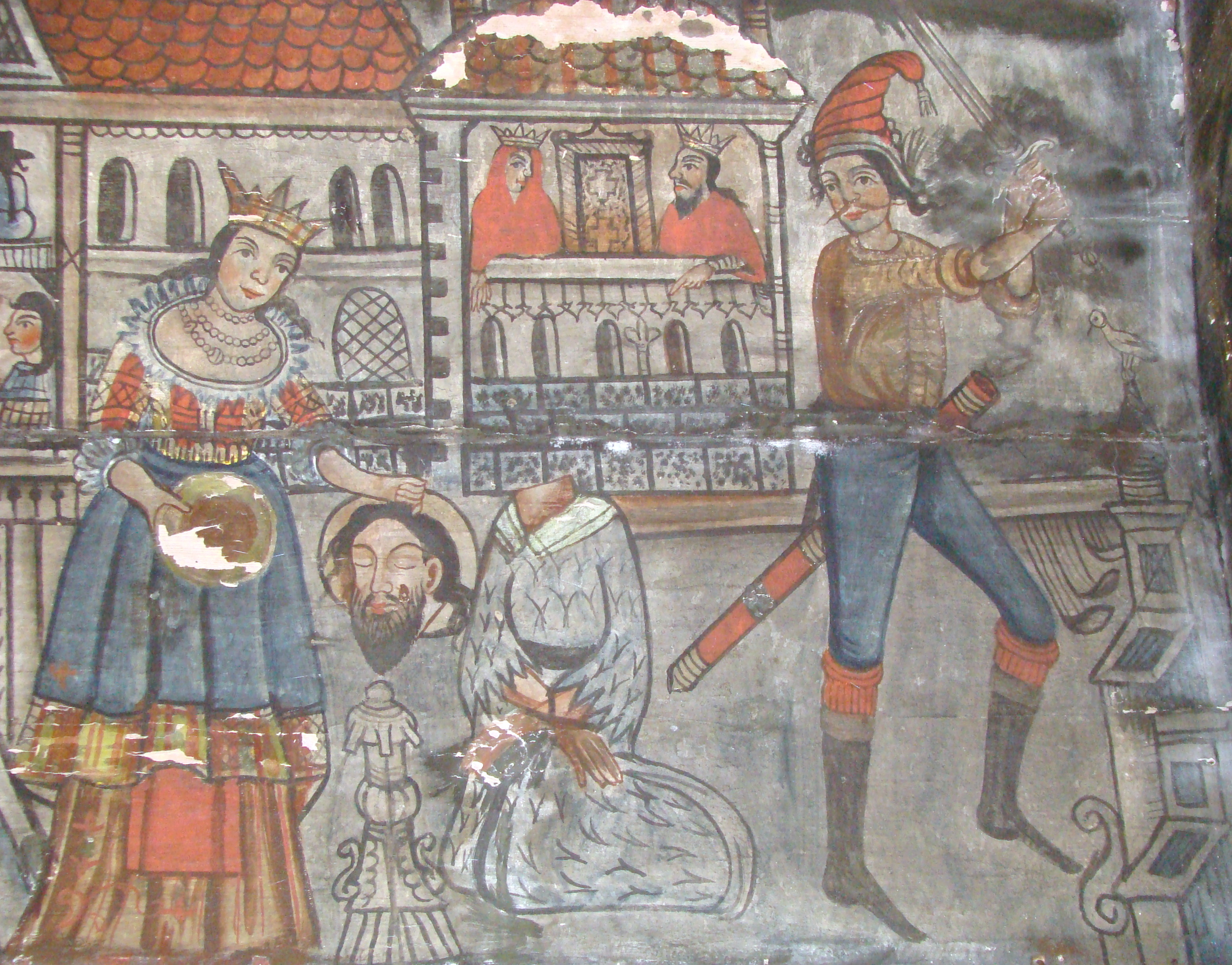
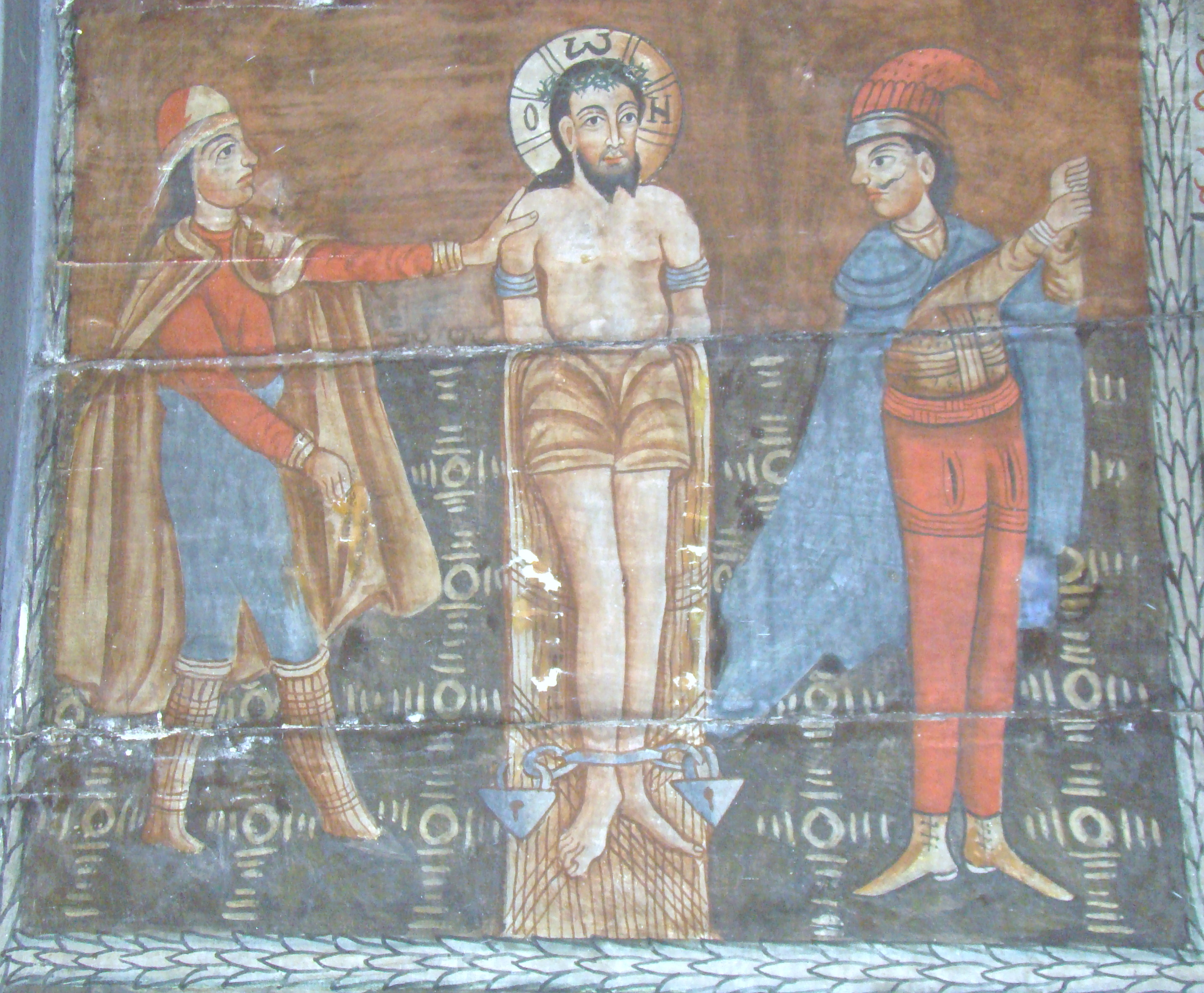
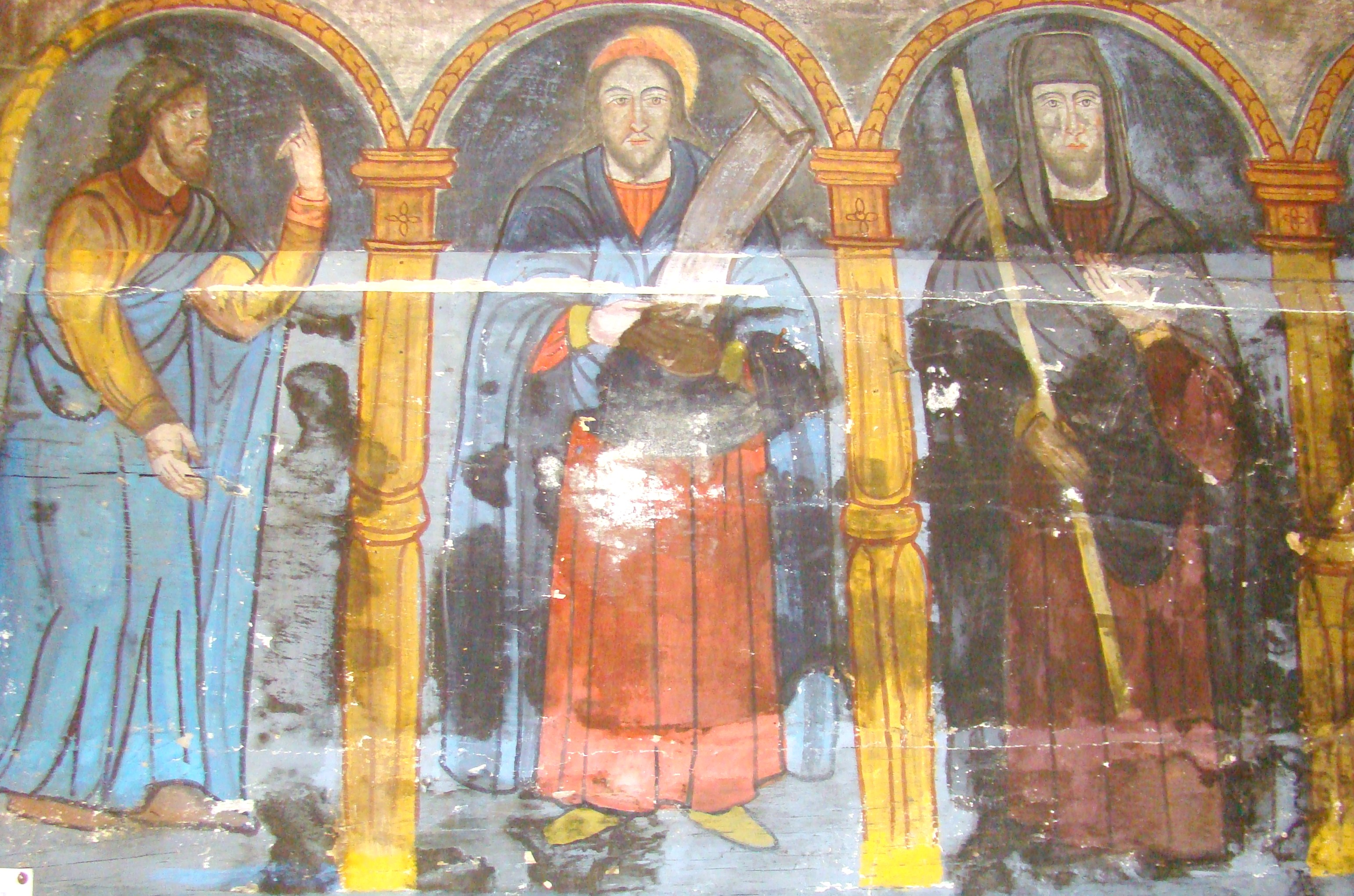
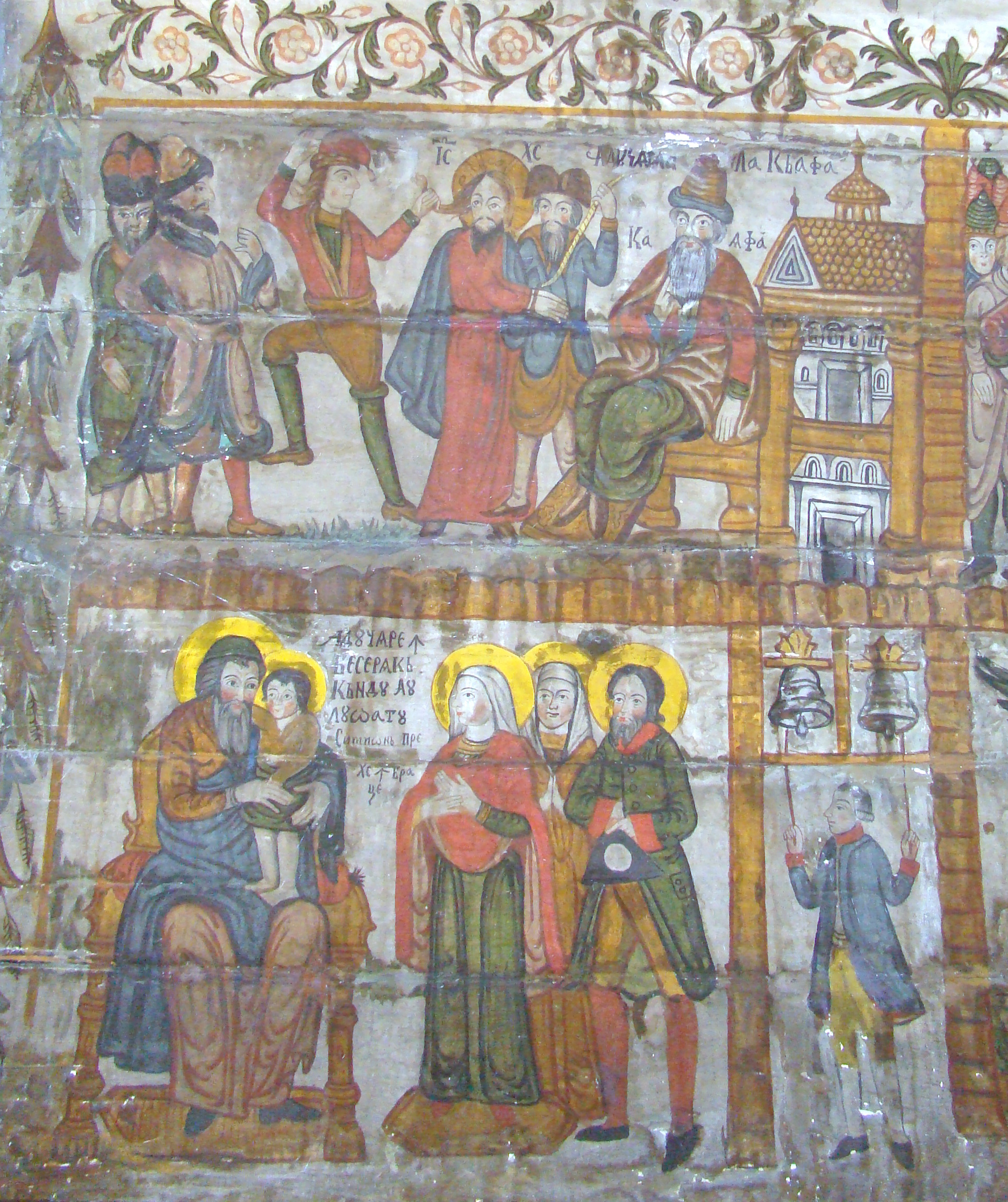
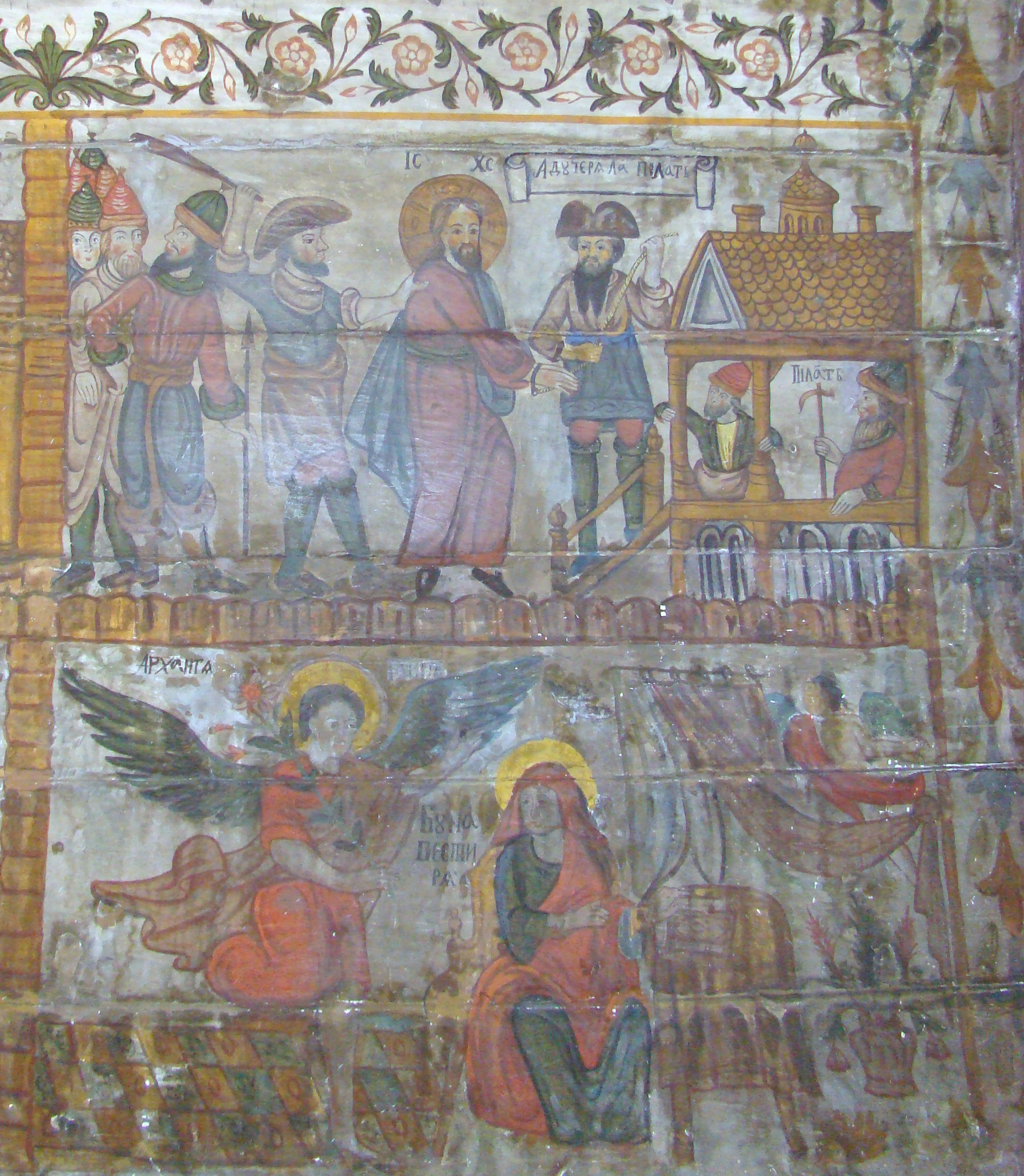
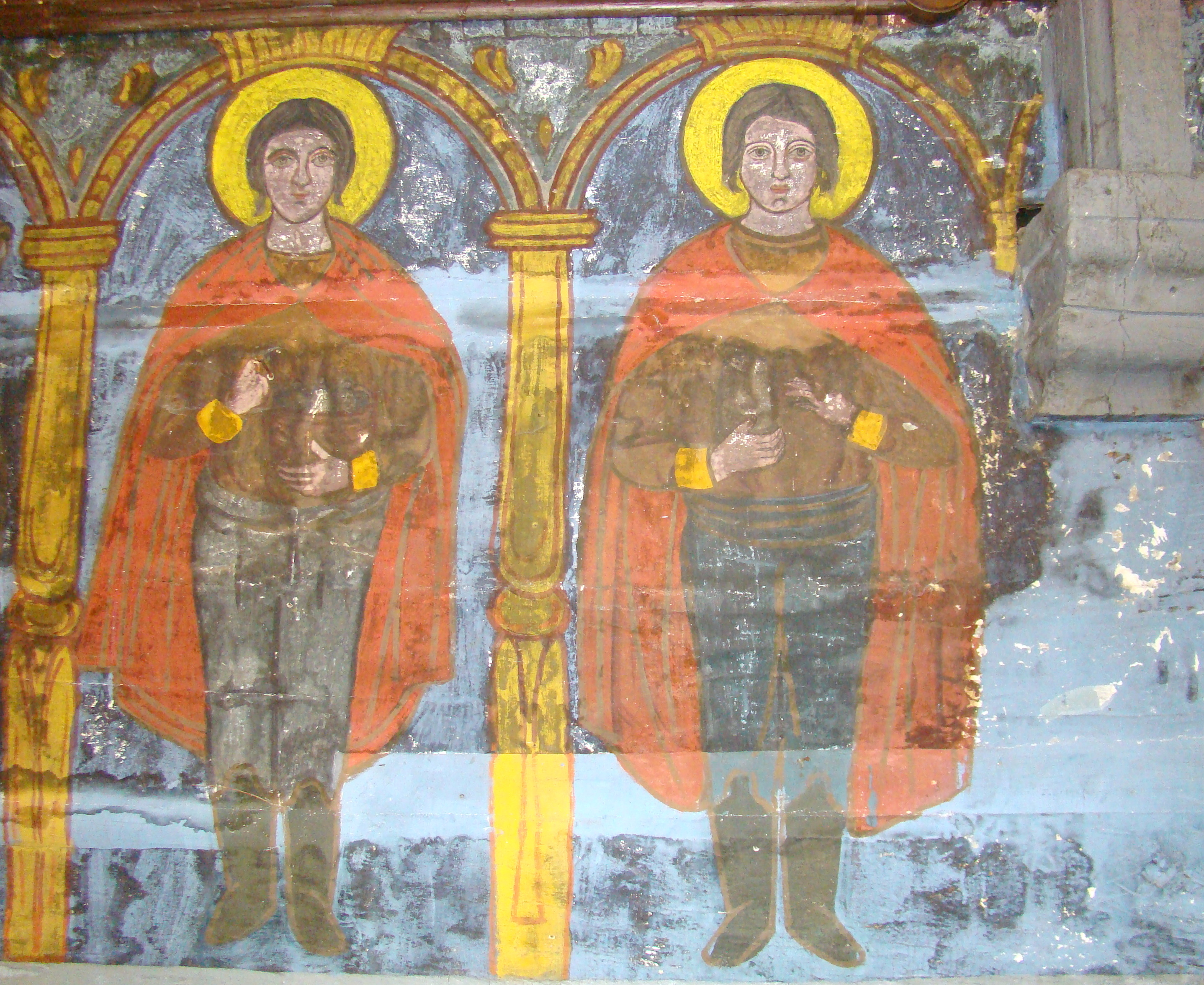
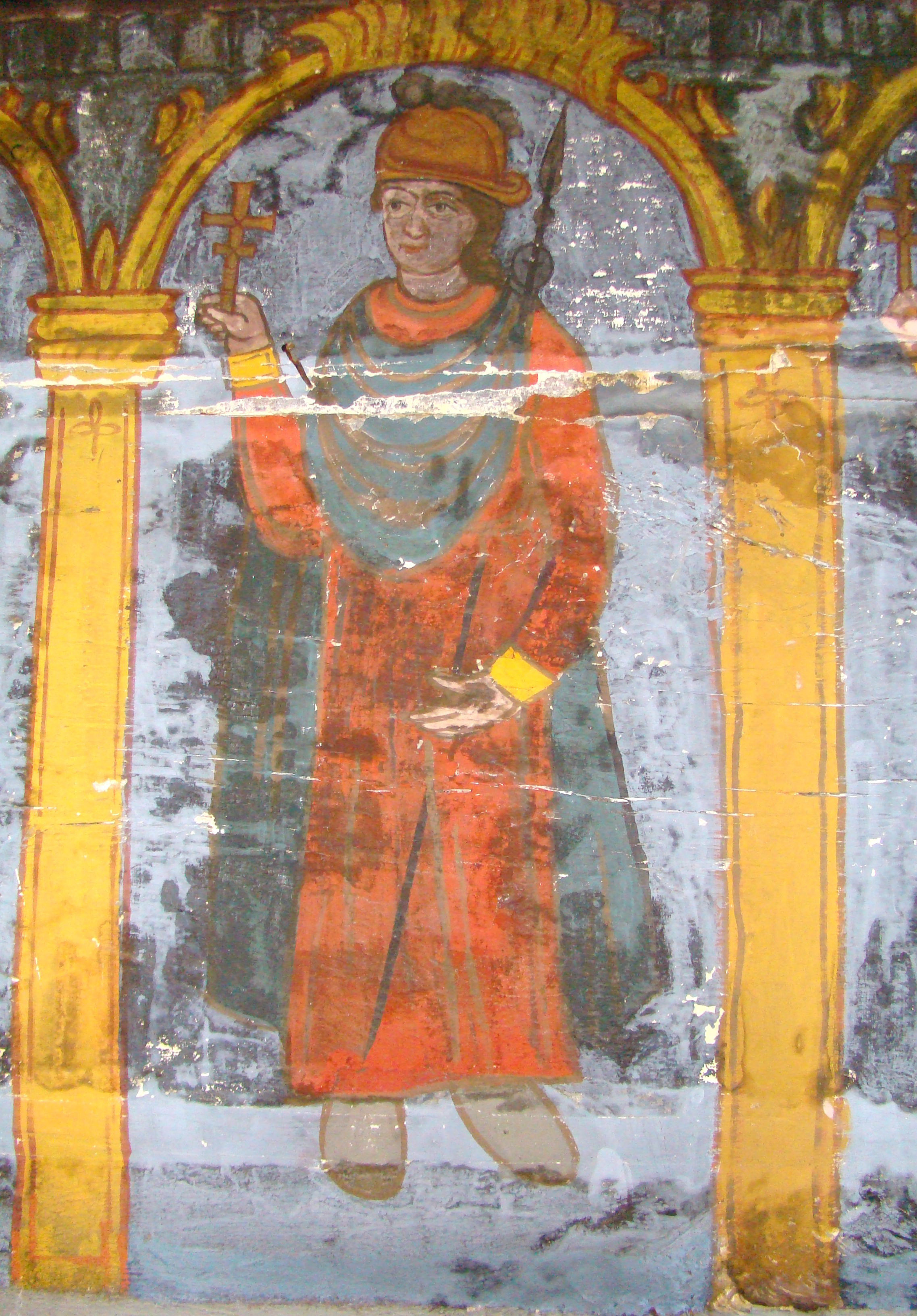
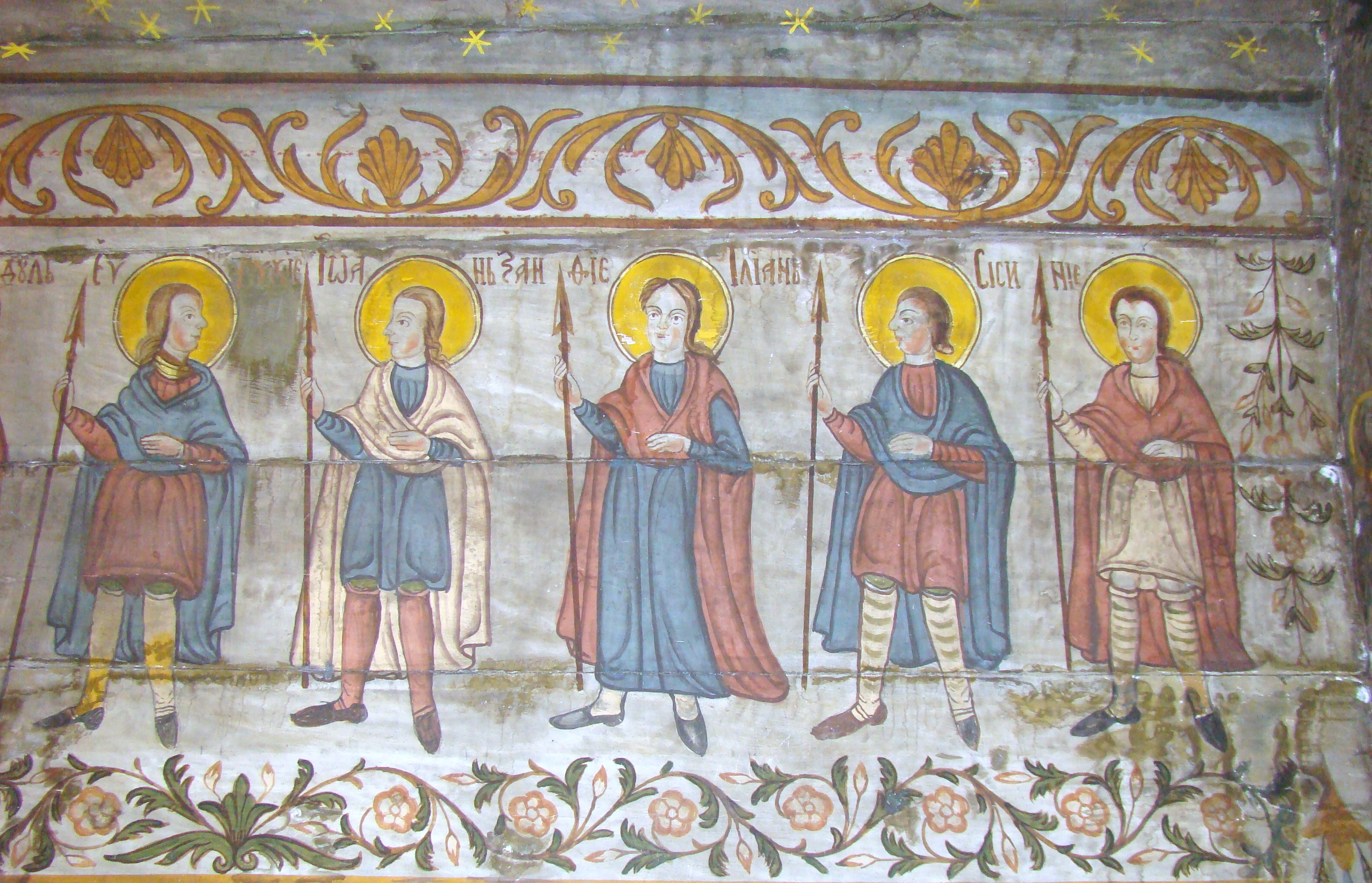
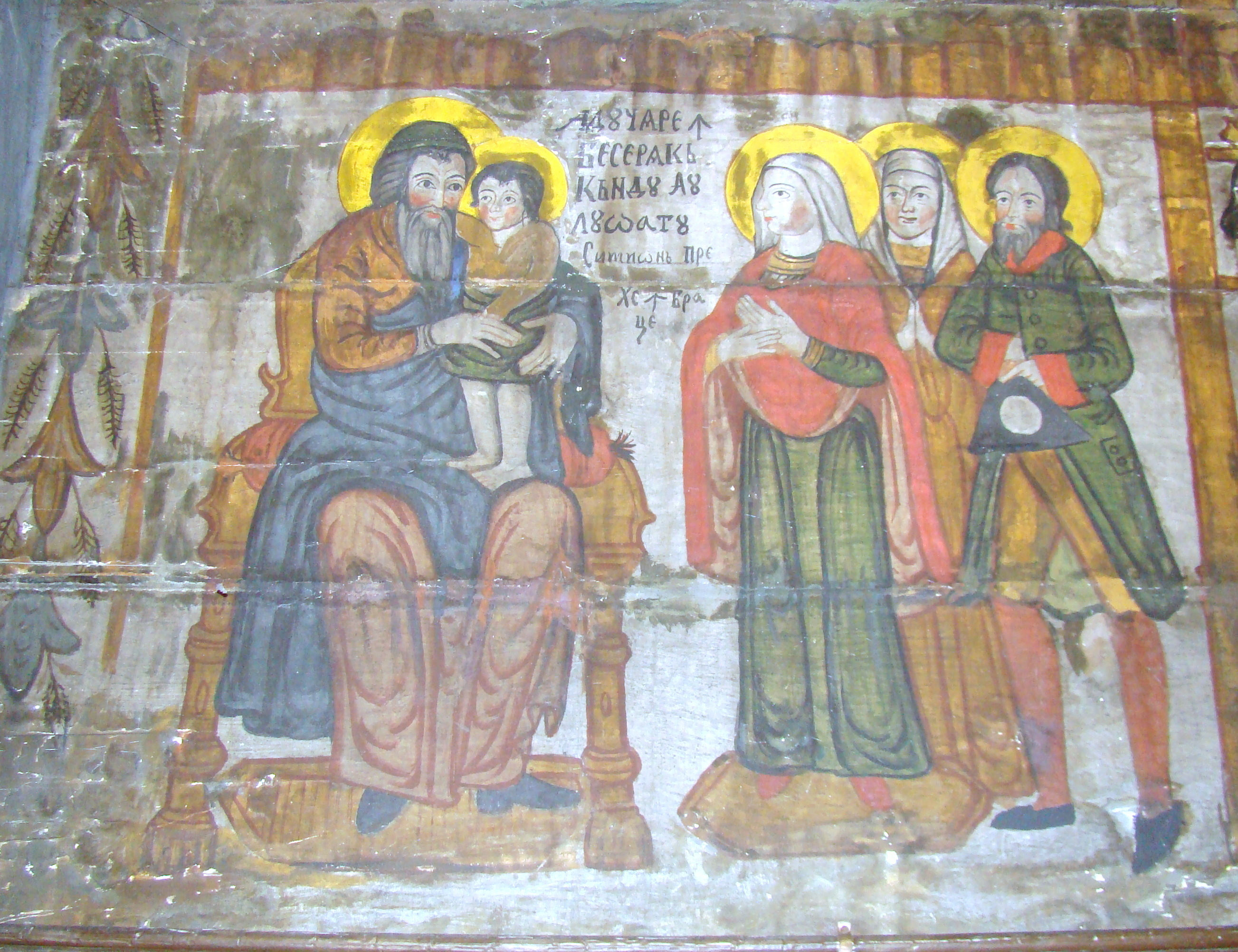
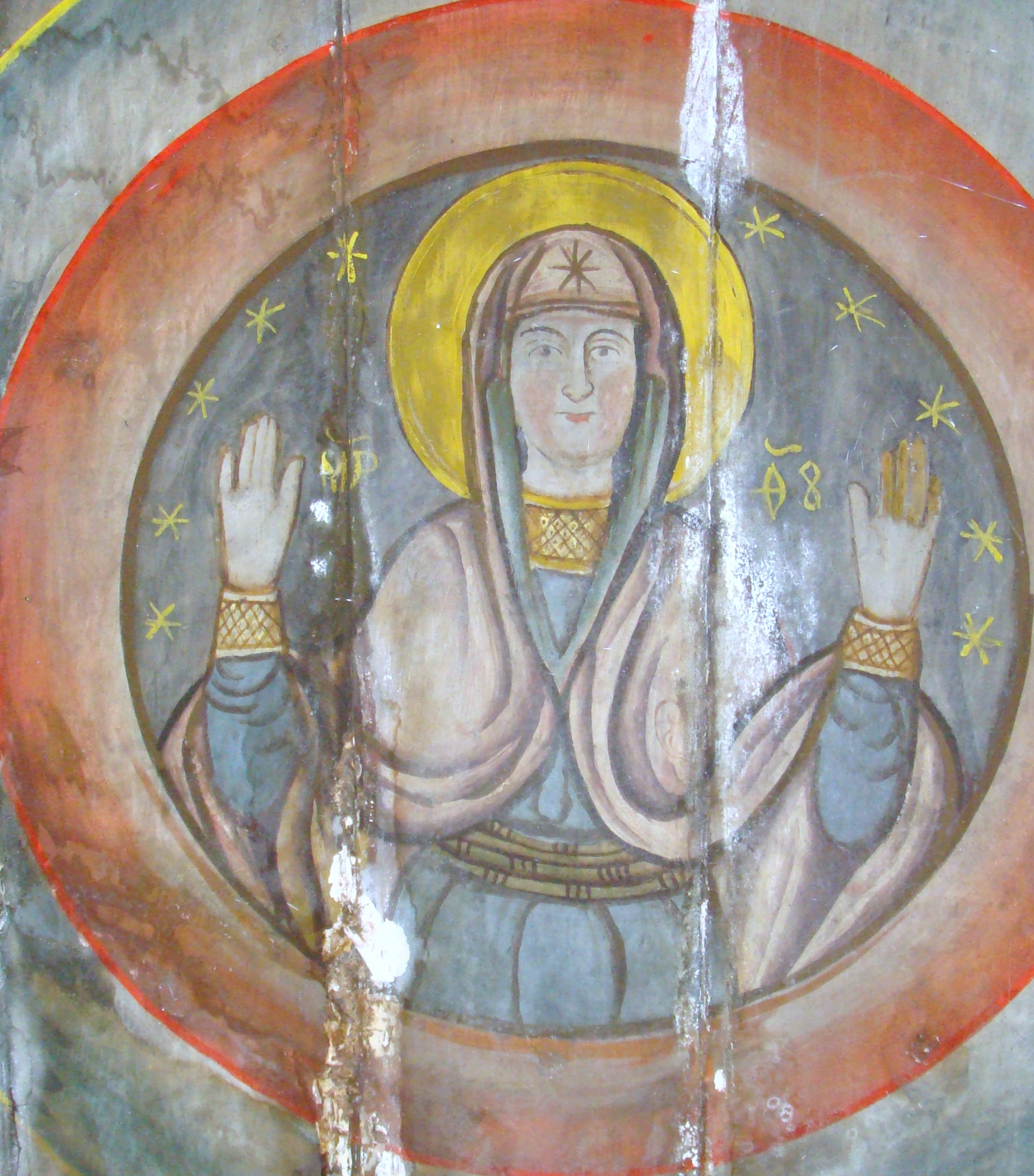
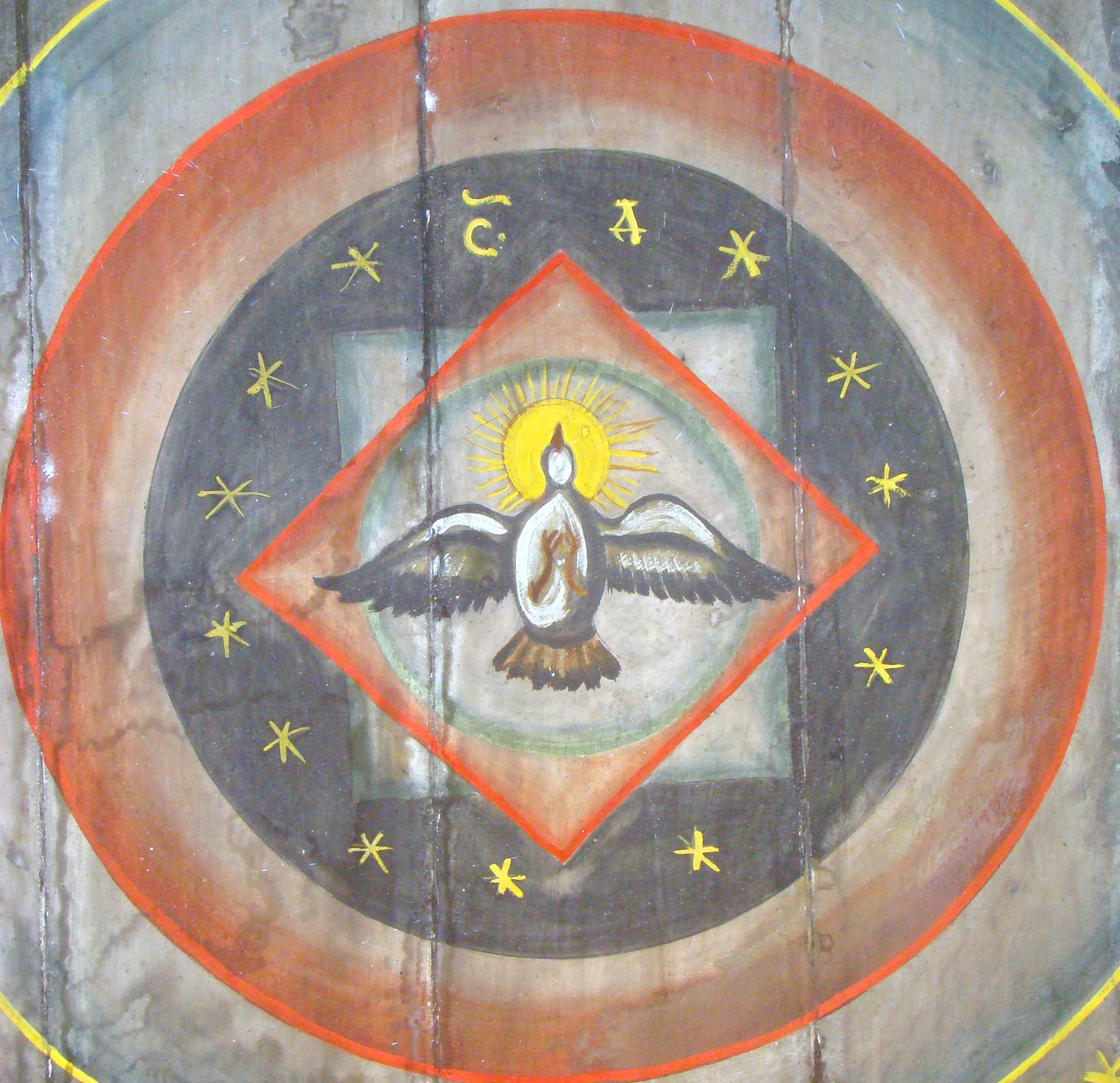
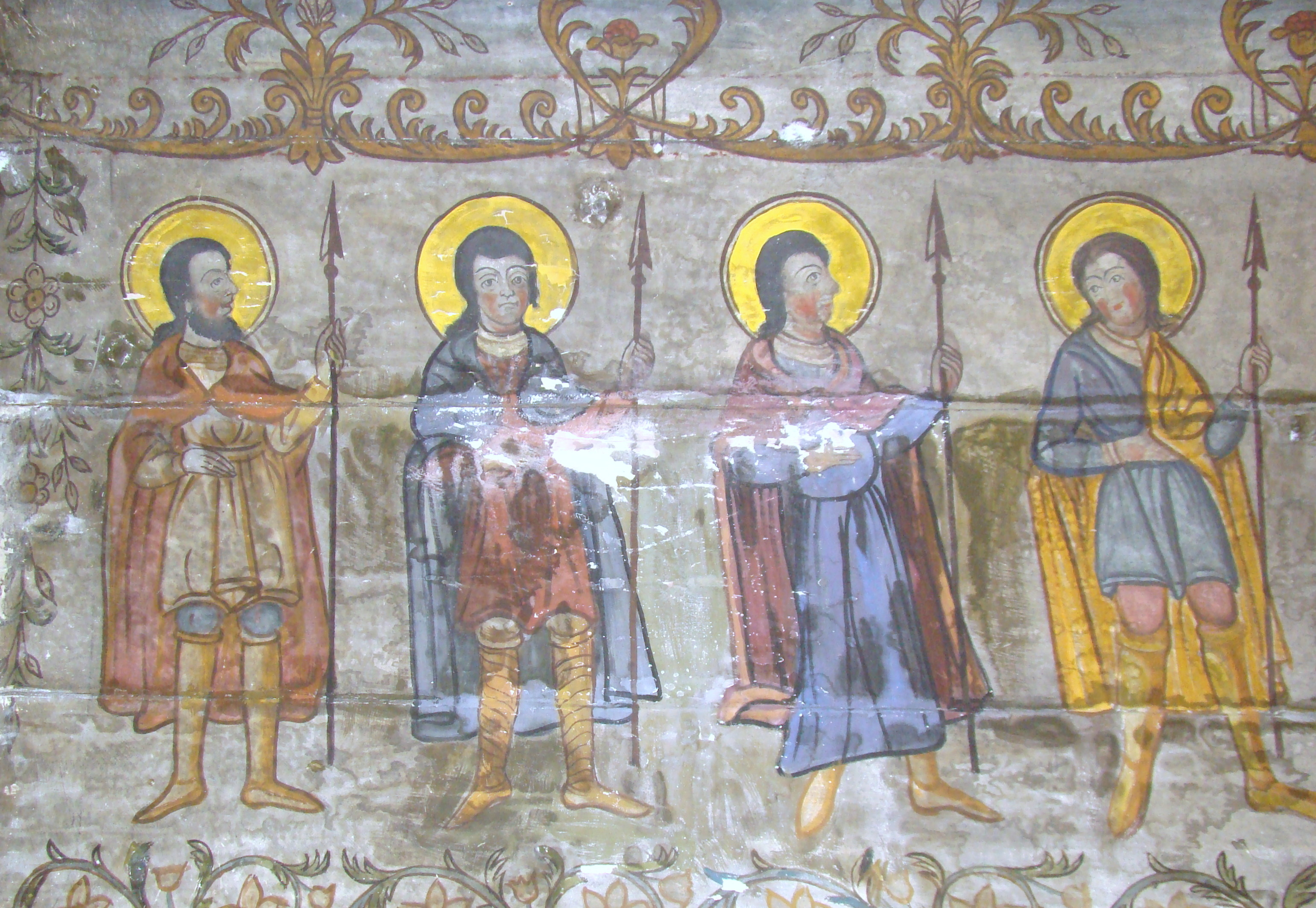
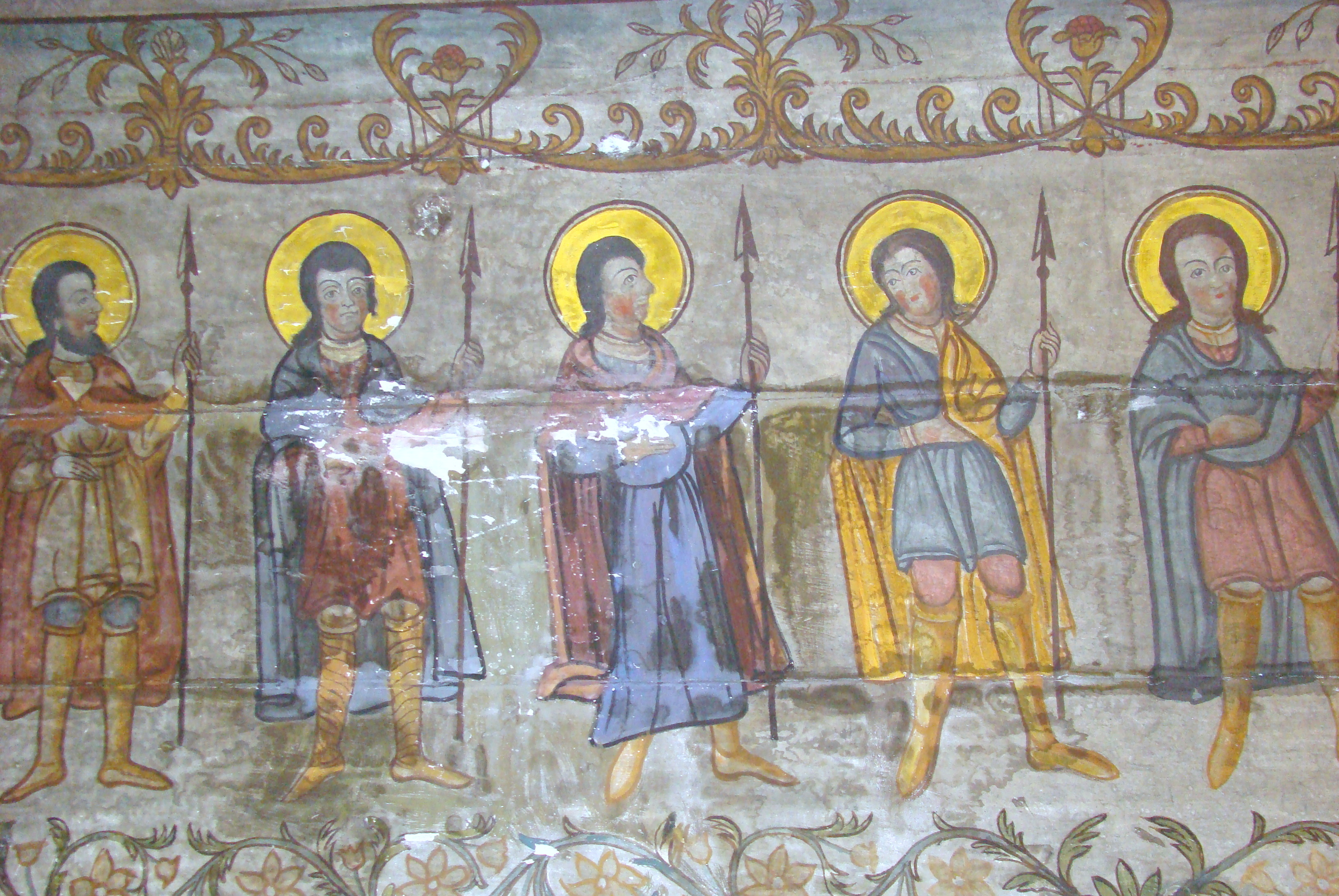
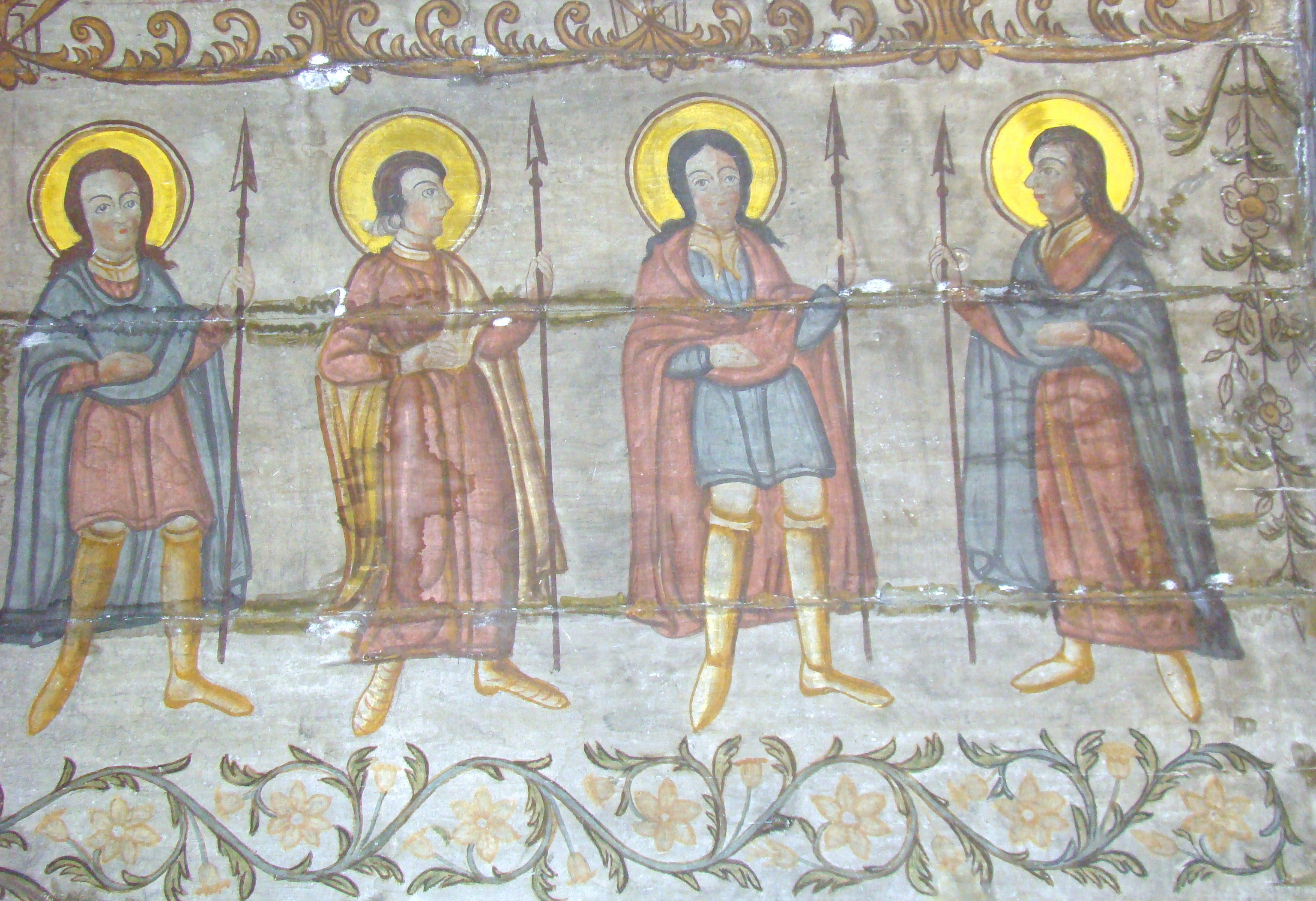
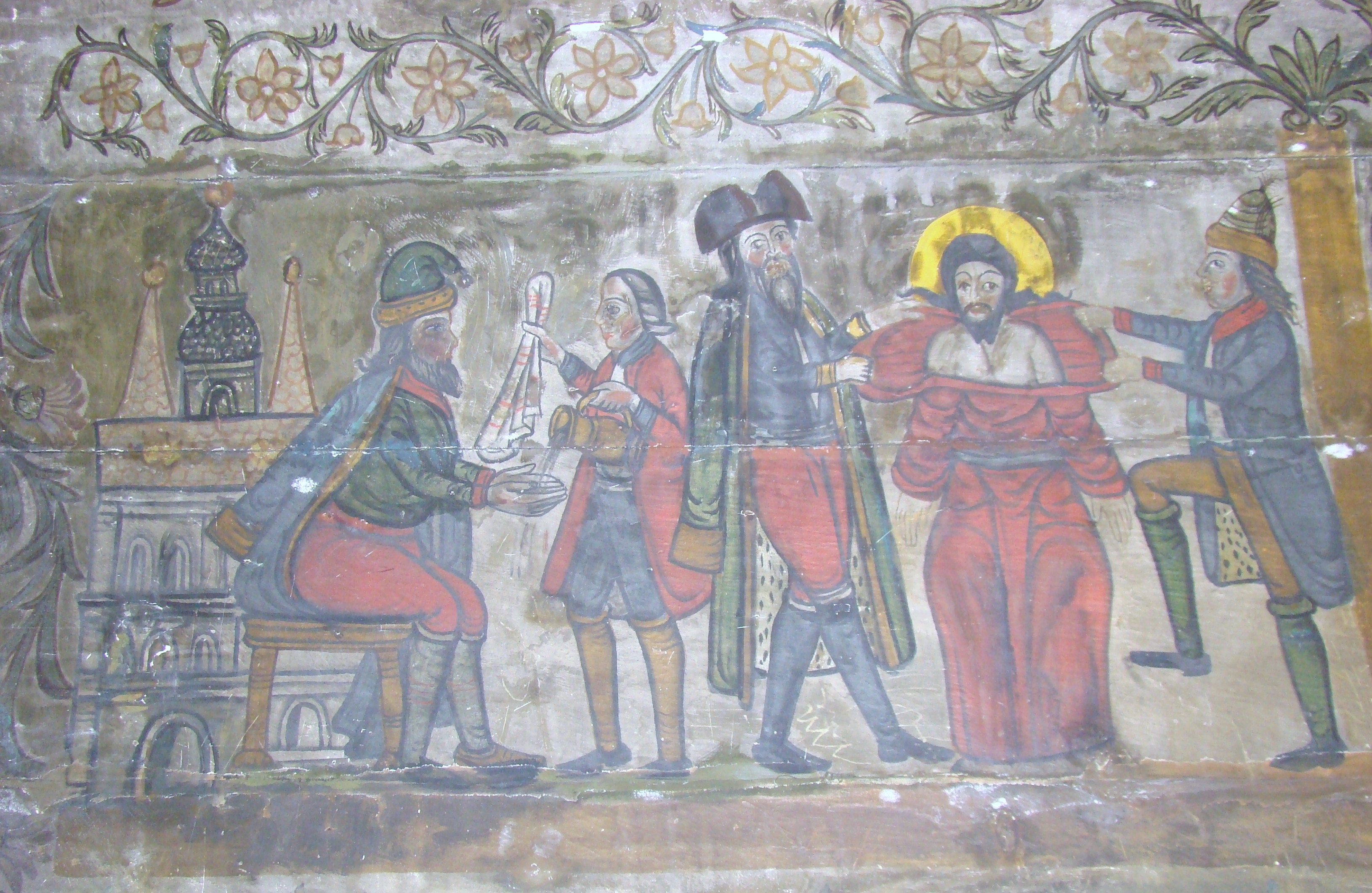
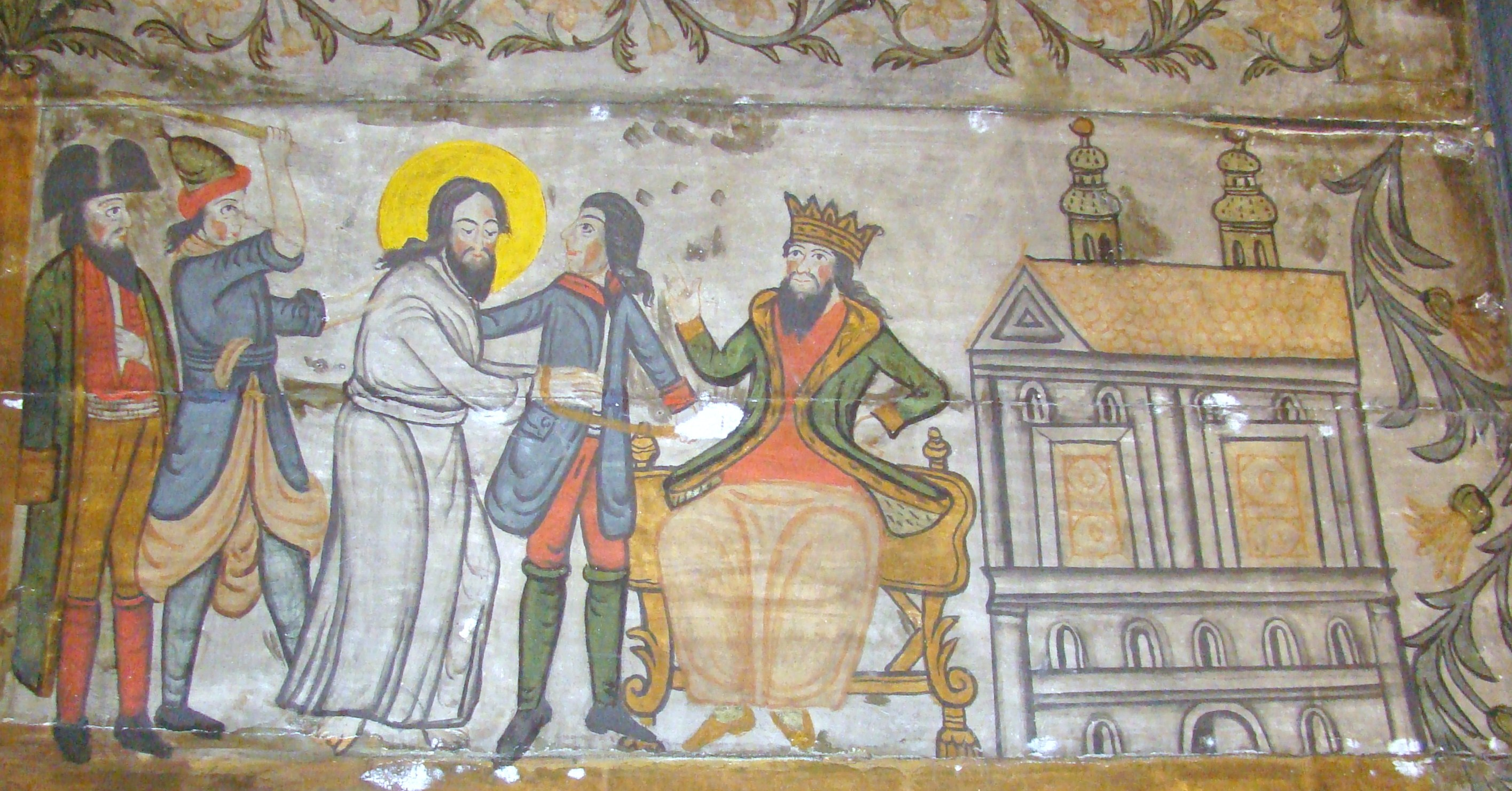
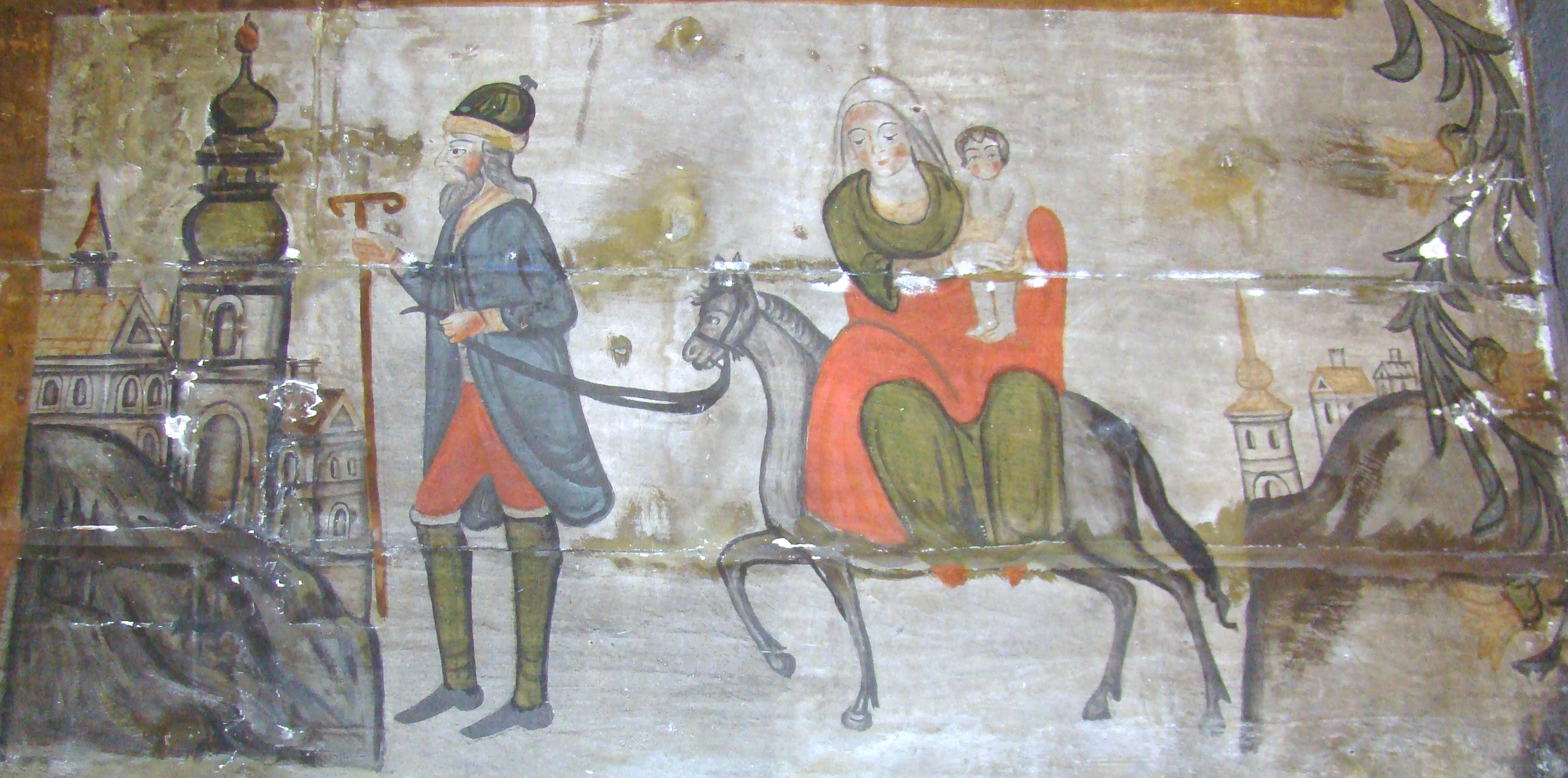
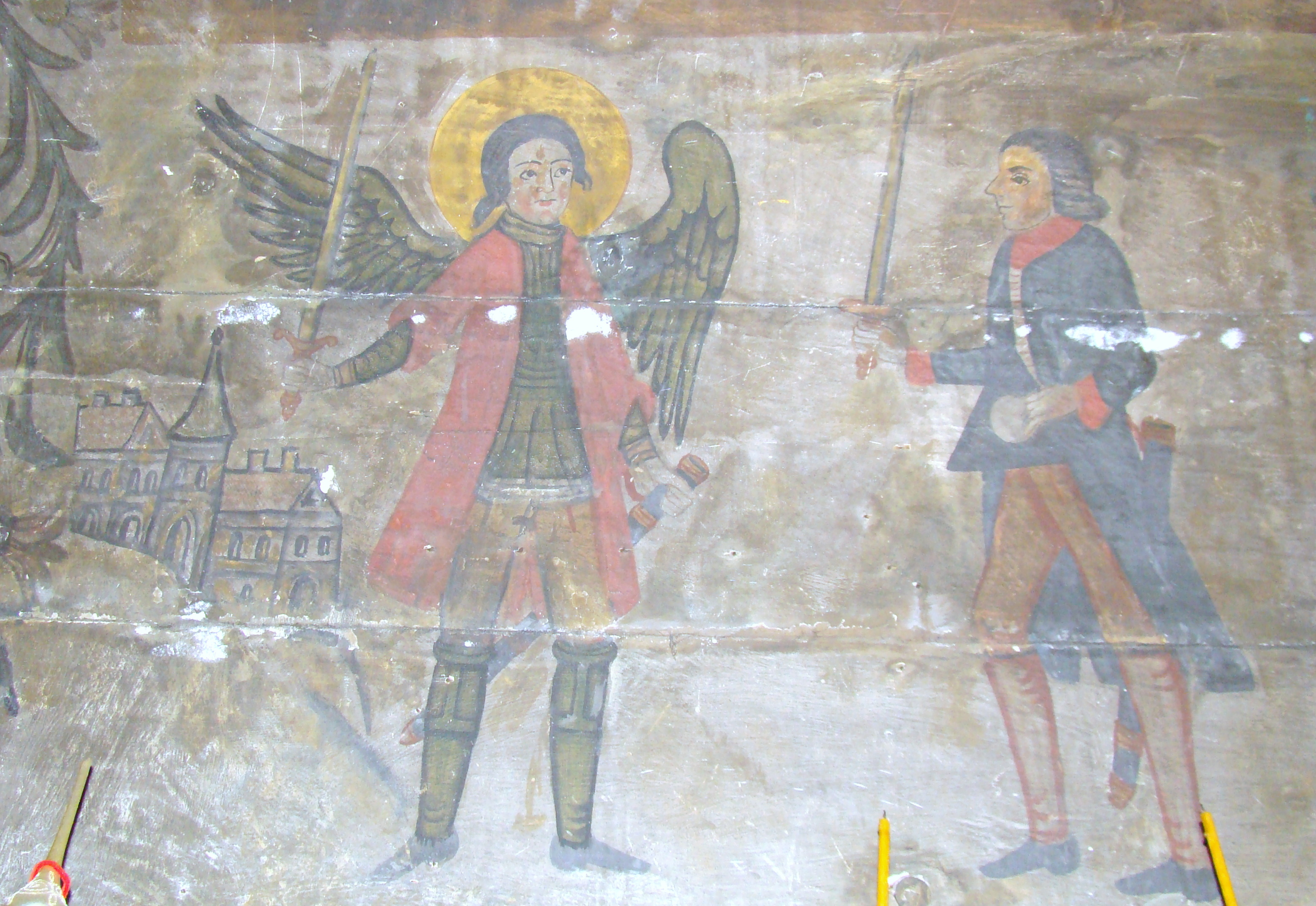
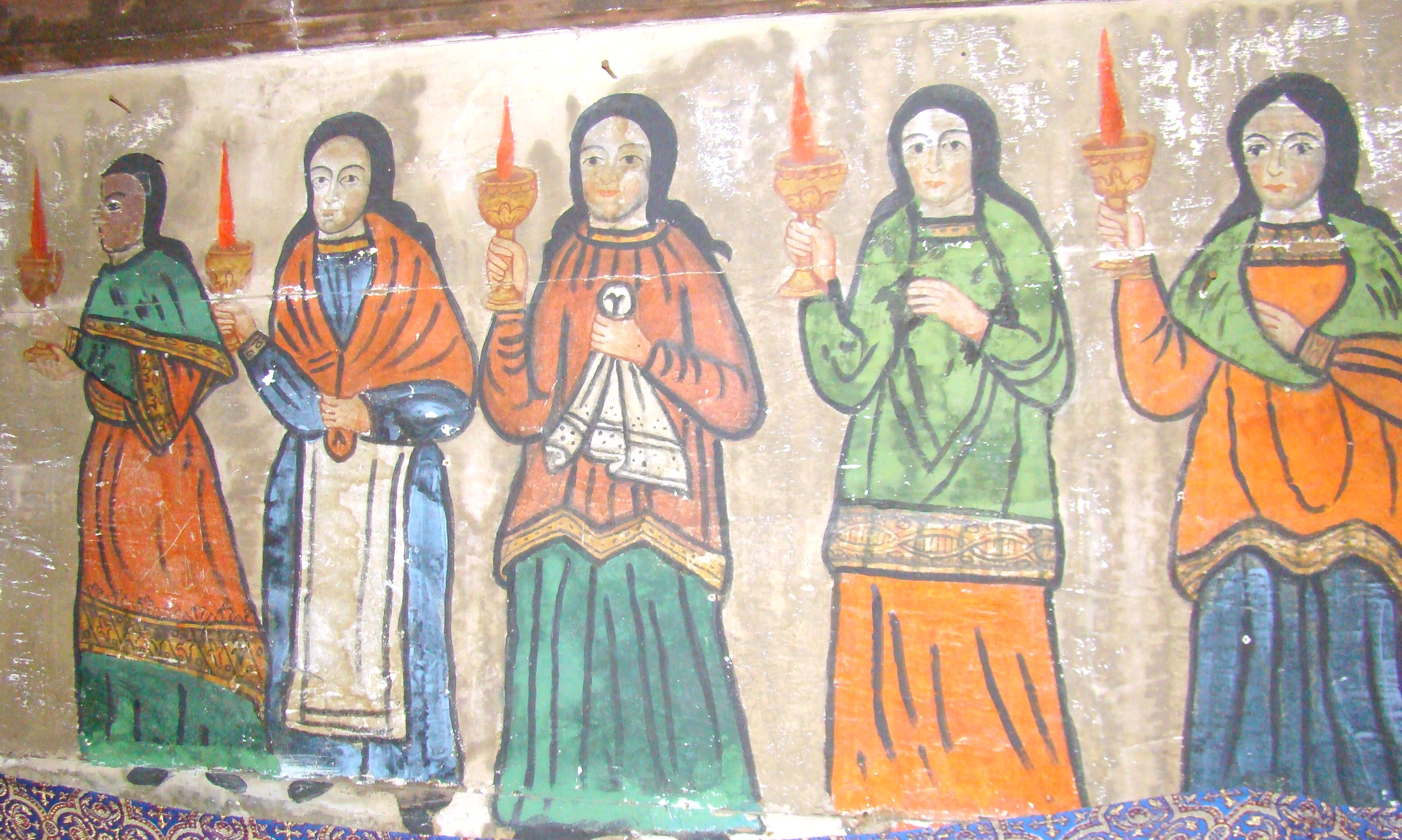
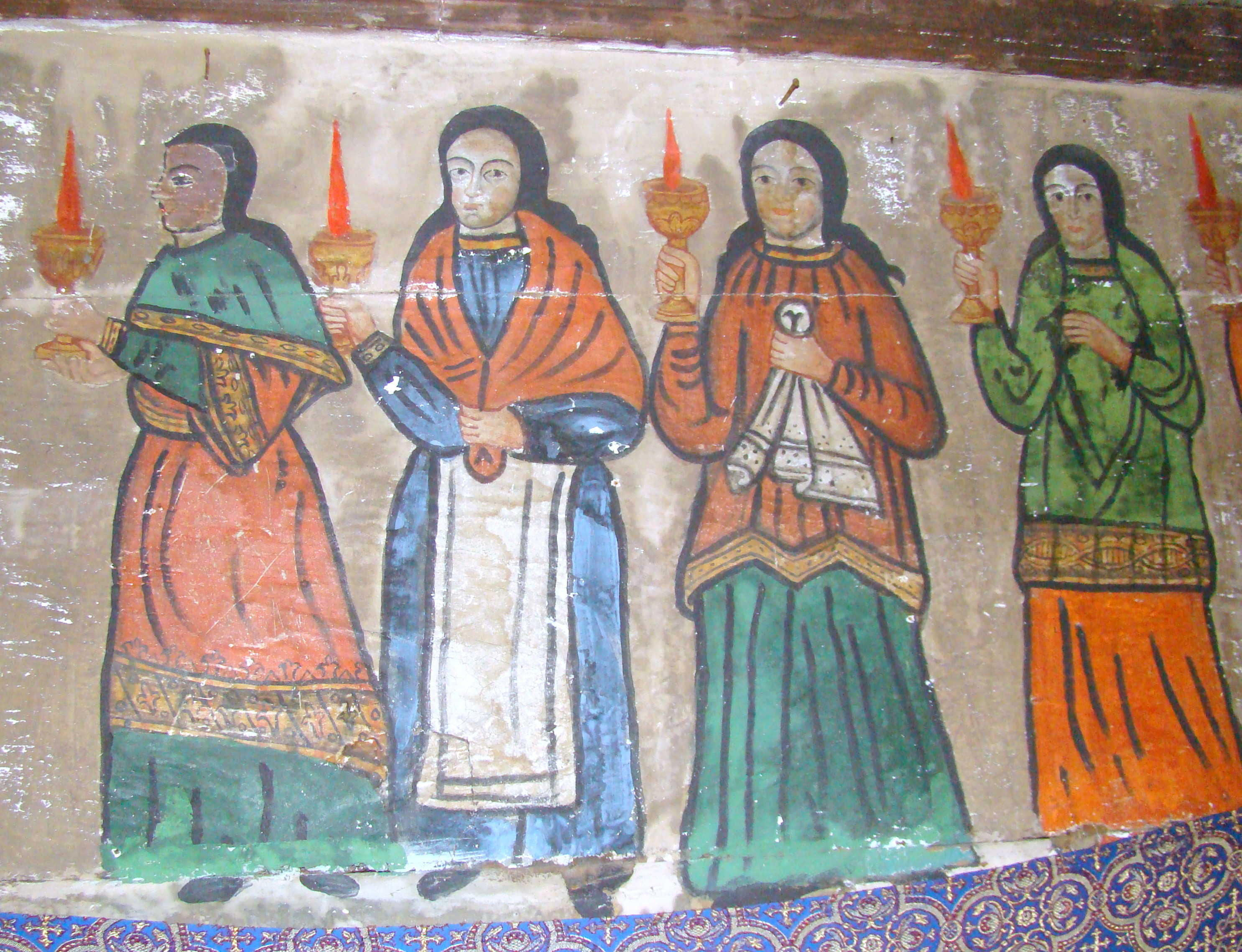
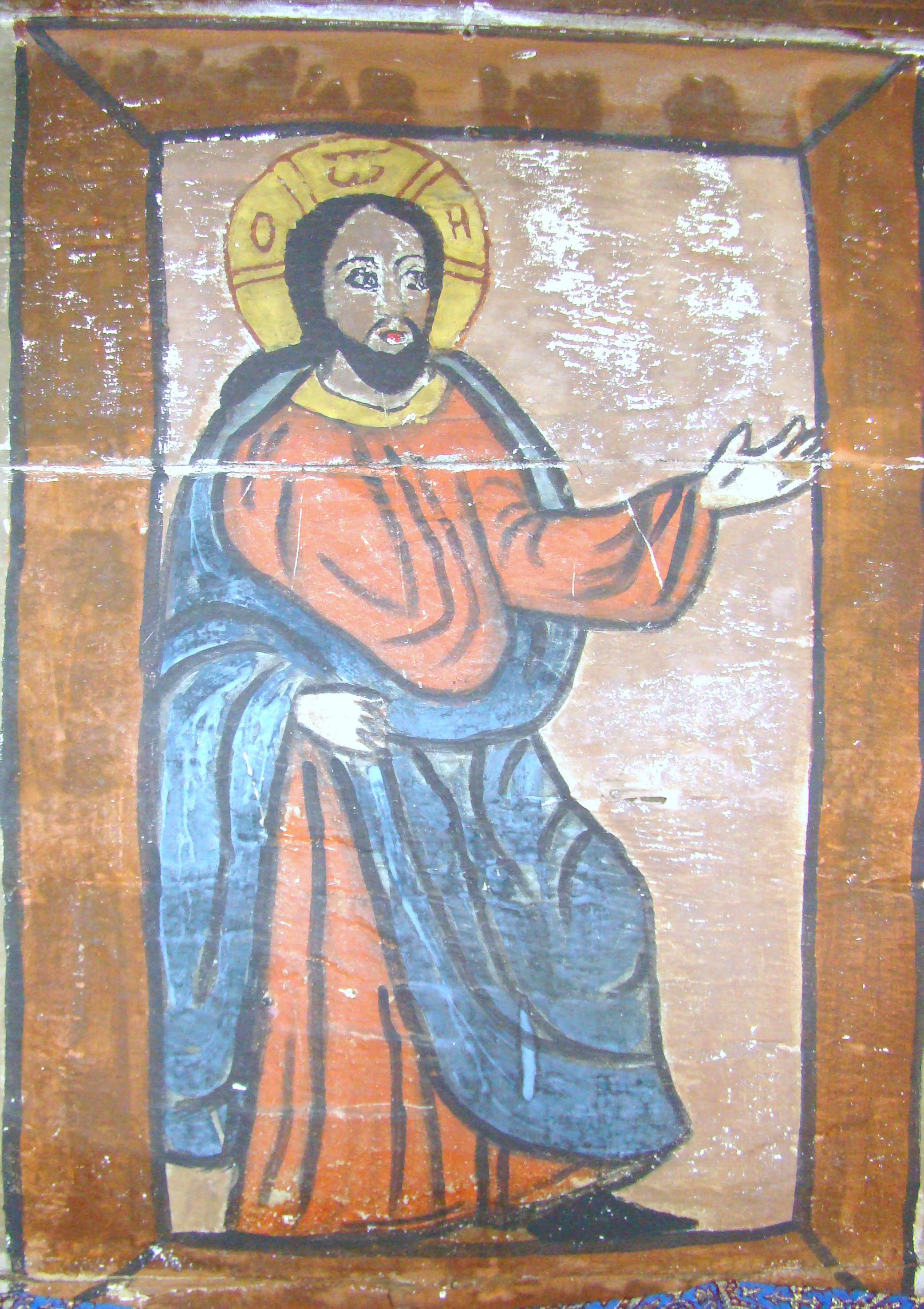
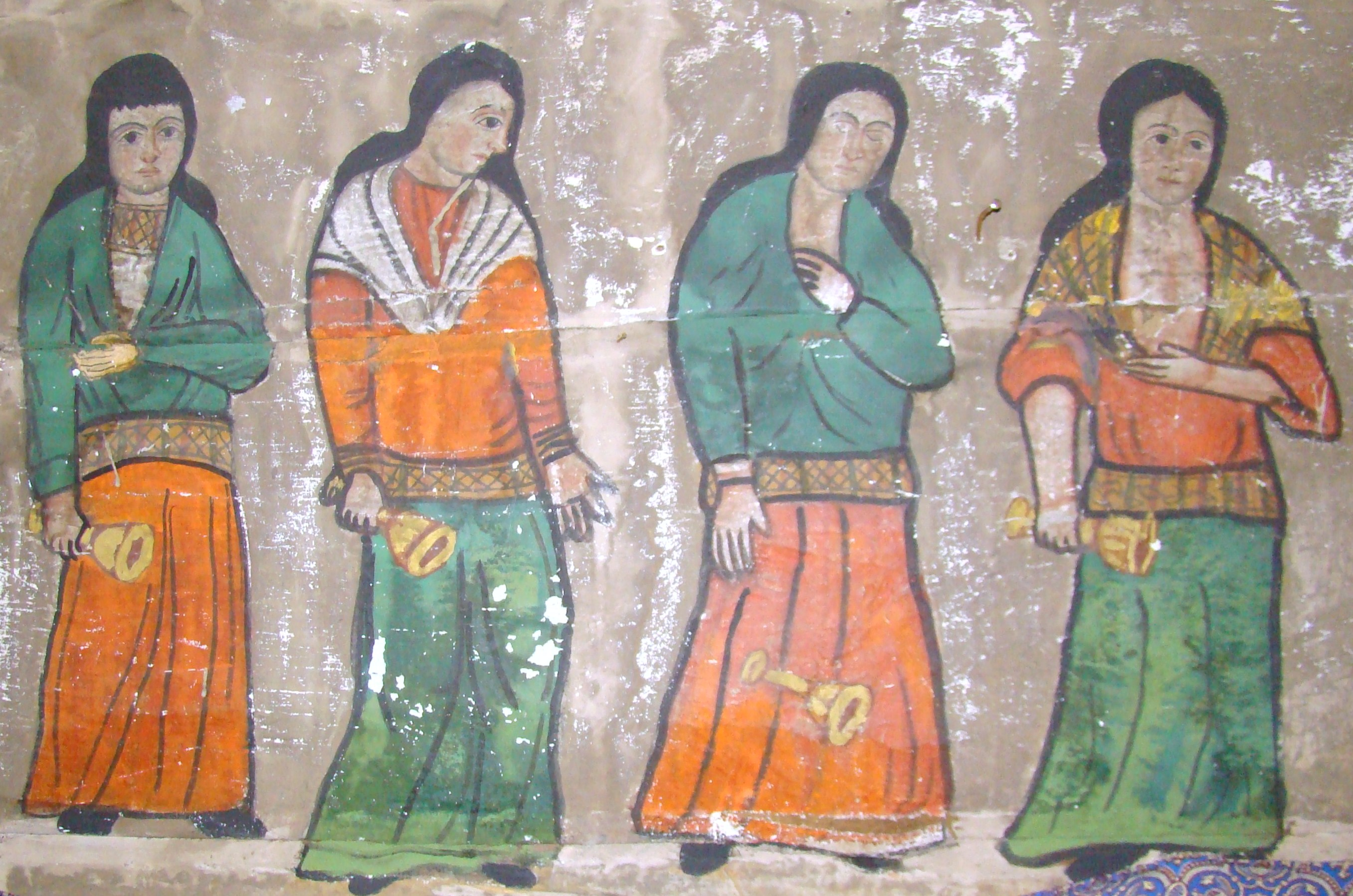
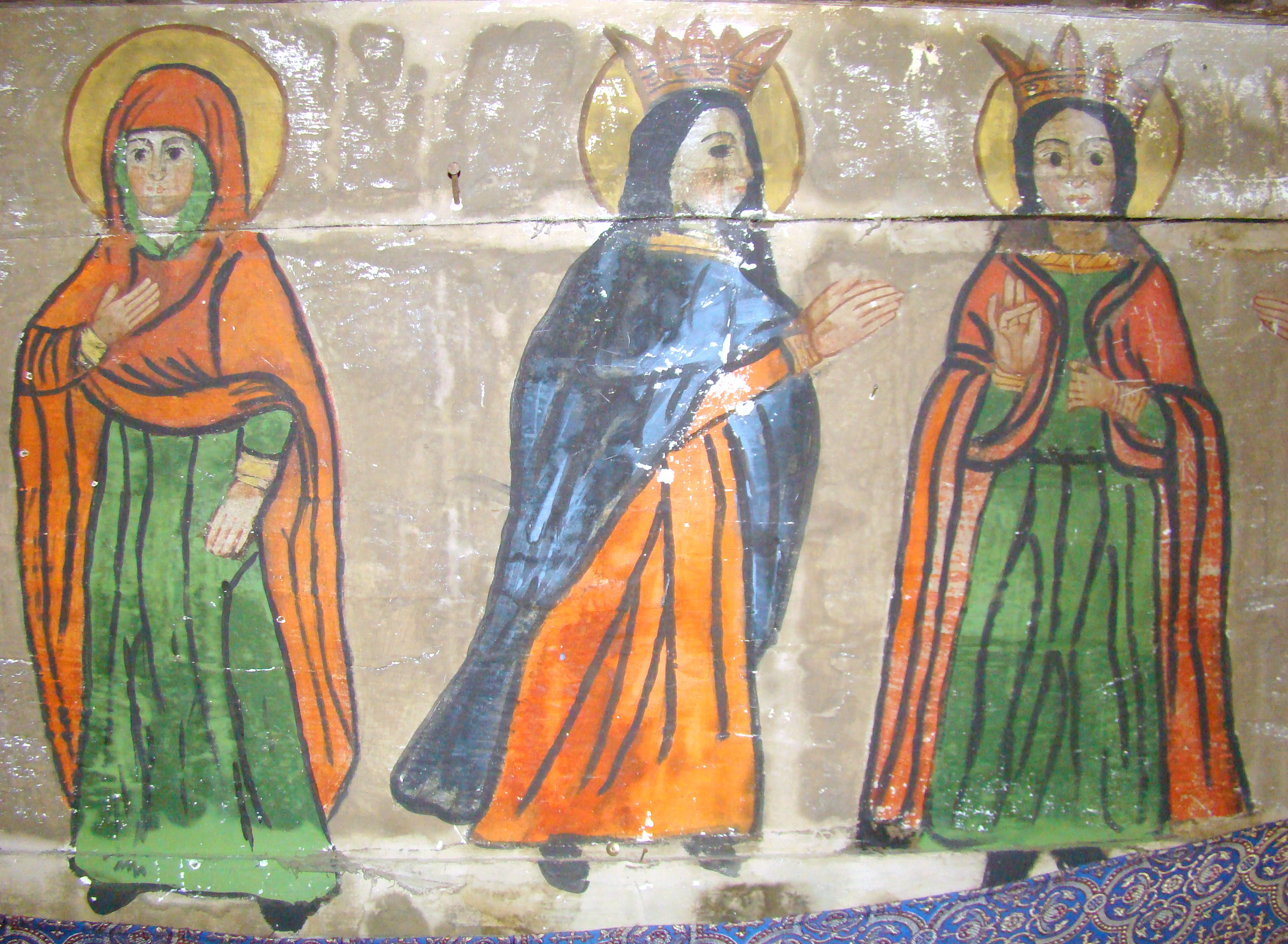
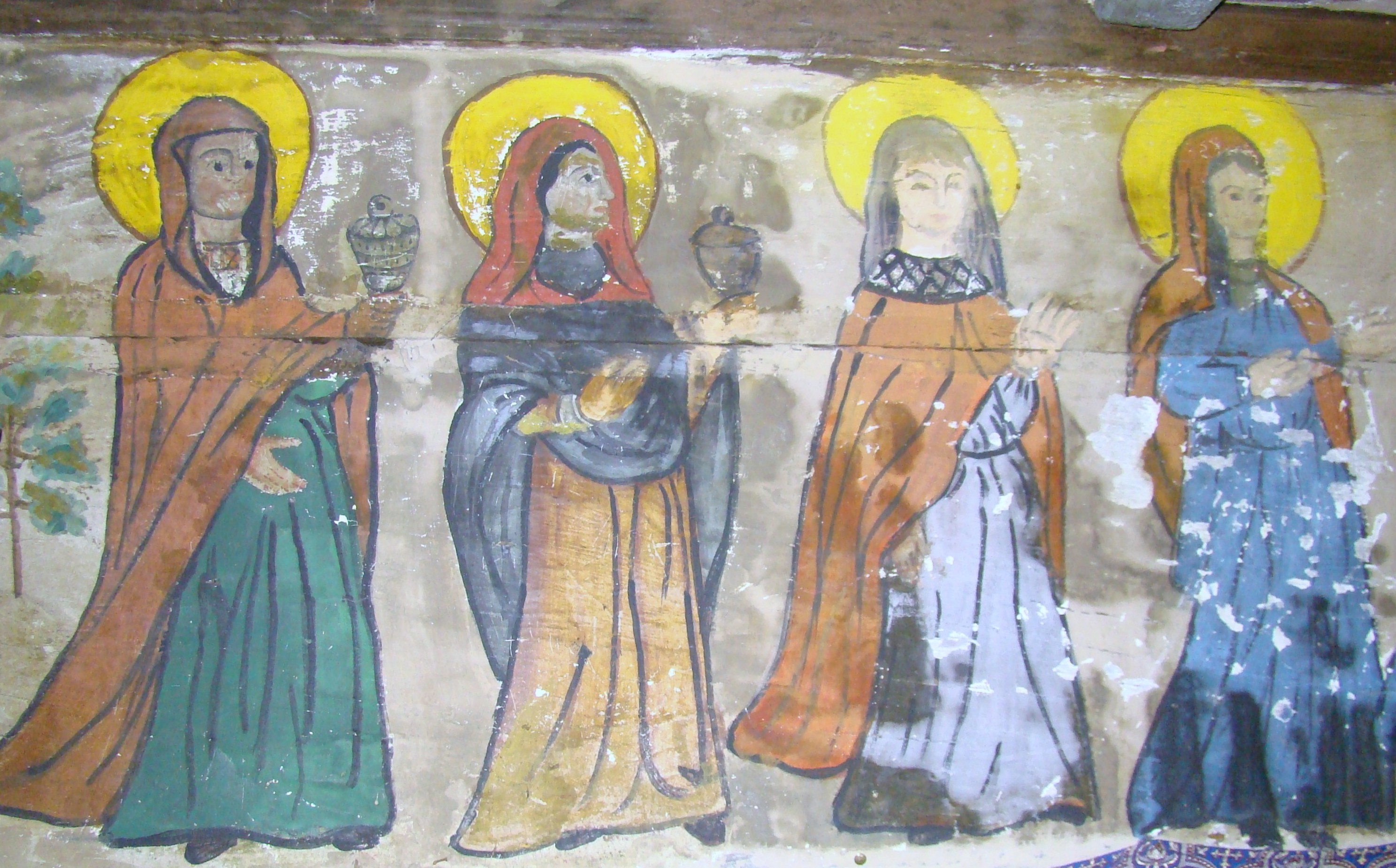

## Legături externe
Materiale media legate de Biserica de lemn din Tămașa la Wikimedia Commons